# Schacktermer
Den här artikeln använder algebraisk schacknotation för att beskriva schackdragen.
Schacktermer avser termer som används i brädspelet schack.

## A

### Analys
För andra betydelser, se Analys.
En analys är en retrospektiv studie av en position som avser att påvisa de bästa spelmöjligheterna för båda sidor.

### Angrepp
Angrepp, anfall eller attack avser aktivt spel. Motsatsen är försvar.

### Avbrutet parti
Ett avbrutet parti är ett parti där spelet tillfälligt avslutats för att återupptas vid ett senare tillfälle.
Innan datorernas intåg var det vanligt att partier i turneringar gick till avbrott efter ett antal timmars spel. Spelarna kunde då ha ett eller flera hängpartier att spela klart senare.
När ett parti avbryts så förseglar en av spelarna sitt sista drag, och det draget utförs inte på brädet förrän partiet återupptas.

## B

### Batteri
|   | a | b | c | d | e | f | g | h |   |
| 8 | a8 svart torn · b8 svart springare · d8 svart drottning · e8 svart kung · h8 svart torn · a7 svart bonde · b7 svart bonde · e7 svart bonde · f7 svart bonde · g7 svart löpare · h7 svart bonde · d6 svart bonde · f6 svart springare · g6 svart bonde · f4 vit bonde · c3 vit springare · d3 vit bonde · e3 vit torn · f3 vit springare · g3 vit bonde · a2 vit bonde · b2 vit bonde · c2 vit bonde · e2 vit drottning · g2 vit löpare · h2 vit bonde · c1 vit kung · e1 vit torn | a8 svart torn · b8 svart springare · d8 svart drottning · e8 svart kung · h8 svart torn · a7 svart bonde · b7 svart bonde · e7 svart bonde · f7 svart bonde · g7 svart löpare · h7 svart bonde · d6 svart bonde · f6 svart springare · g6 svart bonde · f4 vit bonde · c3 vit springare · d3 vit bonde · e3 vit torn · f3 vit springare · g3 vit bonde · a2 vit bonde · b2 vit bonde · c2 vit bonde · e2 vit drottning · g2 vit löpare · h2 vit bonde · c1 vit kung · e1 vit torn | a8 svart torn · b8 svart springare · d8 svart drottning · e8 svart kung · h8 svart torn · a7 svart bonde · b7 svart bonde · e7 svart bonde · f7 svart bonde · g7 svart löpare · h7 svart bonde · d6 svart bonde · f6 svart springare · g6 svart bonde · f4 vit bonde · c3 vit springare · d3 vit bonde · e3 vit torn · f3 vit springare · g3 vit bonde · a2 vit bonde · b2 vit bonde · c2 vit bonde · e2 vit drottning · g2 vit löpare · h2 vit bonde · c1 vit kung · e1 vit torn | a8 svart torn · b8 svart springare · d8 svart drottning · e8 svart kung · h8 svart torn · a7 svart bonde · b7 svart bonde · e7 svart bonde · f7 svart bonde · g7 svart löpare · h7 svart bonde · d6 svart bonde · f6 svart springare · g6 svart bonde · f4 vit bonde · c3 vit springare · d3 vit bonde · e3 vit torn · f3 vit springare · g3 vit bonde · a2 vit bonde · b2 vit bonde · c2 vit bonde · e2 vit drottning · g2 vit löpare · h2 vit bonde · c1 vit kung · e1 vit torn | a8 svart torn · b8 svart springare · d8 svart drottning · e8 svart kung · h8 svart torn · a7 svart bonde · b7 svart bonde · e7 svart bonde · f7 svart bonde · g7 svart löpare · h7 svart bonde · d6 svart bonde · f6 svart springare · g6 svart bonde · f4 vit bonde · c3 vit springare · d3 vit bonde · e3 vit torn · f3 vit springare · g3 vit bonde · a2 vit bonde · b2 vit bonde · c2 vit bonde · e2 vit drottning · g2 vit löpare · h2 vit bonde · c1 vit kung · e1 vit torn | a8 svart torn · b8 svart springare · d8 svart drottning · e8 svart kung · h8 svart torn · a7 svart bonde · b7 svart bonde · e7 svart bonde · f7 svart bonde · g7 svart löpare · h7 svart bonde · d6 svart bonde · f6 svart springare · g6 svart bonde · f4 vit bonde · c3 vit springare · d3 vit bonde · e3 vit torn · f3 vit springare · g3 vit bonde · a2 vit bonde · b2 vit bonde · c2 vit bonde · e2 vit drottning · g2 vit löpare · h2 vit bonde · c1 vit kung · e1 vit torn | a8 svart torn · b8 svart springare · d8 svart drottning · e8 svart kung · h8 svart torn · a7 svart bonde · b7 svart bonde · e7 svart bonde · f7 svart bonde · g7 svart löpare · h7 svart bonde · d6 svart bonde · f6 svart springare · g6 svart bonde · f4 vit bonde · c3 vit springare · d3 vit bonde · e3 vit torn · f3 vit springare · g3 vit bonde · a2 vit bonde · b2 vit bonde · c2 vit bonde · e2 vit drottning · g2 vit löpare · h2 vit bonde · c1 vit kung · e1 vit torn | a8 svart torn · b8 svart springare · d8 svart drottning · e8 svart kung · h8 svart torn · a7 svart bonde · b7 svart bonde · e7 svart bonde · f7 svart bonde · g7 svart löpare · h7 svart bonde · d6 svart bonde · f6 svart springare · g6 svart bonde · f4 vit bonde · c3 vit springare · d3 vit bonde · e3 vit torn · f3 vit springare · g3 vit bonde · a2 vit bonde · b2 vit bonde · c2 vit bonde · e2 vit drottning · g2 vit löpare · h2 vit bonde · c1 vit kung · e1 vit torn | 8 |
| 7 | a8 svart torn · b8 svart springare · d8 svart drottning · e8 svart kung · h8 svart torn · a7 svart bonde · b7 svart bonde · e7 svart bonde · f7 svart bonde · g7 svart löpare · h7 svart bonde · d6 svart bonde · f6 svart springare · g6 svart bonde · f4 vit bonde · c3 vit springare · d3 vit bonde · e3 vit torn · f3 vit springare · g3 vit bonde · a2 vit bonde · b2 vit bonde · c2 vit bonde · e2 vit drottning · g2 vit löpare · h2 vit bonde · c1 vit kung · e1 vit torn | a8 svart torn · b8 svart springare · d8 svart drottning · e8 svart kung · h8 svart torn · a7 svart bonde · b7 svart bonde · e7 svart bonde · f7 svart bonde · g7 svart löpare · h7 svart bonde · d6 svart bonde · f6 svart springare · g6 svart bonde · f4 vit bonde · c3 vit springare · d3 vit bonde · e3 vit torn · f3 vit springare · g3 vit bonde · a2 vit bonde · b2 vit bonde · c2 vit bonde · e2 vit drottning · g2 vit löpare · h2 vit bonde · c1 vit kung · e1 vit torn | a8 svart torn · b8 svart springare · d8 svart drottning · e8 svart kung · h8 svart torn · a7 svart bonde · b7 svart bonde · e7 svart bonde · f7 svart bonde · g7 svart löpare · h7 svart bonde · d6 svart bonde · f6 svart springare · g6 svart bonde · f4 vit bonde · c3 vit springare · d3 vit bonde · e3 vit torn · f3 vit springare · g3 vit bonde · a2 vit bonde · b2 vit bonde · c2 vit bonde · e2 vit drottning · g2 vit löpare · h2 vit bonde · c1 vit kung · e1 vit torn | a8 svart torn · b8 svart springare · d8 svart drottning · e8 svart kung · h8 svart torn · a7 svart bonde · b7 svart bonde · e7 svart bonde · f7 svart bonde · g7 svart löpare · h7 svart bonde · d6 svart bonde · f6 svart springare · g6 svart bonde · f4 vit bonde · c3 vit springare · d3 vit bonde · e3 vit torn · f3 vit springare · g3 vit bonde · a2 vit bonde · b2 vit bonde · c2 vit bonde · e2 vit drottning · g2 vit löpare · h2 vit bonde · c1 vit kung · e1 vit torn | a8 svart torn · b8 svart springare · d8 svart drottning · e8 svart kung · h8 svart torn · a7 svart bonde · b7 svart bonde · e7 svart bonde · f7 svart bonde · g7 svart löpare · h7 svart bonde · d6 svart bonde · f6 svart springare · g6 svart bonde · f4 vit bonde · c3 vit springare · d3 vit bonde · e3 vit torn · f3 vit springare · g3 vit bonde · a2 vit bonde · b2 vit bonde · c2 vit bonde · e2 vit drottning · g2 vit löpare · h2 vit bonde · c1 vit kung · e1 vit torn | a8 svart torn · b8 svart springare · d8 svart drottning · e8 svart kung · h8 svart torn · a7 svart bonde · b7 svart bonde · e7 svart bonde · f7 svart bonde · g7 svart löpare · h7 svart bonde · d6 svart bonde · f6 svart springare · g6 svart bonde · f4 vit bonde · c3 vit springare · d3 vit bonde · e3 vit torn · f3 vit springare · g3 vit bonde · a2 vit bonde · b2 vit bonde · c2 vit bonde · e2 vit drottning · g2 vit löpare · h2 vit bonde · c1 vit kung · e1 vit torn | a8 svart torn · b8 svart springare · d8 svart drottning · e8 svart kung · h8 svart torn · a7 svart bonde · b7 svart bonde · e7 svart bonde · f7 svart bonde · g7 svart löpare · h7 svart bonde · d6 svart bonde · f6 svart springare · g6 svart bonde · f4 vit bonde · c3 vit springare · d3 vit bonde · e3 vit torn · f3 vit springare · g3 vit bonde · a2 vit bonde · b2 vit bonde · c2 vit bonde · e2 vit drottning · g2 vit löpare · h2 vit bonde · c1 vit kung · e1 vit torn | a8 svart torn · b8 svart springare · d8 svart drottning · e8 svart kung · h8 svart torn · a7 svart bonde · b7 svart bonde · e7 svart bonde · f7 svart bonde · g7 svart löpare · h7 svart bonde · d6 svart bonde · f6 svart springare · g6 svart bonde · f4 vit bonde · c3 vit springare · d3 vit bonde · e3 vit torn · f3 vit springare · g3 vit bonde · a2 vit bonde · b2 vit bonde · c2 vit bonde · e2 vit drottning · g2 vit löpare · h2 vit bonde · c1 vit kung · e1 vit torn | 7 |
| 6 | a8 svart torn · b8 svart springare · d8 svart drottning · e8 svart kung · h8 svart torn · a7 svart bonde · b7 svart bonde · e7 svart bonde · f7 svart bonde · g7 svart löpare · h7 svart bonde · d6 svart bonde · f6 svart springare · g6 svart bonde · f4 vit bonde · c3 vit springare · d3 vit bonde · e3 vit torn · f3 vit springare · g3 vit bonde · a2 vit bonde · b2 vit bonde · c2 vit bonde · e2 vit drottning · g2 vit löpare · h2 vit bonde · c1 vit kung · e1 vit torn | a8 svart torn · b8 svart springare · d8 svart drottning · e8 svart kung · h8 svart torn · a7 svart bonde · b7 svart bonde · e7 svart bonde · f7 svart bonde · g7 svart löpare · h7 svart bonde · d6 svart bonde · f6 svart springare · g6 svart bonde · f4 vit bonde · c3 vit springare · d3 vit bonde · e3 vit torn · f3 vit springare · g3 vit bonde · a2 vit bonde · b2 vit bonde · c2 vit bonde · e2 vit drottning · g2 vit löpare · h2 vit bonde · c1 vit kung · e1 vit torn | a8 svart torn · b8 svart springare · d8 svart drottning · e8 svart kung · h8 svart torn · a7 svart bonde · b7 svart bonde · e7 svart bonde · f7 svart bonde · g7 svart löpare · h7 svart bonde · d6 svart bonde · f6 svart springare · g6 svart bonde · f4 vit bonde · c3 vit springare · d3 vit bonde · e3 vit torn · f3 vit springare · g3 vit bonde · a2 vit bonde · b2 vit bonde · c2 vit bonde · e2 vit drottning · g2 vit löpare · h2 vit bonde · c1 vit kung · e1 vit torn | a8 svart torn · b8 svart springare · d8 svart drottning · e8 svart kung · h8 svart torn · a7 svart bonde · b7 svart bonde · e7 svart bonde · f7 svart bonde · g7 svart löpare · h7 svart bonde · d6 svart bonde · f6 svart springare · g6 svart bonde · f4 vit bonde · c3 vit springare · d3 vit bonde · e3 vit torn · f3 vit springare · g3 vit bonde · a2 vit bonde · b2 vit bonde · c2 vit bonde · e2 vit drottning · g2 vit löpare · h2 vit bonde · c1 vit kung · e1 vit torn | a8 svart torn · b8 svart springare · d8 svart drottning · e8 svart kung · h8 svart torn · a7 svart bonde · b7 svart bonde · e7 svart bonde · f7 svart bonde · g7 svart löpare · h7 svart bonde · d6 svart bonde · f6 svart springare · g6 svart bonde · f4 vit bonde · c3 vit springare · d3 vit bonde · e3 vit torn · f3 vit springare · g3 vit bonde · a2 vit bonde · b2 vit bonde · c2 vit bonde · e2 vit drottning · g2 vit löpare · h2 vit bonde · c1 vit kung · e1 vit torn | a8 svart torn · b8 svart springare · d8 svart drottning · e8 svart kung · h8 svart torn · a7 svart bonde · b7 svart bonde · e7 svart bonde · f7 svart bonde · g7 svart löpare · h7 svart bonde · d6 svart bonde · f6 svart springare · g6 svart bonde · f4 vit bonde · c3 vit springare · d3 vit bonde · e3 vit torn · f3 vit springare · g3 vit bonde · a2 vit bonde · b2 vit bonde · c2 vit bonde · e2 vit drottning · g2 vit löpare · h2 vit bonde · c1 vit kung · e1 vit torn | a8 svart torn · b8 svart springare · d8 svart drottning · e8 svart kung · h8 svart torn · a7 svart bonde · b7 svart bonde · e7 svart bonde · f7 svart bonde · g7 svart löpare · h7 svart bonde · d6 svart bonde · f6 svart springare · g6 svart bonde · f4 vit bonde · c3 vit springare · d3 vit bonde · e3 vit torn · f3 vit springare · g3 vit bonde · a2 vit bonde · b2 vit bonde · c2 vit bonde · e2 vit drottning · g2 vit löpare · h2 vit bonde · c1 vit kung · e1 vit torn | a8 svart torn · b8 svart springare · d8 svart drottning · e8 svart kung · h8 svart torn · a7 svart bonde · b7 svart bonde · e7 svart bonde · f7 svart bonde · g7 svart löpare · h7 svart bonde · d6 svart bonde · f6 svart springare · g6 svart bonde · f4 vit bonde · c3 vit springare · d3 vit bonde · e3 vit torn · f3 vit springare · g3 vit bonde · a2 vit bonde · b2 vit bonde · c2 vit bonde · e2 vit drottning · g2 vit löpare · h2 vit bonde · c1 vit kung · e1 vit torn | 6 |
| 5 | a8 svart torn · b8 svart springare · d8 svart drottning · e8 svart kung · h8 svart torn · a7 svart bonde · b7 svart bonde · e7 svart bonde · f7 svart bonde · g7 svart löpare · h7 svart bonde · d6 svart bonde · f6 svart springare · g6 svart bonde · f4 vit bonde · c3 vit springare · d3 vit bonde · e3 vit torn · f3 vit springare · g3 vit bonde · a2 vit bonde · b2 vit bonde · c2 vit bonde · e2 vit drottning · g2 vit löpare · h2 vit bonde · c1 vit kung · e1 vit torn | a8 svart torn · b8 svart springare · d8 svart drottning · e8 svart kung · h8 svart torn · a7 svart bonde · b7 svart bonde · e7 svart bonde · f7 svart bonde · g7 svart löpare · h7 svart bonde · d6 svart bonde · f6 svart springare · g6 svart bonde · f4 vit bonde · c3 vit springare · d3 vit bonde · e3 vit torn · f3 vit springare · g3 vit bonde · a2 vit bonde · b2 vit bonde · c2 vit bonde · e2 vit drottning · g2 vit löpare · h2 vit bonde · c1 vit kung · e1 vit torn | a8 svart torn · b8 svart springare · d8 svart drottning · e8 svart kung · h8 svart torn · a7 svart bonde · b7 svart bonde · e7 svart bonde · f7 svart bonde · g7 svart löpare · h7 svart bonde · d6 svart bonde · f6 svart springare · g6 svart bonde · f4 vit bonde · c3 vit springare · d3 vit bonde · e3 vit torn · f3 vit springare · g3 vit bonde · a2 vit bonde · b2 vit bonde · c2 vit bonde · e2 vit drottning · g2 vit löpare · h2 vit bonde · c1 vit kung · e1 vit torn | a8 svart torn · b8 svart springare · d8 svart drottning · e8 svart kung · h8 svart torn · a7 svart bonde · b7 svart bonde · e7 svart bonde · f7 svart bonde · g7 svart löpare · h7 svart bonde · d6 svart bonde · f6 svart springare · g6 svart bonde · f4 vit bonde · c3 vit springare · d3 vit bonde · e3 vit torn · f3 vit springare · g3 vit bonde · a2 vit bonde · b2 vit bonde · c2 vit bonde · e2 vit drottning · g2 vit löpare · h2 vit bonde · c1 vit kung · e1 vit torn | a8 svart torn · b8 svart springare · d8 svart drottning · e8 svart kung · h8 svart torn · a7 svart bonde · b7 svart bonde · e7 svart bonde · f7 svart bonde · g7 svart löpare · h7 svart bonde · d6 svart bonde · f6 svart springare · g6 svart bonde · f4 vit bonde · c3 vit springare · d3 vit bonde · e3 vit torn · f3 vit springare · g3 vit bonde · a2 vit bonde · b2 vit bonde · c2 vit bonde · e2 vit drottning · g2 vit löpare · h2 vit bonde · c1 vit kung · e1 vit torn | a8 svart torn · b8 svart springare · d8 svart drottning · e8 svart kung · h8 svart torn · a7 svart bonde · b7 svart bonde · e7 svart bonde · f7 svart bonde · g7 svart löpare · h7 svart bonde · d6 svart bonde · f6 svart springare · g6 svart bonde · f4 vit bonde · c3 vit springare · d3 vit bonde · e3 vit torn · f3 vit springare · g3 vit bonde · a2 vit bonde · b2 vit bonde · c2 vit bonde · e2 vit drottning · g2 vit löpare · h2 vit bonde · c1 vit kung · e1 vit torn | a8 svart torn · b8 svart springare · d8 svart drottning · e8 svart kung · h8 svart torn · a7 svart bonde · b7 svart bonde · e7 svart bonde · f7 svart bonde · g7 svart löpare · h7 svart bonde · d6 svart bonde · f6 svart springare · g6 svart bonde · f4 vit bonde · c3 vit springare · d3 vit bonde · e3 vit torn · f3 vit springare · g3 vit bonde · a2 vit bonde · b2 vit bonde · c2 vit bonde · e2 vit drottning · g2 vit löpare · h2 vit bonde · c1 vit kung · e1 vit torn | a8 svart torn · b8 svart springare · d8 svart drottning · e8 svart kung · h8 svart torn · a7 svart bonde · b7 svart bonde · e7 svart bonde · f7 svart bonde · g7 svart löpare · h7 svart bonde · d6 svart bonde · f6 svart springare · g6 svart bonde · f4 vit bonde · c3 vit springare · d3 vit bonde · e3 vit torn · f3 vit springare · g3 vit bonde · a2 vit bonde · b2 vit bonde · c2 vit bonde · e2 vit drottning · g2 vit löpare · h2 vit bonde · c1 vit kung · e1 vit torn | 5 |
| 4 | a8 svart torn · b8 svart springare · d8 svart drottning · e8 svart kung · h8 svart torn · a7 svart bonde · b7 svart bonde · e7 svart bonde · f7 svart bonde · g7 svart löpare · h7 svart bonde · d6 svart bonde · f6 svart springare · g6 svart bonde · f4 vit bonde · c3 vit springare · d3 vit bonde · e3 vit torn · f3 vit springare · g3 vit bonde · a2 vit bonde · b2 vit bonde · c2 vit bonde · e2 vit drottning · g2 vit löpare · h2 vit bonde · c1 vit kung · e1 vit torn | a8 svart torn · b8 svart springare · d8 svart drottning · e8 svart kung · h8 svart torn · a7 svart bonde · b7 svart bonde · e7 svart bonde · f7 svart bonde · g7 svart löpare · h7 svart bonde · d6 svart bonde · f6 svart springare · g6 svart bonde · f4 vit bonde · c3 vit springare · d3 vit bonde · e3 vit torn · f3 vit springare · g3 vit bonde · a2 vit bonde · b2 vit bonde · c2 vit bonde · e2 vit drottning · g2 vit löpare · h2 vit bonde · c1 vit kung · e1 vit torn | a8 svart torn · b8 svart springare · d8 svart drottning · e8 svart kung · h8 svart torn · a7 svart bonde · b7 svart bonde · e7 svart bonde · f7 svart bonde · g7 svart löpare · h7 svart bonde · d6 svart bonde · f6 svart springare · g6 svart bonde · f4 vit bonde · c3 vit springare · d3 vit bonde · e3 vit torn · f3 vit springare · g3 vit bonde · a2 vit bonde · b2 vit bonde · c2 vit bonde · e2 vit drottning · g2 vit löpare · h2 vit bonde · c1 vit kung · e1 vit torn | a8 svart torn · b8 svart springare · d8 svart drottning · e8 svart kung · h8 svart torn · a7 svart bonde · b7 svart bonde · e7 svart bonde · f7 svart bonde · g7 svart löpare · h7 svart bonde · d6 svart bonde · f6 svart springare · g6 svart bonde · f4 vit bonde · c3 vit springare · d3 vit bonde · e3 vit torn · f3 vit springare · g3 vit bonde · a2 vit bonde · b2 vit bonde · c2 vit bonde · e2 vit drottning · g2 vit löpare · h2 vit bonde · c1 vit kung · e1 vit torn | a8 svart torn · b8 svart springare · d8 svart drottning · e8 svart kung · h8 svart torn · a7 svart bonde · b7 svart bonde · e7 svart bonde · f7 svart bonde · g7 svart löpare · h7 svart bonde · d6 svart bonde · f6 svart springare · g6 svart bonde · f4 vit bonde · c3 vit springare · d3 vit bonde · e3 vit torn · f3 vit springare · g3 vit bonde · a2 vit bonde · b2 vit bonde · c2 vit bonde · e2 vit drottning · g2 vit löpare · h2 vit bonde · c1 vit kung · e1 vit torn | a8 svart torn · b8 svart springare · d8 svart drottning · e8 svart kung · h8 svart torn · a7 svart bonde · b7 svart bonde · e7 svart bonde · f7 svart bonde · g7 svart löpare · h7 svart bonde · d6 svart bonde · f6 svart springare · g6 svart bonde · f4 vit bonde · c3 vit springare · d3 vit bonde · e3 vit torn · f3 vit springare · g3 vit bonde · a2 vit bonde · b2 vit bonde · c2 vit bonde · e2 vit drottning · g2 vit löpare · h2 vit bonde · c1 vit kung · e1 vit torn | a8 svart torn · b8 svart springare · d8 svart drottning · e8 svart kung · h8 svart torn · a7 svart bonde · b7 svart bonde · e7 svart bonde · f7 svart bonde · g7 svart löpare · h7 svart bonde · d6 svart bonde · f6 svart springare · g6 svart bonde · f4 vit bonde · c3 vit springare · d3 vit bonde · e3 vit torn · f3 vit springare · g3 vit bonde · a2 vit bonde · b2 vit bonde · c2 vit bonde · e2 vit drottning · g2 vit löpare · h2 vit bonde · c1 vit kung · e1 vit torn | a8 svart torn · b8 svart springare · d8 svart drottning · e8 svart kung · h8 svart torn · a7 svart bonde · b7 svart bonde · e7 svart bonde · f7 svart bonde · g7 svart löpare · h7 svart bonde · d6 svart bonde · f6 svart springare · g6 svart bonde · f4 vit bonde · c3 vit springare · d3 vit bonde · e3 vit torn · f3 vit springare · g3 vit bonde · a2 vit bonde · b2 vit bonde · c2 vit bonde · e2 vit drottning · g2 vit löpare · h2 vit bonde · c1 vit kung · e1 vit torn | 4 |
| 3 | a8 svart torn · b8 svart springare · d8 svart drottning · e8 svart kung · h8 svart torn · a7 svart bonde · b7 svart bonde · e7 svart bonde · f7 svart bonde · g7 svart löpare · h7 svart bonde · d6 svart bonde · f6 svart springare · g6 svart bonde · f4 vit bonde · c3 vit springare · d3 vit bonde · e3 vit torn · f3 vit springare · g3 vit bonde · a2 vit bonde · b2 vit bonde · c2 vit bonde · e2 vit drottning · g2 vit löpare · h2 vit bonde · c1 vit kung · e1 vit torn | a8 svart torn · b8 svart springare · d8 svart drottning · e8 svart kung · h8 svart torn · a7 svart bonde · b7 svart bonde · e7 svart bonde · f7 svart bonde · g7 svart löpare · h7 svart bonde · d6 svart bonde · f6 svart springare · g6 svart bonde · f4 vit bonde · c3 vit springare · d3 vit bonde · e3 vit torn · f3 vit springare · g3 vit bonde · a2 vit bonde · b2 vit bonde · c2 vit bonde · e2 vit drottning · g2 vit löpare · h2 vit bonde · c1 vit kung · e1 vit torn | a8 svart torn · b8 svart springare · d8 svart drottning · e8 svart kung · h8 svart torn · a7 svart bonde · b7 svart bonde · e7 svart bonde · f7 svart bonde · g7 svart löpare · h7 svart bonde · d6 svart bonde · f6 svart springare · g6 svart bonde · f4 vit bonde · c3 vit springare · d3 vit bonde · e3 vit torn · f3 vit springare · g3 vit bonde · a2 vit bonde · b2 vit bonde · c2 vit bonde · e2 vit drottning · g2 vit löpare · h2 vit bonde · c1 vit kung · e1 vit torn | a8 svart torn · b8 svart springare · d8 svart drottning · e8 svart kung · h8 svart torn · a7 svart bonde · b7 svart bonde · e7 svart bonde · f7 svart bonde · g7 svart löpare · h7 svart bonde · d6 svart bonde · f6 svart springare · g6 svart bonde · f4 vit bonde · c3 vit springare · d3 vit bonde · e3 vit torn · f3 vit springare · g3 vit bonde · a2 vit bonde · b2 vit bonde · c2 vit bonde · e2 vit drottning · g2 vit löpare · h2 vit bonde · c1 vit kung · e1 vit torn | a8 svart torn · b8 svart springare · d8 svart drottning · e8 svart kung · h8 svart torn · a7 svart bonde · b7 svart bonde · e7 svart bonde · f7 svart bonde · g7 svart löpare · h7 svart bonde · d6 svart bonde · f6 svart springare · g6 svart bonde · f4 vit bonde · c3 vit springare · d3 vit bonde · e3 vit torn · f3 vit springare · g3 vit bonde · a2 vit bonde · b2 vit bonde · c2 vit bonde · e2 vit drottning · g2 vit löpare · h2 vit bonde · c1 vit kung · e1 vit torn | a8 svart torn · b8 svart springare · d8 svart drottning · e8 svart kung · h8 svart torn · a7 svart bonde · b7 svart bonde · e7 svart bonde · f7 svart bonde · g7 svart löpare · h7 svart bonde · d6 svart bonde · f6 svart springare · g6 svart bonde · f4 vit bonde · c3 vit springare · d3 vit bonde · e3 vit torn · f3 vit springare · g3 vit bonde · a2 vit bonde · b2 vit bonde · c2 vit bonde · e2 vit drottning · g2 vit löpare · h2 vit bonde · c1 vit kung · e1 vit torn | a8 svart torn · b8 svart springare · d8 svart drottning · e8 svart kung · h8 svart torn · a7 svart bonde · b7 svart bonde · e7 svart bonde · f7 svart bonde · g7 svart löpare · h7 svart bonde · d6 svart bonde · f6 svart springare · g6 svart bonde · f4 vit bonde · c3 vit springare · d3 vit bonde · e3 vit torn · f3 vit springare · g3 vit bonde · a2 vit bonde · b2 vit bonde · c2 vit bonde · e2 vit drottning · g2 vit löpare · h2 vit bonde · c1 vit kung · e1 vit torn | a8 svart torn · b8 svart springare · d8 svart drottning · e8 svart kung · h8 svart torn · a7 svart bonde · b7 svart bonde · e7 svart bonde · f7 svart bonde · g7 svart löpare · h7 svart bonde · d6 svart bonde · f6 svart springare · g6 svart bonde · f4 vit bonde · c3 vit springare · d3 vit bonde · e3 vit torn · f3 vit springare · g3 vit bonde · a2 vit bonde · b2 vit bonde · c2 vit bonde · e2 vit drottning · g2 vit löpare · h2 vit bonde · c1 vit kung · e1 vit torn | 3 |
| 2 | a8 svart torn · b8 svart springare · d8 svart drottning · e8 svart kung · h8 svart torn · a7 svart bonde · b7 svart bonde · e7 svart bonde · f7 svart bonde · g7 svart löpare · h7 svart bonde · d6 svart bonde · f6 svart springare · g6 svart bonde · f4 vit bonde · c3 vit springare · d3 vit bonde · e3 vit torn · f3 vit springare · g3 vit bonde · a2 vit bonde · b2 vit bonde · c2 vit bonde · e2 vit drottning · g2 vit löpare · h2 vit bonde · c1 vit kung · e1 vit torn | a8 svart torn · b8 svart springare · d8 svart drottning · e8 svart kung · h8 svart torn · a7 svart bonde · b7 svart bonde · e7 svart bonde · f7 svart bonde · g7 svart löpare · h7 svart bonde · d6 svart bonde · f6 svart springare · g6 svart bonde · f4 vit bonde · c3 vit springare · d3 vit bonde · e3 vit torn · f3 vit springare · g3 vit bonde · a2 vit bonde · b2 vit bonde · c2 vit bonde · e2 vit drottning · g2 vit löpare · h2 vit bonde · c1 vit kung · e1 vit torn | a8 svart torn · b8 svart springare · d8 svart drottning · e8 svart kung · h8 svart torn · a7 svart bonde · b7 svart bonde · e7 svart bonde · f7 svart bonde · g7 svart löpare · h7 svart bonde · d6 svart bonde · f6 svart springare · g6 svart bonde · f4 vit bonde · c3 vit springare · d3 vit bonde · e3 vit torn · f3 vit springare · g3 vit bonde · a2 vit bonde · b2 vit bonde · c2 vit bonde · e2 vit drottning · g2 vit löpare · h2 vit bonde · c1 vit kung · e1 vit torn | a8 svart torn · b8 svart springare · d8 svart drottning · e8 svart kung · h8 svart torn · a7 svart bonde · b7 svart bonde · e7 svart bonde · f7 svart bonde · g7 svart löpare · h7 svart bonde · d6 svart bonde · f6 svart springare · g6 svart bonde · f4 vit bonde · c3 vit springare · d3 vit bonde · e3 vit torn · f3 vit springare · g3 vit bonde · a2 vit bonde · b2 vit bonde · c2 vit bonde · e2 vit drottning · g2 vit löpare · h2 vit bonde · c1 vit kung · e1 vit torn | a8 svart torn · b8 svart springare · d8 svart drottning · e8 svart kung · h8 svart torn · a7 svart bonde · b7 svart bonde · e7 svart bonde · f7 svart bonde · g7 svart löpare · h7 svart bonde · d6 svart bonde · f6 svart springare · g6 svart bonde · f4 vit bonde · c3 vit springare · d3 vit bonde · e3 vit torn · f3 vit springare · g3 vit bonde · a2 vit bonde · b2 vit bonde · c2 vit bonde · e2 vit drottning · g2 vit löpare · h2 vit bonde · c1 vit kung · e1 vit torn | a8 svart torn · b8 svart springare · d8 svart drottning · e8 svart kung · h8 svart torn · a7 svart bonde · b7 svart bonde · e7 svart bonde · f7 svart bonde · g7 svart löpare · h7 svart bonde · d6 svart bonde · f6 svart springare · g6 svart bonde · f4 vit bonde · c3 vit springare · d3 vit bonde · e3 vit torn · f3 vit springare · g3 vit bonde · a2 vit bonde · b2 vit bonde · c2 vit bonde · e2 vit drottning · g2 vit löpare · h2 vit bonde · c1 vit kung · e1 vit torn | a8 svart torn · b8 svart springare · d8 svart drottning · e8 svart kung · h8 svart torn · a7 svart bonde · b7 svart bonde · e7 svart bonde · f7 svart bonde · g7 svart löpare · h7 svart bonde · d6 svart bonde · f6 svart springare · g6 svart bonde · f4 vit bonde · c3 vit springare · d3 vit bonde · e3 vit torn · f3 vit springare · g3 vit bonde · a2 vit bonde · b2 vit bonde · c2 vit bonde · e2 vit drottning · g2 vit löpare · h2 vit bonde · c1 vit kung · e1 vit torn | a8 svart torn · b8 svart springare · d8 svart drottning · e8 svart kung · h8 svart torn · a7 svart bonde · b7 svart bonde · e7 svart bonde · f7 svart bonde · g7 svart löpare · h7 svart bonde · d6 svart bonde · f6 svart springare · g6 svart bonde · f4 vit bonde · c3 vit springare · d3 vit bonde · e3 vit torn · f3 vit springare · g3 vit bonde · a2 vit bonde · b2 vit bonde · c2 vit bonde · e2 vit drottning · g2 vit löpare · h2 vit bonde · c1 vit kung · e1 vit torn | 2 |
| 1 | a8 svart torn · b8 svart springare · d8 svart drottning · e8 svart kung · h8 svart torn · a7 svart bonde · b7 svart bonde · e7 svart bonde · f7 svart bonde · g7 svart löpare · h7 svart bonde · d6 svart bonde · f6 svart springare · g6 svart bonde · f4 vit bonde · c3 vit springare · d3 vit bonde · e3 vit torn · f3 vit springare · g3 vit bonde · a2 vit bonde · b2 vit bonde · c2 vit bonde · e2 vit drottning · g2 vit löpare · h2 vit bonde · c1 vit kung · e1 vit torn | a8 svart torn · b8 svart springare · d8 svart drottning · e8 svart kung · h8 svart torn · a7 svart bonde · b7 svart bonde · e7 svart bonde · f7 svart bonde · g7 svart löpare · h7 svart bonde · d6 svart bonde · f6 svart springare · g6 svart bonde · f4 vit bonde · c3 vit springare · d3 vit bonde · e3 vit torn · f3 vit springare · g3 vit bonde · a2 vit bonde · b2 vit bonde · c2 vit bonde · e2 vit drottning · g2 vit löpare · h2 vit bonde · c1 vit kung · e1 vit torn | a8 svart torn · b8 svart springare · d8 svart drottning · e8 svart kung · h8 svart torn · a7 svart bonde · b7 svart bonde · e7 svart bonde · f7 svart bonde · g7 svart löpare · h7 svart bonde · d6 svart bonde · f6 svart springare · g6 svart bonde · f4 vit bonde · c3 vit springare · d3 vit bonde · e3 vit torn · f3 vit springare · g3 vit bonde · a2 vit bonde · b2 vit bonde · c2 vit bonde · e2 vit drottning · g2 vit löpare · h2 vit bonde · c1 vit kung · e1 vit torn | a8 svart torn · b8 svart springare · d8 svart drottning · e8 svart kung · h8 svart torn · a7 svart bonde · b7 svart bonde · e7 svart bonde · f7 svart bonde · g7 svart löpare · h7 svart bonde · d6 svart bonde · f6 svart springare · g6 svart bonde · f4 vit bonde · c3 vit springare · d3 vit bonde · e3 vit torn · f3 vit springare · g3 vit bonde · a2 vit bonde · b2 vit bonde · c2 vit bonde · e2 vit drottning · g2 vit löpare · h2 vit bonde · c1 vit kung · e1 vit torn | a8 svart torn · b8 svart springare · d8 svart drottning · e8 svart kung · h8 svart torn · a7 svart bonde · b7 svart bonde · e7 svart bonde · f7 svart bonde · g7 svart löpare · h7 svart bonde · d6 svart bonde · f6 svart springare · g6 svart bonde · f4 vit bonde · c3 vit springare · d3 vit bonde · e3 vit torn · f3 vit springare · g3 vit bonde · a2 vit bonde · b2 vit bonde · c2 vit bonde · e2 vit drottning · g2 vit löpare · h2 vit bonde · c1 vit kung · e1 vit torn | a8 svart torn · b8 svart springare · d8 svart drottning · e8 svart kung · h8 svart torn · a7 svart bonde · b7 svart bonde · e7 svart bonde · f7 svart bonde · g7 svart löpare · h7 svart bonde · d6 svart bonde · f6 svart springare · g6 svart bonde · f4 vit bonde · c3 vit springare · d3 vit bonde · e3 vit torn · f3 vit springare · g3 vit bonde · a2 vit bonde · b2 vit bonde · c2 vit bonde · e2 vit drottning · g2 vit löpare · h2 vit bonde · c1 vit kung · e1 vit torn | a8 svart torn · b8 svart springare · d8 svart drottning · e8 svart kung · h8 svart torn · a7 svart bonde · b7 svart bonde · e7 svart bonde · f7 svart bonde · g7 svart löpare · h7 svart bonde · d6 svart bonde · f6 svart springare · g6 svart bonde · f4 vit bonde · c3 vit springare · d3 vit bonde · e3 vit torn · f3 vit springare · g3 vit bonde · a2 vit bonde · b2 vit bonde · c2 vit bonde · e2 vit drottning · g2 vit löpare · h2 vit bonde · c1 vit kung · e1 vit torn | a8 svart torn · b8 svart springare · d8 svart drottning · e8 svart kung · h8 svart torn · a7 svart bonde · b7 svart bonde · e7 svart bonde · f7 svart bonde · g7 svart löpare · h7 svart bonde · d6 svart bonde · f6 svart springare · g6 svart bonde · f4 vit bonde · c3 vit springare · d3 vit bonde · e3 vit torn · f3 vit springare · g3 vit bonde · a2 vit bonde · b2 vit bonde · c2 vit bonde · e2 vit drottning · g2 vit löpare · h2 vit bonde · c1 vit kung · e1 vit torn | 1 |
|   | a | b | c | d | e | f | g | h |   |

För andra betydelser, se Batteri (olika betydelser).
Ett batteri är två eller flera pjäser på samma linje eller diagonal. Ett batteri på en linje består vanligen av torn och ibland även dam, medan ett batteri på en diagonal vanligen består av löpare och dam.

### Bondemarsch
|   | a | b | c | d | e | f | g | h |   |
| 8 | a8 svart torn · c8 svart löpare · d8 svart drottning · e8 svart kung · h8 svart torn · a7 svart bonde · b7 svart bonde · c7 svart bonde · d7 svart bonde · f7 svart bonde · g7 svart bonde · h7 svart bonde · b6 svart löpare · c6 svart springare · f6 svart springare · e5 vit bonde · c4 vit löpare · d4 vit bonde · f3 vit springare · a2 vit bonde · b2 vit bonde · f2 vit bonde · g2 vit bonde · h2 vit bonde · a1 vit torn · b1 vit springare · c1 vit löpare · d1 vit drottning · e1 vit kung · h1 vit torn | a8 svart torn · c8 svart löpare · d8 svart drottning · e8 svart kung · h8 svart torn · a7 svart bonde · b7 svart bonde · c7 svart bonde · d7 svart bonde · f7 svart bonde · g7 svart bonde · h7 svart bonde · b6 svart löpare · c6 svart springare · f6 svart springare · e5 vit bonde · c4 vit löpare · d4 vit bonde · f3 vit springare · a2 vit bonde · b2 vit bonde · f2 vit bonde · g2 vit bonde · h2 vit bonde · a1 vit torn · b1 vit springare · c1 vit löpare · d1 vit drottning · e1 vit kung · h1 vit torn | a8 svart torn · c8 svart löpare · d8 svart drottning · e8 svart kung · h8 svart torn · a7 svart bonde · b7 svart bonde · c7 svart bonde · d7 svart bonde · f7 svart bonde · g7 svart bonde · h7 svart bonde · b6 svart löpare · c6 svart springare · f6 svart springare · e5 vit bonde · c4 vit löpare · d4 vit bonde · f3 vit springare · a2 vit bonde · b2 vit bonde · f2 vit bonde · g2 vit bonde · h2 vit bonde · a1 vit torn · b1 vit springare · c1 vit löpare · d1 vit drottning · e1 vit kung · h1 vit torn | a8 svart torn · c8 svart löpare · d8 svart drottning · e8 svart kung · h8 svart torn · a7 svart bonde · b7 svart bonde · c7 svart bonde · d7 svart bonde · f7 svart bonde · g7 svart bonde · h7 svart bonde · b6 svart löpare · c6 svart springare · f6 svart springare · e5 vit bonde · c4 vit löpare · d4 vit bonde · f3 vit springare · a2 vit bonde · b2 vit bonde · f2 vit bonde · g2 vit bonde · h2 vit bonde · a1 vit torn · b1 vit springare · c1 vit löpare · d1 vit drottning · e1 vit kung · h1 vit torn | a8 svart torn · c8 svart löpare · d8 svart drottning · e8 svart kung · h8 svart torn · a7 svart bonde · b7 svart bonde · c7 svart bonde · d7 svart bonde · f7 svart bonde · g7 svart bonde · h7 svart bonde · b6 svart löpare · c6 svart springare · f6 svart springare · e5 vit bonde · c4 vit löpare · d4 vit bonde · f3 vit springare · a2 vit bonde · b2 vit bonde · f2 vit bonde · g2 vit bonde · h2 vit bonde · a1 vit torn · b1 vit springare · c1 vit löpare · d1 vit drottning · e1 vit kung · h1 vit torn | a8 svart torn · c8 svart löpare · d8 svart drottning · e8 svart kung · h8 svart torn · a7 svart bonde · b7 svart bonde · c7 svart bonde · d7 svart bonde · f7 svart bonde · g7 svart bonde · h7 svart bonde · b6 svart löpare · c6 svart springare · f6 svart springare · e5 vit bonde · c4 vit löpare · d4 vit bonde · f3 vit springare · a2 vit bonde · b2 vit bonde · f2 vit bonde · g2 vit bonde · h2 vit bonde · a1 vit torn · b1 vit springare · c1 vit löpare · d1 vit drottning · e1 vit kung · h1 vit torn | a8 svart torn · c8 svart löpare · d8 svart drottning · e8 svart kung · h8 svart torn · a7 svart bonde · b7 svart bonde · c7 svart bonde · d7 svart bonde · f7 svart bonde · g7 svart bonde · h7 svart bonde · b6 svart löpare · c6 svart springare · f6 svart springare · e5 vit bonde · c4 vit löpare · d4 vit bonde · f3 vit springare · a2 vit bonde · b2 vit bonde · f2 vit bonde · g2 vit bonde · h2 vit bonde · a1 vit torn · b1 vit springare · c1 vit löpare · d1 vit drottning · e1 vit kung · h1 vit torn | a8 svart torn · c8 svart löpare · d8 svart drottning · e8 svart kung · h8 svart torn · a7 svart bonde · b7 svart bonde · c7 svart bonde · d7 svart bonde · f7 svart bonde · g7 svart bonde · h7 svart bonde · b6 svart löpare · c6 svart springare · f6 svart springare · e5 vit bonde · c4 vit löpare · d4 vit bonde · f3 vit springare · a2 vit bonde · b2 vit bonde · f2 vit bonde · g2 vit bonde · h2 vit bonde · a1 vit torn · b1 vit springare · c1 vit löpare · d1 vit drottning · e1 vit kung · h1 vit torn | 8 |
| 7 | a8 svart torn · c8 svart löpare · d8 svart drottning · e8 svart kung · h8 svart torn · a7 svart bonde · b7 svart bonde · c7 svart bonde · d7 svart bonde · f7 svart bonde · g7 svart bonde · h7 svart bonde · b6 svart löpare · c6 svart springare · f6 svart springare · e5 vit bonde · c4 vit löpare · d4 vit bonde · f3 vit springare · a2 vit bonde · b2 vit bonde · f2 vit bonde · g2 vit bonde · h2 vit bonde · a1 vit torn · b1 vit springare · c1 vit löpare · d1 vit drottning · e1 vit kung · h1 vit torn | a8 svart torn · c8 svart löpare · d8 svart drottning · e8 svart kung · h8 svart torn · a7 svart bonde · b7 svart bonde · c7 svart bonde · d7 svart bonde · f7 svart bonde · g7 svart bonde · h7 svart bonde · b6 svart löpare · c6 svart springare · f6 svart springare · e5 vit bonde · c4 vit löpare · d4 vit bonde · f3 vit springare · a2 vit bonde · b2 vit bonde · f2 vit bonde · g2 vit bonde · h2 vit bonde · a1 vit torn · b1 vit springare · c1 vit löpare · d1 vit drottning · e1 vit kung · h1 vit torn | a8 svart torn · c8 svart löpare · d8 svart drottning · e8 svart kung · h8 svart torn · a7 svart bonde · b7 svart bonde · c7 svart bonde · d7 svart bonde · f7 svart bonde · g7 svart bonde · h7 svart bonde · b6 svart löpare · c6 svart springare · f6 svart springare · e5 vit bonde · c4 vit löpare · d4 vit bonde · f3 vit springare · a2 vit bonde · b2 vit bonde · f2 vit bonde · g2 vit bonde · h2 vit bonde · a1 vit torn · b1 vit springare · c1 vit löpare · d1 vit drottning · e1 vit kung · h1 vit torn | a8 svart torn · c8 svart löpare · d8 svart drottning · e8 svart kung · h8 svart torn · a7 svart bonde · b7 svart bonde · c7 svart bonde · d7 svart bonde · f7 svart bonde · g7 svart bonde · h7 svart bonde · b6 svart löpare · c6 svart springare · f6 svart springare · e5 vit bonde · c4 vit löpare · d4 vit bonde · f3 vit springare · a2 vit bonde · b2 vit bonde · f2 vit bonde · g2 vit bonde · h2 vit bonde · a1 vit torn · b1 vit springare · c1 vit löpare · d1 vit drottning · e1 vit kung · h1 vit torn | a8 svart torn · c8 svart löpare · d8 svart drottning · e8 svart kung · h8 svart torn · a7 svart bonde · b7 svart bonde · c7 svart bonde · d7 svart bonde · f7 svart bonde · g7 svart bonde · h7 svart bonde · b6 svart löpare · c6 svart springare · f6 svart springare · e5 vit bonde · c4 vit löpare · d4 vit bonde · f3 vit springare · a2 vit bonde · b2 vit bonde · f2 vit bonde · g2 vit bonde · h2 vit bonde · a1 vit torn · b1 vit springare · c1 vit löpare · d1 vit drottning · e1 vit kung · h1 vit torn | a8 svart torn · c8 svart löpare · d8 svart drottning · e8 svart kung · h8 svart torn · a7 svart bonde · b7 svart bonde · c7 svart bonde · d7 svart bonde · f7 svart bonde · g7 svart bonde · h7 svart bonde · b6 svart löpare · c6 svart springare · f6 svart springare · e5 vit bonde · c4 vit löpare · d4 vit bonde · f3 vit springare · a2 vit bonde · b2 vit bonde · f2 vit bonde · g2 vit bonde · h2 vit bonde · a1 vit torn · b1 vit springare · c1 vit löpare · d1 vit drottning · e1 vit kung · h1 vit torn | a8 svart torn · c8 svart löpare · d8 svart drottning · e8 svart kung · h8 svart torn · a7 svart bonde · b7 svart bonde · c7 svart bonde · d7 svart bonde · f7 svart bonde · g7 svart bonde · h7 svart bonde · b6 svart löpare · c6 svart springare · f6 svart springare · e5 vit bonde · c4 vit löpare · d4 vit bonde · f3 vit springare · a2 vit bonde · b2 vit bonde · f2 vit bonde · g2 vit bonde · h2 vit bonde · a1 vit torn · b1 vit springare · c1 vit löpare · d1 vit drottning · e1 vit kung · h1 vit torn | a8 svart torn · c8 svart löpare · d8 svart drottning · e8 svart kung · h8 svart torn · a7 svart bonde · b7 svart bonde · c7 svart bonde · d7 svart bonde · f7 svart bonde · g7 svart bonde · h7 svart bonde · b6 svart löpare · c6 svart springare · f6 svart springare · e5 vit bonde · c4 vit löpare · d4 vit bonde · f3 vit springare · a2 vit bonde · b2 vit bonde · f2 vit bonde · g2 vit bonde · h2 vit bonde · a1 vit torn · b1 vit springare · c1 vit löpare · d1 vit drottning · e1 vit kung · h1 vit torn | 7 |
| 6 | a8 svart torn · c8 svart löpare · d8 svart drottning · e8 svart kung · h8 svart torn · a7 svart bonde · b7 svart bonde · c7 svart bonde · d7 svart bonde · f7 svart bonde · g7 svart bonde · h7 svart bonde · b6 svart löpare · c6 svart springare · f6 svart springare · e5 vit bonde · c4 vit löpare · d4 vit bonde · f3 vit springare · a2 vit bonde · b2 vit bonde · f2 vit bonde · g2 vit bonde · h2 vit bonde · a1 vit torn · b1 vit springare · c1 vit löpare · d1 vit drottning · e1 vit kung · h1 vit torn | a8 svart torn · c8 svart löpare · d8 svart drottning · e8 svart kung · h8 svart torn · a7 svart bonde · b7 svart bonde · c7 svart bonde · d7 svart bonde · f7 svart bonde · g7 svart bonde · h7 svart bonde · b6 svart löpare · c6 svart springare · f6 svart springare · e5 vit bonde · c4 vit löpare · d4 vit bonde · f3 vit springare · a2 vit bonde · b2 vit bonde · f2 vit bonde · g2 vit bonde · h2 vit bonde · a1 vit torn · b1 vit springare · c1 vit löpare · d1 vit drottning · e1 vit kung · h1 vit torn | a8 svart torn · c8 svart löpare · d8 svart drottning · e8 svart kung · h8 svart torn · a7 svart bonde · b7 svart bonde · c7 svart bonde · d7 svart bonde · f7 svart bonde · g7 svart bonde · h7 svart bonde · b6 svart löpare · c6 svart springare · f6 svart springare · e5 vit bonde · c4 vit löpare · d4 vit bonde · f3 vit springare · a2 vit bonde · b2 vit bonde · f2 vit bonde · g2 vit bonde · h2 vit bonde · a1 vit torn · b1 vit springare · c1 vit löpare · d1 vit drottning · e1 vit kung · h1 vit torn | a8 svart torn · c8 svart löpare · d8 svart drottning · e8 svart kung · h8 svart torn · a7 svart bonde · b7 svart bonde · c7 svart bonde · d7 svart bonde · f7 svart bonde · g7 svart bonde · h7 svart bonde · b6 svart löpare · c6 svart springare · f6 svart springare · e5 vit bonde · c4 vit löpare · d4 vit bonde · f3 vit springare · a2 vit bonde · b2 vit bonde · f2 vit bonde · g2 vit bonde · h2 vit bonde · a1 vit torn · b1 vit springare · c1 vit löpare · d1 vit drottning · e1 vit kung · h1 vit torn | a8 svart torn · c8 svart löpare · d8 svart drottning · e8 svart kung · h8 svart torn · a7 svart bonde · b7 svart bonde · c7 svart bonde · d7 svart bonde · f7 svart bonde · g7 svart bonde · h7 svart bonde · b6 svart löpare · c6 svart springare · f6 svart springare · e5 vit bonde · c4 vit löpare · d4 vit bonde · f3 vit springare · a2 vit bonde · b2 vit bonde · f2 vit bonde · g2 vit bonde · h2 vit bonde · a1 vit torn · b1 vit springare · c1 vit löpare · d1 vit drottning · e1 vit kung · h1 vit torn | a8 svart torn · c8 svart löpare · d8 svart drottning · e8 svart kung · h8 svart torn · a7 svart bonde · b7 svart bonde · c7 svart bonde · d7 svart bonde · f7 svart bonde · g7 svart bonde · h7 svart bonde · b6 svart löpare · c6 svart springare · f6 svart springare · e5 vit bonde · c4 vit löpare · d4 vit bonde · f3 vit springare · a2 vit bonde · b2 vit bonde · f2 vit bonde · g2 vit bonde · h2 vit bonde · a1 vit torn · b1 vit springare · c1 vit löpare · d1 vit drottning · e1 vit kung · h1 vit torn | a8 svart torn · c8 svart löpare · d8 svart drottning · e8 svart kung · h8 svart torn · a7 svart bonde · b7 svart bonde · c7 svart bonde · d7 svart bonde · f7 svart bonde · g7 svart bonde · h7 svart bonde · b6 svart löpare · c6 svart springare · f6 svart springare · e5 vit bonde · c4 vit löpare · d4 vit bonde · f3 vit springare · a2 vit bonde · b2 vit bonde · f2 vit bonde · g2 vit bonde · h2 vit bonde · a1 vit torn · b1 vit springare · c1 vit löpare · d1 vit drottning · e1 vit kung · h1 vit torn | a8 svart torn · c8 svart löpare · d8 svart drottning · e8 svart kung · h8 svart torn · a7 svart bonde · b7 svart bonde · c7 svart bonde · d7 svart bonde · f7 svart bonde · g7 svart bonde · h7 svart bonde · b6 svart löpare · c6 svart springare · f6 svart springare · e5 vit bonde · c4 vit löpare · d4 vit bonde · f3 vit springare · a2 vit bonde · b2 vit bonde · f2 vit bonde · g2 vit bonde · h2 vit bonde · a1 vit torn · b1 vit springare · c1 vit löpare · d1 vit drottning · e1 vit kung · h1 vit torn | 6 |
| 5 | a8 svart torn · c8 svart löpare · d8 svart drottning · e8 svart kung · h8 svart torn · a7 svart bonde · b7 svart bonde · c7 svart bonde · d7 svart bonde · f7 svart bonde · g7 svart bonde · h7 svart bonde · b6 svart löpare · c6 svart springare · f6 svart springare · e5 vit bonde · c4 vit löpare · d4 vit bonde · f3 vit springare · a2 vit bonde · b2 vit bonde · f2 vit bonde · g2 vit bonde · h2 vit bonde · a1 vit torn · b1 vit springare · c1 vit löpare · d1 vit drottning · e1 vit kung · h1 vit torn | a8 svart torn · c8 svart löpare · d8 svart drottning · e8 svart kung · h8 svart torn · a7 svart bonde · b7 svart bonde · c7 svart bonde · d7 svart bonde · f7 svart bonde · g7 svart bonde · h7 svart bonde · b6 svart löpare · c6 svart springare · f6 svart springare · e5 vit bonde · c4 vit löpare · d4 vit bonde · f3 vit springare · a2 vit bonde · b2 vit bonde · f2 vit bonde · g2 vit bonde · h2 vit bonde · a1 vit torn · b1 vit springare · c1 vit löpare · d1 vit drottning · e1 vit kung · h1 vit torn | a8 svart torn · c8 svart löpare · d8 svart drottning · e8 svart kung · h8 svart torn · a7 svart bonde · b7 svart bonde · c7 svart bonde · d7 svart bonde · f7 svart bonde · g7 svart bonde · h7 svart bonde · b6 svart löpare · c6 svart springare · f6 svart springare · e5 vit bonde · c4 vit löpare · d4 vit bonde · f3 vit springare · a2 vit bonde · b2 vit bonde · f2 vit bonde · g2 vit bonde · h2 vit bonde · a1 vit torn · b1 vit springare · c1 vit löpare · d1 vit drottning · e1 vit kung · h1 vit torn | a8 svart torn · c8 svart löpare · d8 svart drottning · e8 svart kung · h8 svart torn · a7 svart bonde · b7 svart bonde · c7 svart bonde · d7 svart bonde · f7 svart bonde · g7 svart bonde · h7 svart bonde · b6 svart löpare · c6 svart springare · f6 svart springare · e5 vit bonde · c4 vit löpare · d4 vit bonde · f3 vit springare · a2 vit bonde · b2 vit bonde · f2 vit bonde · g2 vit bonde · h2 vit bonde · a1 vit torn · b1 vit springare · c1 vit löpare · d1 vit drottning · e1 vit kung · h1 vit torn | a8 svart torn · c8 svart löpare · d8 svart drottning · e8 svart kung · h8 svart torn · a7 svart bonde · b7 svart bonde · c7 svart bonde · d7 svart bonde · f7 svart bonde · g7 svart bonde · h7 svart bonde · b6 svart löpare · c6 svart springare · f6 svart springare · e5 vit bonde · c4 vit löpare · d4 vit bonde · f3 vit springare · a2 vit bonde · b2 vit bonde · f2 vit bonde · g2 vit bonde · h2 vit bonde · a1 vit torn · b1 vit springare · c1 vit löpare · d1 vit drottning · e1 vit kung · h1 vit torn | a8 svart torn · c8 svart löpare · d8 svart drottning · e8 svart kung · h8 svart torn · a7 svart bonde · b7 svart bonde · c7 svart bonde · d7 svart bonde · f7 svart bonde · g7 svart bonde · h7 svart bonde · b6 svart löpare · c6 svart springare · f6 svart springare · e5 vit bonde · c4 vit löpare · d4 vit bonde · f3 vit springare · a2 vit bonde · b2 vit bonde · f2 vit bonde · g2 vit bonde · h2 vit bonde · a1 vit torn · b1 vit springare · c1 vit löpare · d1 vit drottning · e1 vit kung · h1 vit torn | a8 svart torn · c8 svart löpare · d8 svart drottning · e8 svart kung · h8 svart torn · a7 svart bonde · b7 svart bonde · c7 svart bonde · d7 svart bonde · f7 svart bonde · g7 svart bonde · h7 svart bonde · b6 svart löpare · c6 svart springare · f6 svart springare · e5 vit bonde · c4 vit löpare · d4 vit bonde · f3 vit springare · a2 vit bonde · b2 vit bonde · f2 vit bonde · g2 vit bonde · h2 vit bonde · a1 vit torn · b1 vit springare · c1 vit löpare · d1 vit drottning · e1 vit kung · h1 vit torn | a8 svart torn · c8 svart löpare · d8 svart drottning · e8 svart kung · h8 svart torn · a7 svart bonde · b7 svart bonde · c7 svart bonde · d7 svart bonde · f7 svart bonde · g7 svart bonde · h7 svart bonde · b6 svart löpare · c6 svart springare · f6 svart springare · e5 vit bonde · c4 vit löpare · d4 vit bonde · f3 vit springare · a2 vit bonde · b2 vit bonde · f2 vit bonde · g2 vit bonde · h2 vit bonde · a1 vit torn · b1 vit springare · c1 vit löpare · d1 vit drottning · e1 vit kung · h1 vit torn | 5 |
| 4 | a8 svart torn · c8 svart löpare · d8 svart drottning · e8 svart kung · h8 svart torn · a7 svart bonde · b7 svart bonde · c7 svart bonde · d7 svart bonde · f7 svart bonde · g7 svart bonde · h7 svart bonde · b6 svart löpare · c6 svart springare · f6 svart springare · e5 vit bonde · c4 vit löpare · d4 vit bonde · f3 vit springare · a2 vit bonde · b2 vit bonde · f2 vit bonde · g2 vit bonde · h2 vit bonde · a1 vit torn · b1 vit springare · c1 vit löpare · d1 vit drottning · e1 vit kung · h1 vit torn | a8 svart torn · c8 svart löpare · d8 svart drottning · e8 svart kung · h8 svart torn · a7 svart bonde · b7 svart bonde · c7 svart bonde · d7 svart bonde · f7 svart bonde · g7 svart bonde · h7 svart bonde · b6 svart löpare · c6 svart springare · f6 svart springare · e5 vit bonde · c4 vit löpare · d4 vit bonde · f3 vit springare · a2 vit bonde · b2 vit bonde · f2 vit bonde · g2 vit bonde · h2 vit bonde · a1 vit torn · b1 vit springare · c1 vit löpare · d1 vit drottning · e1 vit kung · h1 vit torn | a8 svart torn · c8 svart löpare · d8 svart drottning · e8 svart kung · h8 svart torn · a7 svart bonde · b7 svart bonde · c7 svart bonde · d7 svart bonde · f7 svart bonde · g7 svart bonde · h7 svart bonde · b6 svart löpare · c6 svart springare · f6 svart springare · e5 vit bonde · c4 vit löpare · d4 vit bonde · f3 vit springare · a2 vit bonde · b2 vit bonde · f2 vit bonde · g2 vit bonde · h2 vit bonde · a1 vit torn · b1 vit springare · c1 vit löpare · d1 vit drottning · e1 vit kung · h1 vit torn | a8 svart torn · c8 svart löpare · d8 svart drottning · e8 svart kung · h8 svart torn · a7 svart bonde · b7 svart bonde · c7 svart bonde · d7 svart bonde · f7 svart bonde · g7 svart bonde · h7 svart bonde · b6 svart löpare · c6 svart springare · f6 svart springare · e5 vit bonde · c4 vit löpare · d4 vit bonde · f3 vit springare · a2 vit bonde · b2 vit bonde · f2 vit bonde · g2 vit bonde · h2 vit bonde · a1 vit torn · b1 vit springare · c1 vit löpare · d1 vit drottning · e1 vit kung · h1 vit torn | a8 svart torn · c8 svart löpare · d8 svart drottning · e8 svart kung · h8 svart torn · a7 svart bonde · b7 svart bonde · c7 svart bonde · d7 svart bonde · f7 svart bonde · g7 svart bonde · h7 svart bonde · b6 svart löpare · c6 svart springare · f6 svart springare · e5 vit bonde · c4 vit löpare · d4 vit bonde · f3 vit springare · a2 vit bonde · b2 vit bonde · f2 vit bonde · g2 vit bonde · h2 vit bonde · a1 vit torn · b1 vit springare · c1 vit löpare · d1 vit drottning · e1 vit kung · h1 vit torn | a8 svart torn · c8 svart löpare · d8 svart drottning · e8 svart kung · h8 svart torn · a7 svart bonde · b7 svart bonde · c7 svart bonde · d7 svart bonde · f7 svart bonde · g7 svart bonde · h7 svart bonde · b6 svart löpare · c6 svart springare · f6 svart springare · e5 vit bonde · c4 vit löpare · d4 vit bonde · f3 vit springare · a2 vit bonde · b2 vit bonde · f2 vit bonde · g2 vit bonde · h2 vit bonde · a1 vit torn · b1 vit springare · c1 vit löpare · d1 vit drottning · e1 vit kung · h1 vit torn | a8 svart torn · c8 svart löpare · d8 svart drottning · e8 svart kung · h8 svart torn · a7 svart bonde · b7 svart bonde · c7 svart bonde · d7 svart bonde · f7 svart bonde · g7 svart bonde · h7 svart bonde · b6 svart löpare · c6 svart springare · f6 svart springare · e5 vit bonde · c4 vit löpare · d4 vit bonde · f3 vit springare · a2 vit bonde · b2 vit bonde · f2 vit bonde · g2 vit bonde · h2 vit bonde · a1 vit torn · b1 vit springare · c1 vit löpare · d1 vit drottning · e1 vit kung · h1 vit torn | a8 svart torn · c8 svart löpare · d8 svart drottning · e8 svart kung · h8 svart torn · a7 svart bonde · b7 svart bonde · c7 svart bonde · d7 svart bonde · f7 svart bonde · g7 svart bonde · h7 svart bonde · b6 svart löpare · c6 svart springare · f6 svart springare · e5 vit bonde · c4 vit löpare · d4 vit bonde · f3 vit springare · a2 vit bonde · b2 vit bonde · f2 vit bonde · g2 vit bonde · h2 vit bonde · a1 vit torn · b1 vit springare · c1 vit löpare · d1 vit drottning · e1 vit kung · h1 vit torn | 4 |
| 3 | a8 svart torn · c8 svart löpare · d8 svart drottning · e8 svart kung · h8 svart torn · a7 svart bonde · b7 svart bonde · c7 svart bonde · d7 svart bonde · f7 svart bonde · g7 svart bonde · h7 svart bonde · b6 svart löpare · c6 svart springare · f6 svart springare · e5 vit bonde · c4 vit löpare · d4 vit bonde · f3 vit springare · a2 vit bonde · b2 vit bonde · f2 vit bonde · g2 vit bonde · h2 vit bonde · a1 vit torn · b1 vit springare · c1 vit löpare · d1 vit drottning · e1 vit kung · h1 vit torn | a8 svart torn · c8 svart löpare · d8 svart drottning · e8 svart kung · h8 svart torn · a7 svart bonde · b7 svart bonde · c7 svart bonde · d7 svart bonde · f7 svart bonde · g7 svart bonde · h7 svart bonde · b6 svart löpare · c6 svart springare · f6 svart springare · e5 vit bonde · c4 vit löpare · d4 vit bonde · f3 vit springare · a2 vit bonde · b2 vit bonde · f2 vit bonde · g2 vit bonde · h2 vit bonde · a1 vit torn · b1 vit springare · c1 vit löpare · d1 vit drottning · e1 vit kung · h1 vit torn | a8 svart torn · c8 svart löpare · d8 svart drottning · e8 svart kung · h8 svart torn · a7 svart bonde · b7 svart bonde · c7 svart bonde · d7 svart bonde · f7 svart bonde · g7 svart bonde · h7 svart bonde · b6 svart löpare · c6 svart springare · f6 svart springare · e5 vit bonde · c4 vit löpare · d4 vit bonde · f3 vit springare · a2 vit bonde · b2 vit bonde · f2 vit bonde · g2 vit bonde · h2 vit bonde · a1 vit torn · b1 vit springare · c1 vit löpare · d1 vit drottning · e1 vit kung · h1 vit torn | a8 svart torn · c8 svart löpare · d8 svart drottning · e8 svart kung · h8 svart torn · a7 svart bonde · b7 svart bonde · c7 svart bonde · d7 svart bonde · f7 svart bonde · g7 svart bonde · h7 svart bonde · b6 svart löpare · c6 svart springare · f6 svart springare · e5 vit bonde · c4 vit löpare · d4 vit bonde · f3 vit springare · a2 vit bonde · b2 vit bonde · f2 vit bonde · g2 vit bonde · h2 vit bonde · a1 vit torn · b1 vit springare · c1 vit löpare · d1 vit drottning · e1 vit kung · h1 vit torn | a8 svart torn · c8 svart löpare · d8 svart drottning · e8 svart kung · h8 svart torn · a7 svart bonde · b7 svart bonde · c7 svart bonde · d7 svart bonde · f7 svart bonde · g7 svart bonde · h7 svart bonde · b6 svart löpare · c6 svart springare · f6 svart springare · e5 vit bonde · c4 vit löpare · d4 vit bonde · f3 vit springare · a2 vit bonde · b2 vit bonde · f2 vit bonde · g2 vit bonde · h2 vit bonde · a1 vit torn · b1 vit springare · c1 vit löpare · d1 vit drottning · e1 vit kung · h1 vit torn | a8 svart torn · c8 svart löpare · d8 svart drottning · e8 svart kung · h8 svart torn · a7 svart bonde · b7 svart bonde · c7 svart bonde · d7 svart bonde · f7 svart bonde · g7 svart bonde · h7 svart bonde · b6 svart löpare · c6 svart springare · f6 svart springare · e5 vit bonde · c4 vit löpare · d4 vit bonde · f3 vit springare · a2 vit bonde · b2 vit bonde · f2 vit bonde · g2 vit bonde · h2 vit bonde · a1 vit torn · b1 vit springare · c1 vit löpare · d1 vit drottning · e1 vit kung · h1 vit torn | a8 svart torn · c8 svart löpare · d8 svart drottning · e8 svart kung · h8 svart torn · a7 svart bonde · b7 svart bonde · c7 svart bonde · d7 svart bonde · f7 svart bonde · g7 svart bonde · h7 svart bonde · b6 svart löpare · c6 svart springare · f6 svart springare · e5 vit bonde · c4 vit löpare · d4 vit bonde · f3 vit springare · a2 vit bonde · b2 vit bonde · f2 vit bonde · g2 vit bonde · h2 vit bonde · a1 vit torn · b1 vit springare · c1 vit löpare · d1 vit drottning · e1 vit kung · h1 vit torn | a8 svart torn · c8 svart löpare · d8 svart drottning · e8 svart kung · h8 svart torn · a7 svart bonde · b7 svart bonde · c7 svart bonde · d7 svart bonde · f7 svart bonde · g7 svart bonde · h7 svart bonde · b6 svart löpare · c6 svart springare · f6 svart springare · e5 vit bonde · c4 vit löpare · d4 vit bonde · f3 vit springare · a2 vit bonde · b2 vit bonde · f2 vit bonde · g2 vit bonde · h2 vit bonde · a1 vit torn · b1 vit springare · c1 vit löpare · d1 vit drottning · e1 vit kung · h1 vit torn | 3 |
| 2 | a8 svart torn · c8 svart löpare · d8 svart drottning · e8 svart kung · h8 svart torn · a7 svart bonde · b7 svart bonde · c7 svart bonde · d7 svart bonde · f7 svart bonde · g7 svart bonde · h7 svart bonde · b6 svart löpare · c6 svart springare · f6 svart springare · e5 vit bonde · c4 vit löpare · d4 vit bonde · f3 vit springare · a2 vit bonde · b2 vit bonde · f2 vit bonde · g2 vit bonde · h2 vit bonde · a1 vit torn · b1 vit springare · c1 vit löpare · d1 vit drottning · e1 vit kung · h1 vit torn | a8 svart torn · c8 svart löpare · d8 svart drottning · e8 svart kung · h8 svart torn · a7 svart bonde · b7 svart bonde · c7 svart bonde · d7 svart bonde · f7 svart bonde · g7 svart bonde · h7 svart bonde · b6 svart löpare · c6 svart springare · f6 svart springare · e5 vit bonde · c4 vit löpare · d4 vit bonde · f3 vit springare · a2 vit bonde · b2 vit bonde · f2 vit bonde · g2 vit bonde · h2 vit bonde · a1 vit torn · b1 vit springare · c1 vit löpare · d1 vit drottning · e1 vit kung · h1 vit torn | a8 svart torn · c8 svart löpare · d8 svart drottning · e8 svart kung · h8 svart torn · a7 svart bonde · b7 svart bonde · c7 svart bonde · d7 svart bonde · f7 svart bonde · g7 svart bonde · h7 svart bonde · b6 svart löpare · c6 svart springare · f6 svart springare · e5 vit bonde · c4 vit löpare · d4 vit bonde · f3 vit springare · a2 vit bonde · b2 vit bonde · f2 vit bonde · g2 vit bonde · h2 vit bonde · a1 vit torn · b1 vit springare · c1 vit löpare · d1 vit drottning · e1 vit kung · h1 vit torn | a8 svart torn · c8 svart löpare · d8 svart drottning · e8 svart kung · h8 svart torn · a7 svart bonde · b7 svart bonde · c7 svart bonde · d7 svart bonde · f7 svart bonde · g7 svart bonde · h7 svart bonde · b6 svart löpare · c6 svart springare · f6 svart springare · e5 vit bonde · c4 vit löpare · d4 vit bonde · f3 vit springare · a2 vit bonde · b2 vit bonde · f2 vit bonde · g2 vit bonde · h2 vit bonde · a1 vit torn · b1 vit springare · c1 vit löpare · d1 vit drottning · e1 vit kung · h1 vit torn | a8 svart torn · c8 svart löpare · d8 svart drottning · e8 svart kung · h8 svart torn · a7 svart bonde · b7 svart bonde · c7 svart bonde · d7 svart bonde · f7 svart bonde · g7 svart bonde · h7 svart bonde · b6 svart löpare · c6 svart springare · f6 svart springare · e5 vit bonde · c4 vit löpare · d4 vit bonde · f3 vit springare · a2 vit bonde · b2 vit bonde · f2 vit bonde · g2 vit bonde · h2 vit bonde · a1 vit torn · b1 vit springare · c1 vit löpare · d1 vit drottning · e1 vit kung · h1 vit torn | a8 svart torn · c8 svart löpare · d8 svart drottning · e8 svart kung · h8 svart torn · a7 svart bonde · b7 svart bonde · c7 svart bonde · d7 svart bonde · f7 svart bonde · g7 svart bonde · h7 svart bonde · b6 svart löpare · c6 svart springare · f6 svart springare · e5 vit bonde · c4 vit löpare · d4 vit bonde · f3 vit springare · a2 vit bonde · b2 vit bonde · f2 vit bonde · g2 vit bonde · h2 vit bonde · a1 vit torn · b1 vit springare · c1 vit löpare · d1 vit drottning · e1 vit kung · h1 vit torn | a8 svart torn · c8 svart löpare · d8 svart drottning · e8 svart kung · h8 svart torn · a7 svart bonde · b7 svart bonde · c7 svart bonde · d7 svart bonde · f7 svart bonde · g7 svart bonde · h7 svart bonde · b6 svart löpare · c6 svart springare · f6 svart springare · e5 vit bonde · c4 vit löpare · d4 vit bonde · f3 vit springare · a2 vit bonde · b2 vit bonde · f2 vit bonde · g2 vit bonde · h2 vit bonde · a1 vit torn · b1 vit springare · c1 vit löpare · d1 vit drottning · e1 vit kung · h1 vit torn | a8 svart torn · c8 svart löpare · d8 svart drottning · e8 svart kung · h8 svart torn · a7 svart bonde · b7 svart bonde · c7 svart bonde · d7 svart bonde · f7 svart bonde · g7 svart bonde · h7 svart bonde · b6 svart löpare · c6 svart springare · f6 svart springare · e5 vit bonde · c4 vit löpare · d4 vit bonde · f3 vit springare · a2 vit bonde · b2 vit bonde · f2 vit bonde · g2 vit bonde · h2 vit bonde · a1 vit torn · b1 vit springare · c1 vit löpare · d1 vit drottning · e1 vit kung · h1 vit torn | 2 |
| 1 | a8 svart torn · c8 svart löpare · d8 svart drottning · e8 svart kung · h8 svart torn · a7 svart bonde · b7 svart bonde · c7 svart bonde · d7 svart bonde · f7 svart bonde · g7 svart bonde · h7 svart bonde · b6 svart löpare · c6 svart springare · f6 svart springare · e5 vit bonde · c4 vit löpare · d4 vit bonde · f3 vit springare · a2 vit bonde · b2 vit bonde · f2 vit bonde · g2 vit bonde · h2 vit bonde · a1 vit torn · b1 vit springare · c1 vit löpare · d1 vit drottning · e1 vit kung · h1 vit torn | a8 svart torn · c8 svart löpare · d8 svart drottning · e8 svart kung · h8 svart torn · a7 svart bonde · b7 svart bonde · c7 svart bonde · d7 svart bonde · f7 svart bonde · g7 svart bonde · h7 svart bonde · b6 svart löpare · c6 svart springare · f6 svart springare · e5 vit bonde · c4 vit löpare · d4 vit bonde · f3 vit springare · a2 vit bonde · b2 vit bonde · f2 vit bonde · g2 vit bonde · h2 vit bonde · a1 vit torn · b1 vit springare · c1 vit löpare · d1 vit drottning · e1 vit kung · h1 vit torn | a8 svart torn · c8 svart löpare · d8 svart drottning · e8 svart kung · h8 svart torn · a7 svart bonde · b7 svart bonde · c7 svart bonde · d7 svart bonde · f7 svart bonde · g7 svart bonde · h7 svart bonde · b6 svart löpare · c6 svart springare · f6 svart springare · e5 vit bonde · c4 vit löpare · d4 vit bonde · f3 vit springare · a2 vit bonde · b2 vit bonde · f2 vit bonde · g2 vit bonde · h2 vit bonde · a1 vit torn · b1 vit springare · c1 vit löpare · d1 vit drottning · e1 vit kung · h1 vit torn | a8 svart torn · c8 svart löpare · d8 svart drottning · e8 svart kung · h8 svart torn · a7 svart bonde · b7 svart bonde · c7 svart bonde · d7 svart bonde · f7 svart bonde · g7 svart bonde · h7 svart bonde · b6 svart löpare · c6 svart springare · f6 svart springare · e5 vit bonde · c4 vit löpare · d4 vit bonde · f3 vit springare · a2 vit bonde · b2 vit bonde · f2 vit bonde · g2 vit bonde · h2 vit bonde · a1 vit torn · b1 vit springare · c1 vit löpare · d1 vit drottning · e1 vit kung · h1 vit torn | a8 svart torn · c8 svart löpare · d8 svart drottning · e8 svart kung · h8 svart torn · a7 svart bonde · b7 svart bonde · c7 svart bonde · d7 svart bonde · f7 svart bonde · g7 svart bonde · h7 svart bonde · b6 svart löpare · c6 svart springare · f6 svart springare · e5 vit bonde · c4 vit löpare · d4 vit bonde · f3 vit springare · a2 vit bonde · b2 vit bonde · f2 vit bonde · g2 vit bonde · h2 vit bonde · a1 vit torn · b1 vit springare · c1 vit löpare · d1 vit drottning · e1 vit kung · h1 vit torn | a8 svart torn · c8 svart löpare · d8 svart drottning · e8 svart kung · h8 svart torn · a7 svart bonde · b7 svart bonde · c7 svart bonde · d7 svart bonde · f7 svart bonde · g7 svart bonde · h7 svart bonde · b6 svart löpare · c6 svart springare · f6 svart springare · e5 vit bonde · c4 vit löpare · d4 vit bonde · f3 vit springare · a2 vit bonde · b2 vit bonde · f2 vit bonde · g2 vit bonde · h2 vit bonde · a1 vit torn · b1 vit springare · c1 vit löpare · d1 vit drottning · e1 vit kung · h1 vit torn | a8 svart torn · c8 svart löpare · d8 svart drottning · e8 svart kung · h8 svart torn · a7 svart bonde · b7 svart bonde · c7 svart bonde · d7 svart bonde · f7 svart bonde · g7 svart bonde · h7 svart bonde · b6 svart löpare · c6 svart springare · f6 svart springare · e5 vit bonde · c4 vit löpare · d4 vit bonde · f3 vit springare · a2 vit bonde · b2 vit bonde · f2 vit bonde · g2 vit bonde · h2 vit bonde · a1 vit torn · b1 vit springare · c1 vit löpare · d1 vit drottning · e1 vit kung · h1 vit torn | a8 svart torn · c8 svart löpare · d8 svart drottning · e8 svart kung · h8 svart torn · a7 svart bonde · b7 svart bonde · c7 svart bonde · d7 svart bonde · f7 svart bonde · g7 svart bonde · h7 svart bonde · b6 svart löpare · c6 svart springare · f6 svart springare · e5 vit bonde · c4 vit löpare · d4 vit bonde · f3 vit springare · a2 vit bonde · b2 vit bonde · f2 vit bonde · g2 vit bonde · h2 vit bonde · a1 vit torn · b1 vit springare · c1 vit löpare · d1 vit drottning · e1 vit kung · h1 vit torn | 1 |
|   | a | b | c | d | e | f | g | h |   |

En bondemarsch, eller bondestorm, innebär att flera bönder snabbt marscherar mot motståndarens försvarare.

## C

### Centralisering
|   | a | b | c | d | e | f | g | h |   |
| 8 | a8 svart torn · d8 svart drottning · g8 svart kung · b7 svart bonde · f7 svart torn · h7 svart springare · a6 svart springare · g6 svart bonde · c5 vit bonde · d5 vit springare · e5 vit springare · f5 svart bonde · a4 svart bonde · c4 vit löpare · d4 vit löpare · e4 vit bonde · h4 svart bonde · a3 vit bonde · g3 svart bonde · b2 vit torn · h2 vit bonde · d1 vit drottning · g1 vit kung | a8 svart torn · d8 svart drottning · g8 svart kung · b7 svart bonde · f7 svart torn · h7 svart springare · a6 svart springare · g6 svart bonde · c5 vit bonde · d5 vit springare · e5 vit springare · f5 svart bonde · a4 svart bonde · c4 vit löpare · d4 vit löpare · e4 vit bonde · h4 svart bonde · a3 vit bonde · g3 svart bonde · b2 vit torn · h2 vit bonde · d1 vit drottning · g1 vit kung | a8 svart torn · d8 svart drottning · g8 svart kung · b7 svart bonde · f7 svart torn · h7 svart springare · a6 svart springare · g6 svart bonde · c5 vit bonde · d5 vit springare · e5 vit springare · f5 svart bonde · a4 svart bonde · c4 vit löpare · d4 vit löpare · e4 vit bonde · h4 svart bonde · a3 vit bonde · g3 svart bonde · b2 vit torn · h2 vit bonde · d1 vit drottning · g1 vit kung | a8 svart torn · d8 svart drottning · g8 svart kung · b7 svart bonde · f7 svart torn · h7 svart springare · a6 svart springare · g6 svart bonde · c5 vit bonde · d5 vit springare · e5 vit springare · f5 svart bonde · a4 svart bonde · c4 vit löpare · d4 vit löpare · e4 vit bonde · h4 svart bonde · a3 vit bonde · g3 svart bonde · b2 vit torn · h2 vit bonde · d1 vit drottning · g1 vit kung | a8 svart torn · d8 svart drottning · g8 svart kung · b7 svart bonde · f7 svart torn · h7 svart springare · a6 svart springare · g6 svart bonde · c5 vit bonde · d5 vit springare · e5 vit springare · f5 svart bonde · a4 svart bonde · c4 vit löpare · d4 vit löpare · e4 vit bonde · h4 svart bonde · a3 vit bonde · g3 svart bonde · b2 vit torn · h2 vit bonde · d1 vit drottning · g1 vit kung | a8 svart torn · d8 svart drottning · g8 svart kung · b7 svart bonde · f7 svart torn · h7 svart springare · a6 svart springare · g6 svart bonde · c5 vit bonde · d5 vit springare · e5 vit springare · f5 svart bonde · a4 svart bonde · c4 vit löpare · d4 vit löpare · e4 vit bonde · h4 svart bonde · a3 vit bonde · g3 svart bonde · b2 vit torn · h2 vit bonde · d1 vit drottning · g1 vit kung | a8 svart torn · d8 svart drottning · g8 svart kung · b7 svart bonde · f7 svart torn · h7 svart springare · a6 svart springare · g6 svart bonde · c5 vit bonde · d5 vit springare · e5 vit springare · f5 svart bonde · a4 svart bonde · c4 vit löpare · d4 vit löpare · e4 vit bonde · h4 svart bonde · a3 vit bonde · g3 svart bonde · b2 vit torn · h2 vit bonde · d1 vit drottning · g1 vit kung | a8 svart torn · d8 svart drottning · g8 svart kung · b7 svart bonde · f7 svart torn · h7 svart springare · a6 svart springare · g6 svart bonde · c5 vit bonde · d5 vit springare · e5 vit springare · f5 svart bonde · a4 svart bonde · c4 vit löpare · d4 vit löpare · e4 vit bonde · h4 svart bonde · a3 vit bonde · g3 svart bonde · b2 vit torn · h2 vit bonde · d1 vit drottning · g1 vit kung | 8 |
| 7 | a8 svart torn · d8 svart drottning · g8 svart kung · b7 svart bonde · f7 svart torn · h7 svart springare · a6 svart springare · g6 svart bonde · c5 vit bonde · d5 vit springare · e5 vit springare · f5 svart bonde · a4 svart bonde · c4 vit löpare · d4 vit löpare · e4 vit bonde · h4 svart bonde · a3 vit bonde · g3 svart bonde · b2 vit torn · h2 vit bonde · d1 vit drottning · g1 vit kung | a8 svart torn · d8 svart drottning · g8 svart kung · b7 svart bonde · f7 svart torn · h7 svart springare · a6 svart springare · g6 svart bonde · c5 vit bonde · d5 vit springare · e5 vit springare · f5 svart bonde · a4 svart bonde · c4 vit löpare · d4 vit löpare · e4 vit bonde · h4 svart bonde · a3 vit bonde · g3 svart bonde · b2 vit torn · h2 vit bonde · d1 vit drottning · g1 vit kung | a8 svart torn · d8 svart drottning · g8 svart kung · b7 svart bonde · f7 svart torn · h7 svart springare · a6 svart springare · g6 svart bonde · c5 vit bonde · d5 vit springare · e5 vit springare · f5 svart bonde · a4 svart bonde · c4 vit löpare · d4 vit löpare · e4 vit bonde · h4 svart bonde · a3 vit bonde · g3 svart bonde · b2 vit torn · h2 vit bonde · d1 vit drottning · g1 vit kung | a8 svart torn · d8 svart drottning · g8 svart kung · b7 svart bonde · f7 svart torn · h7 svart springare · a6 svart springare · g6 svart bonde · c5 vit bonde · d5 vit springare · e5 vit springare · f5 svart bonde · a4 svart bonde · c4 vit löpare · d4 vit löpare · e4 vit bonde · h4 svart bonde · a3 vit bonde · g3 svart bonde · b2 vit torn · h2 vit bonde · d1 vit drottning · g1 vit kung | a8 svart torn · d8 svart drottning · g8 svart kung · b7 svart bonde · f7 svart torn · h7 svart springare · a6 svart springare · g6 svart bonde · c5 vit bonde · d5 vit springare · e5 vit springare · f5 svart bonde · a4 svart bonde · c4 vit löpare · d4 vit löpare · e4 vit bonde · h4 svart bonde · a3 vit bonde · g3 svart bonde · b2 vit torn · h2 vit bonde · d1 vit drottning · g1 vit kung | a8 svart torn · d8 svart drottning · g8 svart kung · b7 svart bonde · f7 svart torn · h7 svart springare · a6 svart springare · g6 svart bonde · c5 vit bonde · d5 vit springare · e5 vit springare · f5 svart bonde · a4 svart bonde · c4 vit löpare · d4 vit löpare · e4 vit bonde · h4 svart bonde · a3 vit bonde · g3 svart bonde · b2 vit torn · h2 vit bonde · d1 vit drottning · g1 vit kung | a8 svart torn · d8 svart drottning · g8 svart kung · b7 svart bonde · f7 svart torn · h7 svart springare · a6 svart springare · g6 svart bonde · c5 vit bonde · d5 vit springare · e5 vit springare · f5 svart bonde · a4 svart bonde · c4 vit löpare · d4 vit löpare · e4 vit bonde · h4 svart bonde · a3 vit bonde · g3 svart bonde · b2 vit torn · h2 vit bonde · d1 vit drottning · g1 vit kung | a8 svart torn · d8 svart drottning · g8 svart kung · b7 svart bonde · f7 svart torn · h7 svart springare · a6 svart springare · g6 svart bonde · c5 vit bonde · d5 vit springare · e5 vit springare · f5 svart bonde · a4 svart bonde · c4 vit löpare · d4 vit löpare · e4 vit bonde · h4 svart bonde · a3 vit bonde · g3 svart bonde · b2 vit torn · h2 vit bonde · d1 vit drottning · g1 vit kung | 7 |
| 6 | a8 svart torn · d8 svart drottning · g8 svart kung · b7 svart bonde · f7 svart torn · h7 svart springare · a6 svart springare · g6 svart bonde · c5 vit bonde · d5 vit springare · e5 vit springare · f5 svart bonde · a4 svart bonde · c4 vit löpare · d4 vit löpare · e4 vit bonde · h4 svart bonde · a3 vit bonde · g3 svart bonde · b2 vit torn · h2 vit bonde · d1 vit drottning · g1 vit kung | a8 svart torn · d8 svart drottning · g8 svart kung · b7 svart bonde · f7 svart torn · h7 svart springare · a6 svart springare · g6 svart bonde · c5 vit bonde · d5 vit springare · e5 vit springare · f5 svart bonde · a4 svart bonde · c4 vit löpare · d4 vit löpare · e4 vit bonde · h4 svart bonde · a3 vit bonde · g3 svart bonde · b2 vit torn · h2 vit bonde · d1 vit drottning · g1 vit kung | a8 svart torn · d8 svart drottning · g8 svart kung · b7 svart bonde · f7 svart torn · h7 svart springare · a6 svart springare · g6 svart bonde · c5 vit bonde · d5 vit springare · e5 vit springare · f5 svart bonde · a4 svart bonde · c4 vit löpare · d4 vit löpare · e4 vit bonde · h4 svart bonde · a3 vit bonde · g3 svart bonde · b2 vit torn · h2 vit bonde · d1 vit drottning · g1 vit kung | a8 svart torn · d8 svart drottning · g8 svart kung · b7 svart bonde · f7 svart torn · h7 svart springare · a6 svart springare · g6 svart bonde · c5 vit bonde · d5 vit springare · e5 vit springare · f5 svart bonde · a4 svart bonde · c4 vit löpare · d4 vit löpare · e4 vit bonde · h4 svart bonde · a3 vit bonde · g3 svart bonde · b2 vit torn · h2 vit bonde · d1 vit drottning · g1 vit kung | a8 svart torn · d8 svart drottning · g8 svart kung · b7 svart bonde · f7 svart torn · h7 svart springare · a6 svart springare · g6 svart bonde · c5 vit bonde · d5 vit springare · e5 vit springare · f5 svart bonde · a4 svart bonde · c4 vit löpare · d4 vit löpare · e4 vit bonde · h4 svart bonde · a3 vit bonde · g3 svart bonde · b2 vit torn · h2 vit bonde · d1 vit drottning · g1 vit kung | a8 svart torn · d8 svart drottning · g8 svart kung · b7 svart bonde · f7 svart torn · h7 svart springare · a6 svart springare · g6 svart bonde · c5 vit bonde · d5 vit springare · e5 vit springare · f5 svart bonde · a4 svart bonde · c4 vit löpare · d4 vit löpare · e4 vit bonde · h4 svart bonde · a3 vit bonde · g3 svart bonde · b2 vit torn · h2 vit bonde · d1 vit drottning · g1 vit kung | a8 svart torn · d8 svart drottning · g8 svart kung · b7 svart bonde · f7 svart torn · h7 svart springare · a6 svart springare · g6 svart bonde · c5 vit bonde · d5 vit springare · e5 vit springare · f5 svart bonde · a4 svart bonde · c4 vit löpare · d4 vit löpare · e4 vit bonde · h4 svart bonde · a3 vit bonde · g3 svart bonde · b2 vit torn · h2 vit bonde · d1 vit drottning · g1 vit kung | a8 svart torn · d8 svart drottning · g8 svart kung · b7 svart bonde · f7 svart torn · h7 svart springare · a6 svart springare · g6 svart bonde · c5 vit bonde · d5 vit springare · e5 vit springare · f5 svart bonde · a4 svart bonde · c4 vit löpare · d4 vit löpare · e4 vit bonde · h4 svart bonde · a3 vit bonde · g3 svart bonde · b2 vit torn · h2 vit bonde · d1 vit drottning · g1 vit kung | 6 |
| 5 | a8 svart torn · d8 svart drottning · g8 svart kung · b7 svart bonde · f7 svart torn · h7 svart springare · a6 svart springare · g6 svart bonde · c5 vit bonde · d5 vit springare · e5 vit springare · f5 svart bonde · a4 svart bonde · c4 vit löpare · d4 vit löpare · e4 vit bonde · h4 svart bonde · a3 vit bonde · g3 svart bonde · b2 vit torn · h2 vit bonde · d1 vit drottning · g1 vit kung | a8 svart torn · d8 svart drottning · g8 svart kung · b7 svart bonde · f7 svart torn · h7 svart springare · a6 svart springare · g6 svart bonde · c5 vit bonde · d5 vit springare · e5 vit springare · f5 svart bonde · a4 svart bonde · c4 vit löpare · d4 vit löpare · e4 vit bonde · h4 svart bonde · a3 vit bonde · g3 svart bonde · b2 vit torn · h2 vit bonde · d1 vit drottning · g1 vit kung | a8 svart torn · d8 svart drottning · g8 svart kung · b7 svart bonde · f7 svart torn · h7 svart springare · a6 svart springare · g6 svart bonde · c5 vit bonde · d5 vit springare · e5 vit springare · f5 svart bonde · a4 svart bonde · c4 vit löpare · d4 vit löpare · e4 vit bonde · h4 svart bonde · a3 vit bonde · g3 svart bonde · b2 vit torn · h2 vit bonde · d1 vit drottning · g1 vit kung | a8 svart torn · d8 svart drottning · g8 svart kung · b7 svart bonde · f7 svart torn · h7 svart springare · a6 svart springare · g6 svart bonde · c5 vit bonde · d5 vit springare · e5 vit springare · f5 svart bonde · a4 svart bonde · c4 vit löpare · d4 vit löpare · e4 vit bonde · h4 svart bonde · a3 vit bonde · g3 svart bonde · b2 vit torn · h2 vit bonde · d1 vit drottning · g1 vit kung | a8 svart torn · d8 svart drottning · g8 svart kung · b7 svart bonde · f7 svart torn · h7 svart springare · a6 svart springare · g6 svart bonde · c5 vit bonde · d5 vit springare · e5 vit springare · f5 svart bonde · a4 svart bonde · c4 vit löpare · d4 vit löpare · e4 vit bonde · h4 svart bonde · a3 vit bonde · g3 svart bonde · b2 vit torn · h2 vit bonde · d1 vit drottning · g1 vit kung | a8 svart torn · d8 svart drottning · g8 svart kung · b7 svart bonde · f7 svart torn · h7 svart springare · a6 svart springare · g6 svart bonde · c5 vit bonde · d5 vit springare · e5 vit springare · f5 svart bonde · a4 svart bonde · c4 vit löpare · d4 vit löpare · e4 vit bonde · h4 svart bonde · a3 vit bonde · g3 svart bonde · b2 vit torn · h2 vit bonde · d1 vit drottning · g1 vit kung | a8 svart torn · d8 svart drottning · g8 svart kung · b7 svart bonde · f7 svart torn · h7 svart springare · a6 svart springare · g6 svart bonde · c5 vit bonde · d5 vit springare · e5 vit springare · f5 svart bonde · a4 svart bonde · c4 vit löpare · d4 vit löpare · e4 vit bonde · h4 svart bonde · a3 vit bonde · g3 svart bonde · b2 vit torn · h2 vit bonde · d1 vit drottning · g1 vit kung | a8 svart torn · d8 svart drottning · g8 svart kung · b7 svart bonde · f7 svart torn · h7 svart springare · a6 svart springare · g6 svart bonde · c5 vit bonde · d5 vit springare · e5 vit springare · f5 svart bonde · a4 svart bonde · c4 vit löpare · d4 vit löpare · e4 vit bonde · h4 svart bonde · a3 vit bonde · g3 svart bonde · b2 vit torn · h2 vit bonde · d1 vit drottning · g1 vit kung | 5 |
| 4 | a8 svart torn · d8 svart drottning · g8 svart kung · b7 svart bonde · f7 svart torn · h7 svart springare · a6 svart springare · g6 svart bonde · c5 vit bonde · d5 vit springare · e5 vit springare · f5 svart bonde · a4 svart bonde · c4 vit löpare · d4 vit löpare · e4 vit bonde · h4 svart bonde · a3 vit bonde · g3 svart bonde · b2 vit torn · h2 vit bonde · d1 vit drottning · g1 vit kung | a8 svart torn · d8 svart drottning · g8 svart kung · b7 svart bonde · f7 svart torn · h7 svart springare · a6 svart springare · g6 svart bonde · c5 vit bonde · d5 vit springare · e5 vit springare · f5 svart bonde · a4 svart bonde · c4 vit löpare · d4 vit löpare · e4 vit bonde · h4 svart bonde · a3 vit bonde · g3 svart bonde · b2 vit torn · h2 vit bonde · d1 vit drottning · g1 vit kung | a8 svart torn · d8 svart drottning · g8 svart kung · b7 svart bonde · f7 svart torn · h7 svart springare · a6 svart springare · g6 svart bonde · c5 vit bonde · d5 vit springare · e5 vit springare · f5 svart bonde · a4 svart bonde · c4 vit löpare · d4 vit löpare · e4 vit bonde · h4 svart bonde · a3 vit bonde · g3 svart bonde · b2 vit torn · h2 vit bonde · d1 vit drottning · g1 vit kung | a8 svart torn · d8 svart drottning · g8 svart kung · b7 svart bonde · f7 svart torn · h7 svart springare · a6 svart springare · g6 svart bonde · c5 vit bonde · d5 vit springare · e5 vit springare · f5 svart bonde · a4 svart bonde · c4 vit löpare · d4 vit löpare · e4 vit bonde · h4 svart bonde · a3 vit bonde · g3 svart bonde · b2 vit torn · h2 vit bonde · d1 vit drottning · g1 vit kung | a8 svart torn · d8 svart drottning · g8 svart kung · b7 svart bonde · f7 svart torn · h7 svart springare · a6 svart springare · g6 svart bonde · c5 vit bonde · d5 vit springare · e5 vit springare · f5 svart bonde · a4 svart bonde · c4 vit löpare · d4 vit löpare · e4 vit bonde · h4 svart bonde · a3 vit bonde · g3 svart bonde · b2 vit torn · h2 vit bonde · d1 vit drottning · g1 vit kung | a8 svart torn · d8 svart drottning · g8 svart kung · b7 svart bonde · f7 svart torn · h7 svart springare · a6 svart springare · g6 svart bonde · c5 vit bonde · d5 vit springare · e5 vit springare · f5 svart bonde · a4 svart bonde · c4 vit löpare · d4 vit löpare · e4 vit bonde · h4 svart bonde · a3 vit bonde · g3 svart bonde · b2 vit torn · h2 vit bonde · d1 vit drottning · g1 vit kung | a8 svart torn · d8 svart drottning · g8 svart kung · b7 svart bonde · f7 svart torn · h7 svart springare · a6 svart springare · g6 svart bonde · c5 vit bonde · d5 vit springare · e5 vit springare · f5 svart bonde · a4 svart bonde · c4 vit löpare · d4 vit löpare · e4 vit bonde · h4 svart bonde · a3 vit bonde · g3 svart bonde · b2 vit torn · h2 vit bonde · d1 vit drottning · g1 vit kung | a8 svart torn · d8 svart drottning · g8 svart kung · b7 svart bonde · f7 svart torn · h7 svart springare · a6 svart springare · g6 svart bonde · c5 vit bonde · d5 vit springare · e5 vit springare · f5 svart bonde · a4 svart bonde · c4 vit löpare · d4 vit löpare · e4 vit bonde · h4 svart bonde · a3 vit bonde · g3 svart bonde · b2 vit torn · h2 vit bonde · d1 vit drottning · g1 vit kung | 4 |
| 3 | a8 svart torn · d8 svart drottning · g8 svart kung · b7 svart bonde · f7 svart torn · h7 svart springare · a6 svart springare · g6 svart bonde · c5 vit bonde · d5 vit springare · e5 vit springare · f5 svart bonde · a4 svart bonde · c4 vit löpare · d4 vit löpare · e4 vit bonde · h4 svart bonde · a3 vit bonde · g3 svart bonde · b2 vit torn · h2 vit bonde · d1 vit drottning · g1 vit kung | a8 svart torn · d8 svart drottning · g8 svart kung · b7 svart bonde · f7 svart torn · h7 svart springare · a6 svart springare · g6 svart bonde · c5 vit bonde · d5 vit springare · e5 vit springare · f5 svart bonde · a4 svart bonde · c4 vit löpare · d4 vit löpare · e4 vit bonde · h4 svart bonde · a3 vit bonde · g3 svart bonde · b2 vit torn · h2 vit bonde · d1 vit drottning · g1 vit kung | a8 svart torn · d8 svart drottning · g8 svart kung · b7 svart bonde · f7 svart torn · h7 svart springare · a6 svart springare · g6 svart bonde · c5 vit bonde · d5 vit springare · e5 vit springare · f5 svart bonde · a4 svart bonde · c4 vit löpare · d4 vit löpare · e4 vit bonde · h4 svart bonde · a3 vit bonde · g3 svart bonde · b2 vit torn · h2 vit bonde · d1 vit drottning · g1 vit kung | a8 svart torn · d8 svart drottning · g8 svart kung · b7 svart bonde · f7 svart torn · h7 svart springare · a6 svart springare · g6 svart bonde · c5 vit bonde · d5 vit springare · e5 vit springare · f5 svart bonde · a4 svart bonde · c4 vit löpare · d4 vit löpare · e4 vit bonde · h4 svart bonde · a3 vit bonde · g3 svart bonde · b2 vit torn · h2 vit bonde · d1 vit drottning · g1 vit kung | a8 svart torn · d8 svart drottning · g8 svart kung · b7 svart bonde · f7 svart torn · h7 svart springare · a6 svart springare · g6 svart bonde · c5 vit bonde · d5 vit springare · e5 vit springare · f5 svart bonde · a4 svart bonde · c4 vit löpare · d4 vit löpare · e4 vit bonde · h4 svart bonde · a3 vit bonde · g3 svart bonde · b2 vit torn · h2 vit bonde · d1 vit drottning · g1 vit kung | a8 svart torn · d8 svart drottning · g8 svart kung · b7 svart bonde · f7 svart torn · h7 svart springare · a6 svart springare · g6 svart bonde · c5 vit bonde · d5 vit springare · e5 vit springare · f5 svart bonde · a4 svart bonde · c4 vit löpare · d4 vit löpare · e4 vit bonde · h4 svart bonde · a3 vit bonde · g3 svart bonde · b2 vit torn · h2 vit bonde · d1 vit drottning · g1 vit kung | a8 svart torn · d8 svart drottning · g8 svart kung · b7 svart bonde · f7 svart torn · h7 svart springare · a6 svart springare · g6 svart bonde · c5 vit bonde · d5 vit springare · e5 vit springare · f5 svart bonde · a4 svart bonde · c4 vit löpare · d4 vit löpare · e4 vit bonde · h4 svart bonde · a3 vit bonde · g3 svart bonde · b2 vit torn · h2 vit bonde · d1 vit drottning · g1 vit kung | a8 svart torn · d8 svart drottning · g8 svart kung · b7 svart bonde · f7 svart torn · h7 svart springare · a6 svart springare · g6 svart bonde · c5 vit bonde · d5 vit springare · e5 vit springare · f5 svart bonde · a4 svart bonde · c4 vit löpare · d4 vit löpare · e4 vit bonde · h4 svart bonde · a3 vit bonde · g3 svart bonde · b2 vit torn · h2 vit bonde · d1 vit drottning · g1 vit kung | 3 |
| 2 | a8 svart torn · d8 svart drottning · g8 svart kung · b7 svart bonde · f7 svart torn · h7 svart springare · a6 svart springare · g6 svart bonde · c5 vit bonde · d5 vit springare · e5 vit springare · f5 svart bonde · a4 svart bonde · c4 vit löpare · d4 vit löpare · e4 vit bonde · h4 svart bonde · a3 vit bonde · g3 svart bonde · b2 vit torn · h2 vit bonde · d1 vit drottning · g1 vit kung | a8 svart torn · d8 svart drottning · g8 svart kung · b7 svart bonde · f7 svart torn · h7 svart springare · a6 svart springare · g6 svart bonde · c5 vit bonde · d5 vit springare · e5 vit springare · f5 svart bonde · a4 svart bonde · c4 vit löpare · d4 vit löpare · e4 vit bonde · h4 svart bonde · a3 vit bonde · g3 svart bonde · b2 vit torn · h2 vit bonde · d1 vit drottning · g1 vit kung | a8 svart torn · d8 svart drottning · g8 svart kung · b7 svart bonde · f7 svart torn · h7 svart springare · a6 svart springare · g6 svart bonde · c5 vit bonde · d5 vit springare · e5 vit springare · f5 svart bonde · a4 svart bonde · c4 vit löpare · d4 vit löpare · e4 vit bonde · h4 svart bonde · a3 vit bonde · g3 svart bonde · b2 vit torn · h2 vit bonde · d1 vit drottning · g1 vit kung | a8 svart torn · d8 svart drottning · g8 svart kung · b7 svart bonde · f7 svart torn · h7 svart springare · a6 svart springare · g6 svart bonde · c5 vit bonde · d5 vit springare · e5 vit springare · f5 svart bonde · a4 svart bonde · c4 vit löpare · d4 vit löpare · e4 vit bonde · h4 svart bonde · a3 vit bonde · g3 svart bonde · b2 vit torn · h2 vit bonde · d1 vit drottning · g1 vit kung | a8 svart torn · d8 svart drottning · g8 svart kung · b7 svart bonde · f7 svart torn · h7 svart springare · a6 svart springare · g6 svart bonde · c5 vit bonde · d5 vit springare · e5 vit springare · f5 svart bonde · a4 svart bonde · c4 vit löpare · d4 vit löpare · e4 vit bonde · h4 svart bonde · a3 vit bonde · g3 svart bonde · b2 vit torn · h2 vit bonde · d1 vit drottning · g1 vit kung | a8 svart torn · d8 svart drottning · g8 svart kung · b7 svart bonde · f7 svart torn · h7 svart springare · a6 svart springare · g6 svart bonde · c5 vit bonde · d5 vit springare · e5 vit springare · f5 svart bonde · a4 svart bonde · c4 vit löpare · d4 vit löpare · e4 vit bonde · h4 svart bonde · a3 vit bonde · g3 svart bonde · b2 vit torn · h2 vit bonde · d1 vit drottning · g1 vit kung | a8 svart torn · d8 svart drottning · g8 svart kung · b7 svart bonde · f7 svart torn · h7 svart springare · a6 svart springare · g6 svart bonde · c5 vit bonde · d5 vit springare · e5 vit springare · f5 svart bonde · a4 svart bonde · c4 vit löpare · d4 vit löpare · e4 vit bonde · h4 svart bonde · a3 vit bonde · g3 svart bonde · b2 vit torn · h2 vit bonde · d1 vit drottning · g1 vit kung | a8 svart torn · d8 svart drottning · g8 svart kung · b7 svart bonde · f7 svart torn · h7 svart springare · a6 svart springare · g6 svart bonde · c5 vit bonde · d5 vit springare · e5 vit springare · f5 svart bonde · a4 svart bonde · c4 vit löpare · d4 vit löpare · e4 vit bonde · h4 svart bonde · a3 vit bonde · g3 svart bonde · b2 vit torn · h2 vit bonde · d1 vit drottning · g1 vit kung | 2 |
| 1 | a8 svart torn · d8 svart drottning · g8 svart kung · b7 svart bonde · f7 svart torn · h7 svart springare · a6 svart springare · g6 svart bonde · c5 vit bonde · d5 vit springare · e5 vit springare · f5 svart bonde · a4 svart bonde · c4 vit löpare · d4 vit löpare · e4 vit bonde · h4 svart bonde · a3 vit bonde · g3 svart bonde · b2 vit torn · h2 vit bonde · d1 vit drottning · g1 vit kung | a8 svart torn · d8 svart drottning · g8 svart kung · b7 svart bonde · f7 svart torn · h7 svart springare · a6 svart springare · g6 svart bonde · c5 vit bonde · d5 vit springare · e5 vit springare · f5 svart bonde · a4 svart bonde · c4 vit löpare · d4 vit löpare · e4 vit bonde · h4 svart bonde · a3 vit bonde · g3 svart bonde · b2 vit torn · h2 vit bonde · d1 vit drottning · g1 vit kung | a8 svart torn · d8 svart drottning · g8 svart kung · b7 svart bonde · f7 svart torn · h7 svart springare · a6 svart springare · g6 svart bonde · c5 vit bonde · d5 vit springare · e5 vit springare · f5 svart bonde · a4 svart bonde · c4 vit löpare · d4 vit löpare · e4 vit bonde · h4 svart bonde · a3 vit bonde · g3 svart bonde · b2 vit torn · h2 vit bonde · d1 vit drottning · g1 vit kung | a8 svart torn · d8 svart drottning · g8 svart kung · b7 svart bonde · f7 svart torn · h7 svart springare · a6 svart springare · g6 svart bonde · c5 vit bonde · d5 vit springare · e5 vit springare · f5 svart bonde · a4 svart bonde · c4 vit löpare · d4 vit löpare · e4 vit bonde · h4 svart bonde · a3 vit bonde · g3 svart bonde · b2 vit torn · h2 vit bonde · d1 vit drottning · g1 vit kung | a8 svart torn · d8 svart drottning · g8 svart kung · b7 svart bonde · f7 svart torn · h7 svart springare · a6 svart springare · g6 svart bonde · c5 vit bonde · d5 vit springare · e5 vit springare · f5 svart bonde · a4 svart bonde · c4 vit löpare · d4 vit löpare · e4 vit bonde · h4 svart bonde · a3 vit bonde · g3 svart bonde · b2 vit torn · h2 vit bonde · d1 vit drottning · g1 vit kung | a8 svart torn · d8 svart drottning · g8 svart kung · b7 svart bonde · f7 svart torn · h7 svart springare · a6 svart springare · g6 svart bonde · c5 vit bonde · d5 vit springare · e5 vit springare · f5 svart bonde · a4 svart bonde · c4 vit löpare · d4 vit löpare · e4 vit bonde · h4 svart bonde · a3 vit bonde · g3 svart bonde · b2 vit torn · h2 vit bonde · d1 vit drottning · g1 vit kung | a8 svart torn · d8 svart drottning · g8 svart kung · b7 svart bonde · f7 svart torn · h7 svart springare · a6 svart springare · g6 svart bonde · c5 vit bonde · d5 vit springare · e5 vit springare · f5 svart bonde · a4 svart bonde · c4 vit löpare · d4 vit löpare · e4 vit bonde · h4 svart bonde · a3 vit bonde · g3 svart bonde · b2 vit torn · h2 vit bonde · d1 vit drottning · g1 vit kung | a8 svart torn · d8 svart drottning · g8 svart kung · b7 svart bonde · f7 svart torn · h7 svart springare · a6 svart springare · g6 svart bonde · c5 vit bonde · d5 vit springare · e5 vit springare · f5 svart bonde · a4 svart bonde · c4 vit löpare · d4 vit löpare · e4 vit bonde · h4 svart bonde · a3 vit bonde · g3 svart bonde · b2 vit torn · h2 vit bonde · d1 vit drottning · g1 vit kung | 1 |
|   | a | b | c | d | e | f | g | h |   |

Centralisering innebär att flytta en pjäs mot centrum. Vissa pjäser, framför allt springarna och damen, medverkar mer i spelet när de befinner sig i centrum. I slutspelet vill man även centralisera kungen.

### Centrum
|   | a | b | c | d | e | f | g | h |   |
| 8 | a8 svart torn · b8 svart springare · c8 svart löpare · d8 svart drottning · e8 svart kung · f8 svart löpare · g8 svart springare · h8 svart torn · a7 svart bonde · b7 svart bonde · c7 svart bonde · d7 svart bonde · e7 svart bonde · f7 svart bonde · g7 svart bonde · h7 svart bonde · d5 svart kryss · e5 svart kryss · d4 svart kryss · e4 svart kryss · a2 vit bonde · b2 vit bonde · c2 vit bonde · d2 vit bonde · e2 vit bonde · f2 vit bonde · g2 vit bonde · h2 vit bonde · a1 vit torn · b1 vit springare · c1 vit löpare · d1 vit drottning · e1 vit kung · f1 vit löpare · g1 vit springare · h1 vit torn | a8 svart torn · b8 svart springare · c8 svart löpare · d8 svart drottning · e8 svart kung · f8 svart löpare · g8 svart springare · h8 svart torn · a7 svart bonde · b7 svart bonde · c7 svart bonde · d7 svart bonde · e7 svart bonde · f7 svart bonde · g7 svart bonde · h7 svart bonde · d5 svart kryss · e5 svart kryss · d4 svart kryss · e4 svart kryss · a2 vit bonde · b2 vit bonde · c2 vit bonde · d2 vit bonde · e2 vit bonde · f2 vit bonde · g2 vit bonde · h2 vit bonde · a1 vit torn · b1 vit springare · c1 vit löpare · d1 vit drottning · e1 vit kung · f1 vit löpare · g1 vit springare · h1 vit torn | a8 svart torn · b8 svart springare · c8 svart löpare · d8 svart drottning · e8 svart kung · f8 svart löpare · g8 svart springare · h8 svart torn · a7 svart bonde · b7 svart bonde · c7 svart bonde · d7 svart bonde · e7 svart bonde · f7 svart bonde · g7 svart bonde · h7 svart bonde · d5 svart kryss · e5 svart kryss · d4 svart kryss · e4 svart kryss · a2 vit bonde · b2 vit bonde · c2 vit bonde · d2 vit bonde · e2 vit bonde · f2 vit bonde · g2 vit bonde · h2 vit bonde · a1 vit torn · b1 vit springare · c1 vit löpare · d1 vit drottning · e1 vit kung · f1 vit löpare · g1 vit springare · h1 vit torn | a8 svart torn · b8 svart springare · c8 svart löpare · d8 svart drottning · e8 svart kung · f8 svart löpare · g8 svart springare · h8 svart torn · a7 svart bonde · b7 svart bonde · c7 svart bonde · d7 svart bonde · e7 svart bonde · f7 svart bonde · g7 svart bonde · h7 svart bonde · d5 svart kryss · e5 svart kryss · d4 svart kryss · e4 svart kryss · a2 vit bonde · b2 vit bonde · c2 vit bonde · d2 vit bonde · e2 vit bonde · f2 vit bonde · g2 vit bonde · h2 vit bonde · a1 vit torn · b1 vit springare · c1 vit löpare · d1 vit drottning · e1 vit kung · f1 vit löpare · g1 vit springare · h1 vit torn | a8 svart torn · b8 svart springare · c8 svart löpare · d8 svart drottning · e8 svart kung · f8 svart löpare · g8 svart springare · h8 svart torn · a7 svart bonde · b7 svart bonde · c7 svart bonde · d7 svart bonde · e7 svart bonde · f7 svart bonde · g7 svart bonde · h7 svart bonde · d5 svart kryss · e5 svart kryss · d4 svart kryss · e4 svart kryss · a2 vit bonde · b2 vit bonde · c2 vit bonde · d2 vit bonde · e2 vit bonde · f2 vit bonde · g2 vit bonde · h2 vit bonde · a1 vit torn · b1 vit springare · c1 vit löpare · d1 vit drottning · e1 vit kung · f1 vit löpare · g1 vit springare · h1 vit torn | a8 svart torn · b8 svart springare · c8 svart löpare · d8 svart drottning · e8 svart kung · f8 svart löpare · g8 svart springare · h8 svart torn · a7 svart bonde · b7 svart bonde · c7 svart bonde · d7 svart bonde · e7 svart bonde · f7 svart bonde · g7 svart bonde · h7 svart bonde · d5 svart kryss · e5 svart kryss · d4 svart kryss · e4 svart kryss · a2 vit bonde · b2 vit bonde · c2 vit bonde · d2 vit bonde · e2 vit bonde · f2 vit bonde · g2 vit bonde · h2 vit bonde · a1 vit torn · b1 vit springare · c1 vit löpare · d1 vit drottning · e1 vit kung · f1 vit löpare · g1 vit springare · h1 vit torn | a8 svart torn · b8 svart springare · c8 svart löpare · d8 svart drottning · e8 svart kung · f8 svart löpare · g8 svart springare · h8 svart torn · a7 svart bonde · b7 svart bonde · c7 svart bonde · d7 svart bonde · e7 svart bonde · f7 svart bonde · g7 svart bonde · h7 svart bonde · d5 svart kryss · e5 svart kryss · d4 svart kryss · e4 svart kryss · a2 vit bonde · b2 vit bonde · c2 vit bonde · d2 vit bonde · e2 vit bonde · f2 vit bonde · g2 vit bonde · h2 vit bonde · a1 vit torn · b1 vit springare · c1 vit löpare · d1 vit drottning · e1 vit kung · f1 vit löpare · g1 vit springare · h1 vit torn | a8 svart torn · b8 svart springare · c8 svart löpare · d8 svart drottning · e8 svart kung · f8 svart löpare · g8 svart springare · h8 svart torn · a7 svart bonde · b7 svart bonde · c7 svart bonde · d7 svart bonde · e7 svart bonde · f7 svart bonde · g7 svart bonde · h7 svart bonde · d5 svart kryss · e5 svart kryss · d4 svart kryss · e4 svart kryss · a2 vit bonde · b2 vit bonde · c2 vit bonde · d2 vit bonde · e2 vit bonde · f2 vit bonde · g2 vit bonde · h2 vit bonde · a1 vit torn · b1 vit springare · c1 vit löpare · d1 vit drottning · e1 vit kung · f1 vit löpare · g1 vit springare · h1 vit torn | 8 |
| 7 | a8 svart torn · b8 svart springare · c8 svart löpare · d8 svart drottning · e8 svart kung · f8 svart löpare · g8 svart springare · h8 svart torn · a7 svart bonde · b7 svart bonde · c7 svart bonde · d7 svart bonde · e7 svart bonde · f7 svart bonde · g7 svart bonde · h7 svart bonde · d5 svart kryss · e5 svart kryss · d4 svart kryss · e4 svart kryss · a2 vit bonde · b2 vit bonde · c2 vit bonde · d2 vit bonde · e2 vit bonde · f2 vit bonde · g2 vit bonde · h2 vit bonde · a1 vit torn · b1 vit springare · c1 vit löpare · d1 vit drottning · e1 vit kung · f1 vit löpare · g1 vit springare · h1 vit torn | a8 svart torn · b8 svart springare · c8 svart löpare · d8 svart drottning · e8 svart kung · f8 svart löpare · g8 svart springare · h8 svart torn · a7 svart bonde · b7 svart bonde · c7 svart bonde · d7 svart bonde · e7 svart bonde · f7 svart bonde · g7 svart bonde · h7 svart bonde · d5 svart kryss · e5 svart kryss · d4 svart kryss · e4 svart kryss · a2 vit bonde · b2 vit bonde · c2 vit bonde · d2 vit bonde · e2 vit bonde · f2 vit bonde · g2 vit bonde · h2 vit bonde · a1 vit torn · b1 vit springare · c1 vit löpare · d1 vit drottning · e1 vit kung · f1 vit löpare · g1 vit springare · h1 vit torn | a8 svart torn · b8 svart springare · c8 svart löpare · d8 svart drottning · e8 svart kung · f8 svart löpare · g8 svart springare · h8 svart torn · a7 svart bonde · b7 svart bonde · c7 svart bonde · d7 svart bonde · e7 svart bonde · f7 svart bonde · g7 svart bonde · h7 svart bonde · d5 svart kryss · e5 svart kryss · d4 svart kryss · e4 svart kryss · a2 vit bonde · b2 vit bonde · c2 vit bonde · d2 vit bonde · e2 vit bonde · f2 vit bonde · g2 vit bonde · h2 vit bonde · a1 vit torn · b1 vit springare · c1 vit löpare · d1 vit drottning · e1 vit kung · f1 vit löpare · g1 vit springare · h1 vit torn | a8 svart torn · b8 svart springare · c8 svart löpare · d8 svart drottning · e8 svart kung · f8 svart löpare · g8 svart springare · h8 svart torn · a7 svart bonde · b7 svart bonde · c7 svart bonde · d7 svart bonde · e7 svart bonde · f7 svart bonde · g7 svart bonde · h7 svart bonde · d5 svart kryss · e5 svart kryss · d4 svart kryss · e4 svart kryss · a2 vit bonde · b2 vit bonde · c2 vit bonde · d2 vit bonde · e2 vit bonde · f2 vit bonde · g2 vit bonde · h2 vit bonde · a1 vit torn · b1 vit springare · c1 vit löpare · d1 vit drottning · e1 vit kung · f1 vit löpare · g1 vit springare · h1 vit torn | a8 svart torn · b8 svart springare · c8 svart löpare · d8 svart drottning · e8 svart kung · f8 svart löpare · g8 svart springare · h8 svart torn · a7 svart bonde · b7 svart bonde · c7 svart bonde · d7 svart bonde · e7 svart bonde · f7 svart bonde · g7 svart bonde · h7 svart bonde · d5 svart kryss · e5 svart kryss · d4 svart kryss · e4 svart kryss · a2 vit bonde · b2 vit bonde · c2 vit bonde · d2 vit bonde · e2 vit bonde · f2 vit bonde · g2 vit bonde · h2 vit bonde · a1 vit torn · b1 vit springare · c1 vit löpare · d1 vit drottning · e1 vit kung · f1 vit löpare · g1 vit springare · h1 vit torn | a8 svart torn · b8 svart springare · c8 svart löpare · d8 svart drottning · e8 svart kung · f8 svart löpare · g8 svart springare · h8 svart torn · a7 svart bonde · b7 svart bonde · c7 svart bonde · d7 svart bonde · e7 svart bonde · f7 svart bonde · g7 svart bonde · h7 svart bonde · d5 svart kryss · e5 svart kryss · d4 svart kryss · e4 svart kryss · a2 vit bonde · b2 vit bonde · c2 vit bonde · d2 vit bonde · e2 vit bonde · f2 vit bonde · g2 vit bonde · h2 vit bonde · a1 vit torn · b1 vit springare · c1 vit löpare · d1 vit drottning · e1 vit kung · f1 vit löpare · g1 vit springare · h1 vit torn | a8 svart torn · b8 svart springare · c8 svart löpare · d8 svart drottning · e8 svart kung · f8 svart löpare · g8 svart springare · h8 svart torn · a7 svart bonde · b7 svart bonde · c7 svart bonde · d7 svart bonde · e7 svart bonde · f7 svart bonde · g7 svart bonde · h7 svart bonde · d5 svart kryss · e5 svart kryss · d4 svart kryss · e4 svart kryss · a2 vit bonde · b2 vit bonde · c2 vit bonde · d2 vit bonde · e2 vit bonde · f2 vit bonde · g2 vit bonde · h2 vit bonde · a1 vit torn · b1 vit springare · c1 vit löpare · d1 vit drottning · e1 vit kung · f1 vit löpare · g1 vit springare · h1 vit torn | a8 svart torn · b8 svart springare · c8 svart löpare · d8 svart drottning · e8 svart kung · f8 svart löpare · g8 svart springare · h8 svart torn · a7 svart bonde · b7 svart bonde · c7 svart bonde · d7 svart bonde · e7 svart bonde · f7 svart bonde · g7 svart bonde · h7 svart bonde · d5 svart kryss · e5 svart kryss · d4 svart kryss · e4 svart kryss · a2 vit bonde · b2 vit bonde · c2 vit bonde · d2 vit bonde · e2 vit bonde · f2 vit bonde · g2 vit bonde · h2 vit bonde · a1 vit torn · b1 vit springare · c1 vit löpare · d1 vit drottning · e1 vit kung · f1 vit löpare · g1 vit springare · h1 vit torn | 7 |
| 6 | a8 svart torn · b8 svart springare · c8 svart löpare · d8 svart drottning · e8 svart kung · f8 svart löpare · g8 svart springare · h8 svart torn · a7 svart bonde · b7 svart bonde · c7 svart bonde · d7 svart bonde · e7 svart bonde · f7 svart bonde · g7 svart bonde · h7 svart bonde · d5 svart kryss · e5 svart kryss · d4 svart kryss · e4 svart kryss · a2 vit bonde · b2 vit bonde · c2 vit bonde · d2 vit bonde · e2 vit bonde · f2 vit bonde · g2 vit bonde · h2 vit bonde · a1 vit torn · b1 vit springare · c1 vit löpare · d1 vit drottning · e1 vit kung · f1 vit löpare · g1 vit springare · h1 vit torn | a8 svart torn · b8 svart springare · c8 svart löpare · d8 svart drottning · e8 svart kung · f8 svart löpare · g8 svart springare · h8 svart torn · a7 svart bonde · b7 svart bonde · c7 svart bonde · d7 svart bonde · e7 svart bonde · f7 svart bonde · g7 svart bonde · h7 svart bonde · d5 svart kryss · e5 svart kryss · d4 svart kryss · e4 svart kryss · a2 vit bonde · b2 vit bonde · c2 vit bonde · d2 vit bonde · e2 vit bonde · f2 vit bonde · g2 vit bonde · h2 vit bonde · a1 vit torn · b1 vit springare · c1 vit löpare · d1 vit drottning · e1 vit kung · f1 vit löpare · g1 vit springare · h1 vit torn | a8 svart torn · b8 svart springare · c8 svart löpare · d8 svart drottning · e8 svart kung · f8 svart löpare · g8 svart springare · h8 svart torn · a7 svart bonde · b7 svart bonde · c7 svart bonde · d7 svart bonde · e7 svart bonde · f7 svart bonde · g7 svart bonde · h7 svart bonde · d5 svart kryss · e5 svart kryss · d4 svart kryss · e4 svart kryss · a2 vit bonde · b2 vit bonde · c2 vit bonde · d2 vit bonde · e2 vit bonde · f2 vit bonde · g2 vit bonde · h2 vit bonde · a1 vit torn · b1 vit springare · c1 vit löpare · d1 vit drottning · e1 vit kung · f1 vit löpare · g1 vit springare · h1 vit torn | a8 svart torn · b8 svart springare · c8 svart löpare · d8 svart drottning · e8 svart kung · f8 svart löpare · g8 svart springare · h8 svart torn · a7 svart bonde · b7 svart bonde · c7 svart bonde · d7 svart bonde · e7 svart bonde · f7 svart bonde · g7 svart bonde · h7 svart bonde · d5 svart kryss · e5 svart kryss · d4 svart kryss · e4 svart kryss · a2 vit bonde · b2 vit bonde · c2 vit bonde · d2 vit bonde · e2 vit bonde · f2 vit bonde · g2 vit bonde · h2 vit bonde · a1 vit torn · b1 vit springare · c1 vit löpare · d1 vit drottning · e1 vit kung · f1 vit löpare · g1 vit springare · h1 vit torn | a8 svart torn · b8 svart springare · c8 svart löpare · d8 svart drottning · e8 svart kung · f8 svart löpare · g8 svart springare · h8 svart torn · a7 svart bonde · b7 svart bonde · c7 svart bonde · d7 svart bonde · e7 svart bonde · f7 svart bonde · g7 svart bonde · h7 svart bonde · d5 svart kryss · e5 svart kryss · d4 svart kryss · e4 svart kryss · a2 vit bonde · b2 vit bonde · c2 vit bonde · d2 vit bonde · e2 vit bonde · f2 vit bonde · g2 vit bonde · h2 vit bonde · a1 vit torn · b1 vit springare · c1 vit löpare · d1 vit drottning · e1 vit kung · f1 vit löpare · g1 vit springare · h1 vit torn | a8 svart torn · b8 svart springare · c8 svart löpare · d8 svart drottning · e8 svart kung · f8 svart löpare · g8 svart springare · h8 svart torn · a7 svart bonde · b7 svart bonde · c7 svart bonde · d7 svart bonde · e7 svart bonde · f7 svart bonde · g7 svart bonde · h7 svart bonde · d5 svart kryss · e5 svart kryss · d4 svart kryss · e4 svart kryss · a2 vit bonde · b2 vit bonde · c2 vit bonde · d2 vit bonde · e2 vit bonde · f2 vit bonde · g2 vit bonde · h2 vit bonde · a1 vit torn · b1 vit springare · c1 vit löpare · d1 vit drottning · e1 vit kung · f1 vit löpare · g1 vit springare · h1 vit torn | a8 svart torn · b8 svart springare · c8 svart löpare · d8 svart drottning · e8 svart kung · f8 svart löpare · g8 svart springare · h8 svart torn · a7 svart bonde · b7 svart bonde · c7 svart bonde · d7 svart bonde · e7 svart bonde · f7 svart bonde · g7 svart bonde · h7 svart bonde · d5 svart kryss · e5 svart kryss · d4 svart kryss · e4 svart kryss · a2 vit bonde · b2 vit bonde · c2 vit bonde · d2 vit bonde · e2 vit bonde · f2 vit bonde · g2 vit bonde · h2 vit bonde · a1 vit torn · b1 vit springare · c1 vit löpare · d1 vit drottning · e1 vit kung · f1 vit löpare · g1 vit springare · h1 vit torn | a8 svart torn · b8 svart springare · c8 svart löpare · d8 svart drottning · e8 svart kung · f8 svart löpare · g8 svart springare · h8 svart torn · a7 svart bonde · b7 svart bonde · c7 svart bonde · d7 svart bonde · e7 svart bonde · f7 svart bonde · g7 svart bonde · h7 svart bonde · d5 svart kryss · e5 svart kryss · d4 svart kryss · e4 svart kryss · a2 vit bonde · b2 vit bonde · c2 vit bonde · d2 vit bonde · e2 vit bonde · f2 vit bonde · g2 vit bonde · h2 vit bonde · a1 vit torn · b1 vit springare · c1 vit löpare · d1 vit drottning · e1 vit kung · f1 vit löpare · g1 vit springare · h1 vit torn | 6 |
| 5 | a8 svart torn · b8 svart springare · c8 svart löpare · d8 svart drottning · e8 svart kung · f8 svart löpare · g8 svart springare · h8 svart torn · a7 svart bonde · b7 svart bonde · c7 svart bonde · d7 svart bonde · e7 svart bonde · f7 svart bonde · g7 svart bonde · h7 svart bonde · d5 svart kryss · e5 svart kryss · d4 svart kryss · e4 svart kryss · a2 vit bonde · b2 vit bonde · c2 vit bonde · d2 vit bonde · e2 vit bonde · f2 vit bonde · g2 vit bonde · h2 vit bonde · a1 vit torn · b1 vit springare · c1 vit löpare · d1 vit drottning · e1 vit kung · f1 vit löpare · g1 vit springare · h1 vit torn | a8 svart torn · b8 svart springare · c8 svart löpare · d8 svart drottning · e8 svart kung · f8 svart löpare · g8 svart springare · h8 svart torn · a7 svart bonde · b7 svart bonde · c7 svart bonde · d7 svart bonde · e7 svart bonde · f7 svart bonde · g7 svart bonde · h7 svart bonde · d5 svart kryss · e5 svart kryss · d4 svart kryss · e4 svart kryss · a2 vit bonde · b2 vit bonde · c2 vit bonde · d2 vit bonde · e2 vit bonde · f2 vit bonde · g2 vit bonde · h2 vit bonde · a1 vit torn · b1 vit springare · c1 vit löpare · d1 vit drottning · e1 vit kung · f1 vit löpare · g1 vit springare · h1 vit torn | a8 svart torn · b8 svart springare · c8 svart löpare · d8 svart drottning · e8 svart kung · f8 svart löpare · g8 svart springare · h8 svart torn · a7 svart bonde · b7 svart bonde · c7 svart bonde · d7 svart bonde · e7 svart bonde · f7 svart bonde · g7 svart bonde · h7 svart bonde · d5 svart kryss · e5 svart kryss · d4 svart kryss · e4 svart kryss · a2 vit bonde · b2 vit bonde · c2 vit bonde · d2 vit bonde · e2 vit bonde · f2 vit bonde · g2 vit bonde · h2 vit bonde · a1 vit torn · b1 vit springare · c1 vit löpare · d1 vit drottning · e1 vit kung · f1 vit löpare · g1 vit springare · h1 vit torn | a8 svart torn · b8 svart springare · c8 svart löpare · d8 svart drottning · e8 svart kung · f8 svart löpare · g8 svart springare · h8 svart torn · a7 svart bonde · b7 svart bonde · c7 svart bonde · d7 svart bonde · e7 svart bonde · f7 svart bonde · g7 svart bonde · h7 svart bonde · d5 svart kryss · e5 svart kryss · d4 svart kryss · e4 svart kryss · a2 vit bonde · b2 vit bonde · c2 vit bonde · d2 vit bonde · e2 vit bonde · f2 vit bonde · g2 vit bonde · h2 vit bonde · a1 vit torn · b1 vit springare · c1 vit löpare · d1 vit drottning · e1 vit kung · f1 vit löpare · g1 vit springare · h1 vit torn | a8 svart torn · b8 svart springare · c8 svart löpare · d8 svart drottning · e8 svart kung · f8 svart löpare · g8 svart springare · h8 svart torn · a7 svart bonde · b7 svart bonde · c7 svart bonde · d7 svart bonde · e7 svart bonde · f7 svart bonde · g7 svart bonde · h7 svart bonde · d5 svart kryss · e5 svart kryss · d4 svart kryss · e4 svart kryss · a2 vit bonde · b2 vit bonde · c2 vit bonde · d2 vit bonde · e2 vit bonde · f2 vit bonde · g2 vit bonde · h2 vit bonde · a1 vit torn · b1 vit springare · c1 vit löpare · d1 vit drottning · e1 vit kung · f1 vit löpare · g1 vit springare · h1 vit torn | a8 svart torn · b8 svart springare · c8 svart löpare · d8 svart drottning · e8 svart kung · f8 svart löpare · g8 svart springare · h8 svart torn · a7 svart bonde · b7 svart bonde · c7 svart bonde · d7 svart bonde · e7 svart bonde · f7 svart bonde · g7 svart bonde · h7 svart bonde · d5 svart kryss · e5 svart kryss · d4 svart kryss · e4 svart kryss · a2 vit bonde · b2 vit bonde · c2 vit bonde · d2 vit bonde · e2 vit bonde · f2 vit bonde · g2 vit bonde · h2 vit bonde · a1 vit torn · b1 vit springare · c1 vit löpare · d1 vit drottning · e1 vit kung · f1 vit löpare · g1 vit springare · h1 vit torn | a8 svart torn · b8 svart springare · c8 svart löpare · d8 svart drottning · e8 svart kung · f8 svart löpare · g8 svart springare · h8 svart torn · a7 svart bonde · b7 svart bonde · c7 svart bonde · d7 svart bonde · e7 svart bonde · f7 svart bonde · g7 svart bonde · h7 svart bonde · d5 svart kryss · e5 svart kryss · d4 svart kryss · e4 svart kryss · a2 vit bonde · b2 vit bonde · c2 vit bonde · d2 vit bonde · e2 vit bonde · f2 vit bonde · g2 vit bonde · h2 vit bonde · a1 vit torn · b1 vit springare · c1 vit löpare · d1 vit drottning · e1 vit kung · f1 vit löpare · g1 vit springare · h1 vit torn | a8 svart torn · b8 svart springare · c8 svart löpare · d8 svart drottning · e8 svart kung · f8 svart löpare · g8 svart springare · h8 svart torn · a7 svart bonde · b7 svart bonde · c7 svart bonde · d7 svart bonde · e7 svart bonde · f7 svart bonde · g7 svart bonde · h7 svart bonde · d5 svart kryss · e5 svart kryss · d4 svart kryss · e4 svart kryss · a2 vit bonde · b2 vit bonde · c2 vit bonde · d2 vit bonde · e2 vit bonde · f2 vit bonde · g2 vit bonde · h2 vit bonde · a1 vit torn · b1 vit springare · c1 vit löpare · d1 vit drottning · e1 vit kung · f1 vit löpare · g1 vit springare · h1 vit torn | 5 |
| 4 | a8 svart torn · b8 svart springare · c8 svart löpare · d8 svart drottning · e8 svart kung · f8 svart löpare · g8 svart springare · h8 svart torn · a7 svart bonde · b7 svart bonde · c7 svart bonde · d7 svart bonde · e7 svart bonde · f7 svart bonde · g7 svart bonde · h7 svart bonde · d5 svart kryss · e5 svart kryss · d4 svart kryss · e4 svart kryss · a2 vit bonde · b2 vit bonde · c2 vit bonde · d2 vit bonde · e2 vit bonde · f2 vit bonde · g2 vit bonde · h2 vit bonde · a1 vit torn · b1 vit springare · c1 vit löpare · d1 vit drottning · e1 vit kung · f1 vit löpare · g1 vit springare · h1 vit torn | a8 svart torn · b8 svart springare · c8 svart löpare · d8 svart drottning · e8 svart kung · f8 svart löpare · g8 svart springare · h8 svart torn · a7 svart bonde · b7 svart bonde · c7 svart bonde · d7 svart bonde · e7 svart bonde · f7 svart bonde · g7 svart bonde · h7 svart bonde · d5 svart kryss · e5 svart kryss · d4 svart kryss · e4 svart kryss · a2 vit bonde · b2 vit bonde · c2 vit bonde · d2 vit bonde · e2 vit bonde · f2 vit bonde · g2 vit bonde · h2 vit bonde · a1 vit torn · b1 vit springare · c1 vit löpare · d1 vit drottning · e1 vit kung · f1 vit löpare · g1 vit springare · h1 vit torn | a8 svart torn · b8 svart springare · c8 svart löpare · d8 svart drottning · e8 svart kung · f8 svart löpare · g8 svart springare · h8 svart torn · a7 svart bonde · b7 svart bonde · c7 svart bonde · d7 svart bonde · e7 svart bonde · f7 svart bonde · g7 svart bonde · h7 svart bonde · d5 svart kryss · e5 svart kryss · d4 svart kryss · e4 svart kryss · a2 vit bonde · b2 vit bonde · c2 vit bonde · d2 vit bonde · e2 vit bonde · f2 vit bonde · g2 vit bonde · h2 vit bonde · a1 vit torn · b1 vit springare · c1 vit löpare · d1 vit drottning · e1 vit kung · f1 vit löpare · g1 vit springare · h1 vit torn | a8 svart torn · b8 svart springare · c8 svart löpare · d8 svart drottning · e8 svart kung · f8 svart löpare · g8 svart springare · h8 svart torn · a7 svart bonde · b7 svart bonde · c7 svart bonde · d7 svart bonde · e7 svart bonde · f7 svart bonde · g7 svart bonde · h7 svart bonde · d5 svart kryss · e5 svart kryss · d4 svart kryss · e4 svart kryss · a2 vit bonde · b2 vit bonde · c2 vit bonde · d2 vit bonde · e2 vit bonde · f2 vit bonde · g2 vit bonde · h2 vit bonde · a1 vit torn · b1 vit springare · c1 vit löpare · d1 vit drottning · e1 vit kung · f1 vit löpare · g1 vit springare · h1 vit torn | a8 svart torn · b8 svart springare · c8 svart löpare · d8 svart drottning · e8 svart kung · f8 svart löpare · g8 svart springare · h8 svart torn · a7 svart bonde · b7 svart bonde · c7 svart bonde · d7 svart bonde · e7 svart bonde · f7 svart bonde · g7 svart bonde · h7 svart bonde · d5 svart kryss · e5 svart kryss · d4 svart kryss · e4 svart kryss · a2 vit bonde · b2 vit bonde · c2 vit bonde · d2 vit bonde · e2 vit bonde · f2 vit bonde · g2 vit bonde · h2 vit bonde · a1 vit torn · b1 vit springare · c1 vit löpare · d1 vit drottning · e1 vit kung · f1 vit löpare · g1 vit springare · h1 vit torn | a8 svart torn · b8 svart springare · c8 svart löpare · d8 svart drottning · e8 svart kung · f8 svart löpare · g8 svart springare · h8 svart torn · a7 svart bonde · b7 svart bonde · c7 svart bonde · d7 svart bonde · e7 svart bonde · f7 svart bonde · g7 svart bonde · h7 svart bonde · d5 svart kryss · e5 svart kryss · d4 svart kryss · e4 svart kryss · a2 vit bonde · b2 vit bonde · c2 vit bonde · d2 vit bonde · e2 vit bonde · f2 vit bonde · g2 vit bonde · h2 vit bonde · a1 vit torn · b1 vit springare · c1 vit löpare · d1 vit drottning · e1 vit kung · f1 vit löpare · g1 vit springare · h1 vit torn | a8 svart torn · b8 svart springare · c8 svart löpare · d8 svart drottning · e8 svart kung · f8 svart löpare · g8 svart springare · h8 svart torn · a7 svart bonde · b7 svart bonde · c7 svart bonde · d7 svart bonde · e7 svart bonde · f7 svart bonde · g7 svart bonde · h7 svart bonde · d5 svart kryss · e5 svart kryss · d4 svart kryss · e4 svart kryss · a2 vit bonde · b2 vit bonde · c2 vit bonde · d2 vit bonde · e2 vit bonde · f2 vit bonde · g2 vit bonde · h2 vit bonde · a1 vit torn · b1 vit springare · c1 vit löpare · d1 vit drottning · e1 vit kung · f1 vit löpare · g1 vit springare · h1 vit torn | a8 svart torn · b8 svart springare · c8 svart löpare · d8 svart drottning · e8 svart kung · f8 svart löpare · g8 svart springare · h8 svart torn · a7 svart bonde · b7 svart bonde · c7 svart bonde · d7 svart bonde · e7 svart bonde · f7 svart bonde · g7 svart bonde · h7 svart bonde · d5 svart kryss · e5 svart kryss · d4 svart kryss · e4 svart kryss · a2 vit bonde · b2 vit bonde · c2 vit bonde · d2 vit bonde · e2 vit bonde · f2 vit bonde · g2 vit bonde · h2 vit bonde · a1 vit torn · b1 vit springare · c1 vit löpare · d1 vit drottning · e1 vit kung · f1 vit löpare · g1 vit springare · h1 vit torn | 4 |
| 3 | a8 svart torn · b8 svart springare · c8 svart löpare · d8 svart drottning · e8 svart kung · f8 svart löpare · g8 svart springare · h8 svart torn · a7 svart bonde · b7 svart bonde · c7 svart bonde · d7 svart bonde · e7 svart bonde · f7 svart bonde · g7 svart bonde · h7 svart bonde · d5 svart kryss · e5 svart kryss · d4 svart kryss · e4 svart kryss · a2 vit bonde · b2 vit bonde · c2 vit bonde · d2 vit bonde · e2 vit bonde · f2 vit bonde · g2 vit bonde · h2 vit bonde · a1 vit torn · b1 vit springare · c1 vit löpare · d1 vit drottning · e1 vit kung · f1 vit löpare · g1 vit springare · h1 vit torn | a8 svart torn · b8 svart springare · c8 svart löpare · d8 svart drottning · e8 svart kung · f8 svart löpare · g8 svart springare · h8 svart torn · a7 svart bonde · b7 svart bonde · c7 svart bonde · d7 svart bonde · e7 svart bonde · f7 svart bonde · g7 svart bonde · h7 svart bonde · d5 svart kryss · e5 svart kryss · d4 svart kryss · e4 svart kryss · a2 vit bonde · b2 vit bonde · c2 vit bonde · d2 vit bonde · e2 vit bonde · f2 vit bonde · g2 vit bonde · h2 vit bonde · a1 vit torn · b1 vit springare · c1 vit löpare · d1 vit drottning · e1 vit kung · f1 vit löpare · g1 vit springare · h1 vit torn | a8 svart torn · b8 svart springare · c8 svart löpare · d8 svart drottning · e8 svart kung · f8 svart löpare · g8 svart springare · h8 svart torn · a7 svart bonde · b7 svart bonde · c7 svart bonde · d7 svart bonde · e7 svart bonde · f7 svart bonde · g7 svart bonde · h7 svart bonde · d5 svart kryss · e5 svart kryss · d4 svart kryss · e4 svart kryss · a2 vit bonde · b2 vit bonde · c2 vit bonde · d2 vit bonde · e2 vit bonde · f2 vit bonde · g2 vit bonde · h2 vit bonde · a1 vit torn · b1 vit springare · c1 vit löpare · d1 vit drottning · e1 vit kung · f1 vit löpare · g1 vit springare · h1 vit torn | a8 svart torn · b8 svart springare · c8 svart löpare · d8 svart drottning · e8 svart kung · f8 svart löpare · g8 svart springare · h8 svart torn · a7 svart bonde · b7 svart bonde · c7 svart bonde · d7 svart bonde · e7 svart bonde · f7 svart bonde · g7 svart bonde · h7 svart bonde · d5 svart kryss · e5 svart kryss · d4 svart kryss · e4 svart kryss · a2 vit bonde · b2 vit bonde · c2 vit bonde · d2 vit bonde · e2 vit bonde · f2 vit bonde · g2 vit bonde · h2 vit bonde · a1 vit torn · b1 vit springare · c1 vit löpare · d1 vit drottning · e1 vit kung · f1 vit löpare · g1 vit springare · h1 vit torn | a8 svart torn · b8 svart springare · c8 svart löpare · d8 svart drottning · e8 svart kung · f8 svart löpare · g8 svart springare · h8 svart torn · a7 svart bonde · b7 svart bonde · c7 svart bonde · d7 svart bonde · e7 svart bonde · f7 svart bonde · g7 svart bonde · h7 svart bonde · d5 svart kryss · e5 svart kryss · d4 svart kryss · e4 svart kryss · a2 vit bonde · b2 vit bonde · c2 vit bonde · d2 vit bonde · e2 vit bonde · f2 vit bonde · g2 vit bonde · h2 vit bonde · a1 vit torn · b1 vit springare · c1 vit löpare · d1 vit drottning · e1 vit kung · f1 vit löpare · g1 vit springare · h1 vit torn | a8 svart torn · b8 svart springare · c8 svart löpare · d8 svart drottning · e8 svart kung · f8 svart löpare · g8 svart springare · h8 svart torn · a7 svart bonde · b7 svart bonde · c7 svart bonde · d7 svart bonde · e7 svart bonde · f7 svart bonde · g7 svart bonde · h7 svart bonde · d5 svart kryss · e5 svart kryss · d4 svart kryss · e4 svart kryss · a2 vit bonde · b2 vit bonde · c2 vit bonde · d2 vit bonde · e2 vit bonde · f2 vit bonde · g2 vit bonde · h2 vit bonde · a1 vit torn · b1 vit springare · c1 vit löpare · d1 vit drottning · e1 vit kung · f1 vit löpare · g1 vit springare · h1 vit torn | a8 svart torn · b8 svart springare · c8 svart löpare · d8 svart drottning · e8 svart kung · f8 svart löpare · g8 svart springare · h8 svart torn · a7 svart bonde · b7 svart bonde · c7 svart bonde · d7 svart bonde · e7 svart bonde · f7 svart bonde · g7 svart bonde · h7 svart bonde · d5 svart kryss · e5 svart kryss · d4 svart kryss · e4 svart kryss · a2 vit bonde · b2 vit bonde · c2 vit bonde · d2 vit bonde · e2 vit bonde · f2 vit bonde · g2 vit bonde · h2 vit bonde · a1 vit torn · b1 vit springare · c1 vit löpare · d1 vit drottning · e1 vit kung · f1 vit löpare · g1 vit springare · h1 vit torn | a8 svart torn · b8 svart springare · c8 svart löpare · d8 svart drottning · e8 svart kung · f8 svart löpare · g8 svart springare · h8 svart torn · a7 svart bonde · b7 svart bonde · c7 svart bonde · d7 svart bonde · e7 svart bonde · f7 svart bonde · g7 svart bonde · h7 svart bonde · d5 svart kryss · e5 svart kryss · d4 svart kryss · e4 svart kryss · a2 vit bonde · b2 vit bonde · c2 vit bonde · d2 vit bonde · e2 vit bonde · f2 vit bonde · g2 vit bonde · h2 vit bonde · a1 vit torn · b1 vit springare · c1 vit löpare · d1 vit drottning · e1 vit kung · f1 vit löpare · g1 vit springare · h1 vit torn | 3 |
| 2 | a8 svart torn · b8 svart springare · c8 svart löpare · d8 svart drottning · e8 svart kung · f8 svart löpare · g8 svart springare · h8 svart torn · a7 svart bonde · b7 svart bonde · c7 svart bonde · d7 svart bonde · e7 svart bonde · f7 svart bonde · g7 svart bonde · h7 svart bonde · d5 svart kryss · e5 svart kryss · d4 svart kryss · e4 svart kryss · a2 vit bonde · b2 vit bonde · c2 vit bonde · d2 vit bonde · e2 vit bonde · f2 vit bonde · g2 vit bonde · h2 vit bonde · a1 vit torn · b1 vit springare · c1 vit löpare · d1 vit drottning · e1 vit kung · f1 vit löpare · g1 vit springare · h1 vit torn | a8 svart torn · b8 svart springare · c8 svart löpare · d8 svart drottning · e8 svart kung · f8 svart löpare · g8 svart springare · h8 svart torn · a7 svart bonde · b7 svart bonde · c7 svart bonde · d7 svart bonde · e7 svart bonde · f7 svart bonde · g7 svart bonde · h7 svart bonde · d5 svart kryss · e5 svart kryss · d4 svart kryss · e4 svart kryss · a2 vit bonde · b2 vit bonde · c2 vit bonde · d2 vit bonde · e2 vit bonde · f2 vit bonde · g2 vit bonde · h2 vit bonde · a1 vit torn · b1 vit springare · c1 vit löpare · d1 vit drottning · e1 vit kung · f1 vit löpare · g1 vit springare · h1 vit torn | a8 svart torn · b8 svart springare · c8 svart löpare · d8 svart drottning · e8 svart kung · f8 svart löpare · g8 svart springare · h8 svart torn · a7 svart bonde · b7 svart bonde · c7 svart bonde · d7 svart bonde · e7 svart bonde · f7 svart bonde · g7 svart bonde · h7 svart bonde · d5 svart kryss · e5 svart kryss · d4 svart kryss · e4 svart kryss · a2 vit bonde · b2 vit bonde · c2 vit bonde · d2 vit bonde · e2 vit bonde · f2 vit bonde · g2 vit bonde · h2 vit bonde · a1 vit torn · b1 vit springare · c1 vit löpare · d1 vit drottning · e1 vit kung · f1 vit löpare · g1 vit springare · h1 vit torn | a8 svart torn · b8 svart springare · c8 svart löpare · d8 svart drottning · e8 svart kung · f8 svart löpare · g8 svart springare · h8 svart torn · a7 svart bonde · b7 svart bonde · c7 svart bonde · d7 svart bonde · e7 svart bonde · f7 svart bonde · g7 svart bonde · h7 svart bonde · d5 svart kryss · e5 svart kryss · d4 svart kryss · e4 svart kryss · a2 vit bonde · b2 vit bonde · c2 vit bonde · d2 vit bonde · e2 vit bonde · f2 vit bonde · g2 vit bonde · h2 vit bonde · a1 vit torn · b1 vit springare · c1 vit löpare · d1 vit drottning · e1 vit kung · f1 vit löpare · g1 vit springare · h1 vit torn | a8 svart torn · b8 svart springare · c8 svart löpare · d8 svart drottning · e8 svart kung · f8 svart löpare · g8 svart springare · h8 svart torn · a7 svart bonde · b7 svart bonde · c7 svart bonde · d7 svart bonde · e7 svart bonde · f7 svart bonde · g7 svart bonde · h7 svart bonde · d5 svart kryss · e5 svart kryss · d4 svart kryss · e4 svart kryss · a2 vit bonde · b2 vit bonde · c2 vit bonde · d2 vit bonde · e2 vit bonde · f2 vit bonde · g2 vit bonde · h2 vit bonde · a1 vit torn · b1 vit springare · c1 vit löpare · d1 vit drottning · e1 vit kung · f1 vit löpare · g1 vit springare · h1 vit torn | a8 svart torn · b8 svart springare · c8 svart löpare · d8 svart drottning · e8 svart kung · f8 svart löpare · g8 svart springare · h8 svart torn · a7 svart bonde · b7 svart bonde · c7 svart bonde · d7 svart bonde · e7 svart bonde · f7 svart bonde · g7 svart bonde · h7 svart bonde · d5 svart kryss · e5 svart kryss · d4 svart kryss · e4 svart kryss · a2 vit bonde · b2 vit bonde · c2 vit bonde · d2 vit bonde · e2 vit bonde · f2 vit bonde · g2 vit bonde · h2 vit bonde · a1 vit torn · b1 vit springare · c1 vit löpare · d1 vit drottning · e1 vit kung · f1 vit löpare · g1 vit springare · h1 vit torn | a8 svart torn · b8 svart springare · c8 svart löpare · d8 svart drottning · e8 svart kung · f8 svart löpare · g8 svart springare · h8 svart torn · a7 svart bonde · b7 svart bonde · c7 svart bonde · d7 svart bonde · e7 svart bonde · f7 svart bonde · g7 svart bonde · h7 svart bonde · d5 svart kryss · e5 svart kryss · d4 svart kryss · e4 svart kryss · a2 vit bonde · b2 vit bonde · c2 vit bonde · d2 vit bonde · e2 vit bonde · f2 vit bonde · g2 vit bonde · h2 vit bonde · a1 vit torn · b1 vit springare · c1 vit löpare · d1 vit drottning · e1 vit kung · f1 vit löpare · g1 vit springare · h1 vit torn | a8 svart torn · b8 svart springare · c8 svart löpare · d8 svart drottning · e8 svart kung · f8 svart löpare · g8 svart springare · h8 svart torn · a7 svart bonde · b7 svart bonde · c7 svart bonde · d7 svart bonde · e7 svart bonde · f7 svart bonde · g7 svart bonde · h7 svart bonde · d5 svart kryss · e5 svart kryss · d4 svart kryss · e4 svart kryss · a2 vit bonde · b2 vit bonde · c2 vit bonde · d2 vit bonde · e2 vit bonde · f2 vit bonde · g2 vit bonde · h2 vit bonde · a1 vit torn · b1 vit springare · c1 vit löpare · d1 vit drottning · e1 vit kung · f1 vit löpare · g1 vit springare · h1 vit torn | 2 |
| 1 | a8 svart torn · b8 svart springare · c8 svart löpare · d8 svart drottning · e8 svart kung · f8 svart löpare · g8 svart springare · h8 svart torn · a7 svart bonde · b7 svart bonde · c7 svart bonde · d7 svart bonde · e7 svart bonde · f7 svart bonde · g7 svart bonde · h7 svart bonde · d5 svart kryss · e5 svart kryss · d4 svart kryss · e4 svart kryss · a2 vit bonde · b2 vit bonde · c2 vit bonde · d2 vit bonde · e2 vit bonde · f2 vit bonde · g2 vit bonde · h2 vit bonde · a1 vit torn · b1 vit springare · c1 vit löpare · d1 vit drottning · e1 vit kung · f1 vit löpare · g1 vit springare · h1 vit torn | a8 svart torn · b8 svart springare · c8 svart löpare · d8 svart drottning · e8 svart kung · f8 svart löpare · g8 svart springare · h8 svart torn · a7 svart bonde · b7 svart bonde · c7 svart bonde · d7 svart bonde · e7 svart bonde · f7 svart bonde · g7 svart bonde · h7 svart bonde · d5 svart kryss · e5 svart kryss · d4 svart kryss · e4 svart kryss · a2 vit bonde · b2 vit bonde · c2 vit bonde · d2 vit bonde · e2 vit bonde · f2 vit bonde · g2 vit bonde · h2 vit bonde · a1 vit torn · b1 vit springare · c1 vit löpare · d1 vit drottning · e1 vit kung · f1 vit löpare · g1 vit springare · h1 vit torn | a8 svart torn · b8 svart springare · c8 svart löpare · d8 svart drottning · e8 svart kung · f8 svart löpare · g8 svart springare · h8 svart torn · a7 svart bonde · b7 svart bonde · c7 svart bonde · d7 svart bonde · e7 svart bonde · f7 svart bonde · g7 svart bonde · h7 svart bonde · d5 svart kryss · e5 svart kryss · d4 svart kryss · e4 svart kryss · a2 vit bonde · b2 vit bonde · c2 vit bonde · d2 vit bonde · e2 vit bonde · f2 vit bonde · g2 vit bonde · h2 vit bonde · a1 vit torn · b1 vit springare · c1 vit löpare · d1 vit drottning · e1 vit kung · f1 vit löpare · g1 vit springare · h1 vit torn | a8 svart torn · b8 svart springare · c8 svart löpare · d8 svart drottning · e8 svart kung · f8 svart löpare · g8 svart springare · h8 svart torn · a7 svart bonde · b7 svart bonde · c7 svart bonde · d7 svart bonde · e7 svart bonde · f7 svart bonde · g7 svart bonde · h7 svart bonde · d5 svart kryss · e5 svart kryss · d4 svart kryss · e4 svart kryss · a2 vit bonde · b2 vit bonde · c2 vit bonde · d2 vit bonde · e2 vit bonde · f2 vit bonde · g2 vit bonde · h2 vit bonde · a1 vit torn · b1 vit springare · c1 vit löpare · d1 vit drottning · e1 vit kung · f1 vit löpare · g1 vit springare · h1 vit torn | a8 svart torn · b8 svart springare · c8 svart löpare · d8 svart drottning · e8 svart kung · f8 svart löpare · g8 svart springare · h8 svart torn · a7 svart bonde · b7 svart bonde · c7 svart bonde · d7 svart bonde · e7 svart bonde · f7 svart bonde · g7 svart bonde · h7 svart bonde · d5 svart kryss · e5 svart kryss · d4 svart kryss · e4 svart kryss · a2 vit bonde · b2 vit bonde · c2 vit bonde · d2 vit bonde · e2 vit bonde · f2 vit bonde · g2 vit bonde · h2 vit bonde · a1 vit torn · b1 vit springare · c1 vit löpare · d1 vit drottning · e1 vit kung · f1 vit löpare · g1 vit springare · h1 vit torn | a8 svart torn · b8 svart springare · c8 svart löpare · d8 svart drottning · e8 svart kung · f8 svart löpare · g8 svart springare · h8 svart torn · a7 svart bonde · b7 svart bonde · c7 svart bonde · d7 svart bonde · e7 svart bonde · f7 svart bonde · g7 svart bonde · h7 svart bonde · d5 svart kryss · e5 svart kryss · d4 svart kryss · e4 svart kryss · a2 vit bonde · b2 vit bonde · c2 vit bonde · d2 vit bonde · e2 vit bonde · f2 vit bonde · g2 vit bonde · h2 vit bonde · a1 vit torn · b1 vit springare · c1 vit löpare · d1 vit drottning · e1 vit kung · f1 vit löpare · g1 vit springare · h1 vit torn | a8 svart torn · b8 svart springare · c8 svart löpare · d8 svart drottning · e8 svart kung · f8 svart löpare · g8 svart springare · h8 svart torn · a7 svart bonde · b7 svart bonde · c7 svart bonde · d7 svart bonde · e7 svart bonde · f7 svart bonde · g7 svart bonde · h7 svart bonde · d5 svart kryss · e5 svart kryss · d4 svart kryss · e4 svart kryss · a2 vit bonde · b2 vit bonde · c2 vit bonde · d2 vit bonde · e2 vit bonde · f2 vit bonde · g2 vit bonde · h2 vit bonde · a1 vit torn · b1 vit springare · c1 vit löpare · d1 vit drottning · e1 vit kung · f1 vit löpare · g1 vit springare · h1 vit torn | a8 svart torn · b8 svart springare · c8 svart löpare · d8 svart drottning · e8 svart kung · f8 svart löpare · g8 svart springare · h8 svart torn · a7 svart bonde · b7 svart bonde · c7 svart bonde · d7 svart bonde · e7 svart bonde · f7 svart bonde · g7 svart bonde · h7 svart bonde · d5 svart kryss · e5 svart kryss · d4 svart kryss · e4 svart kryss · a2 vit bonde · b2 vit bonde · c2 vit bonde · d2 vit bonde · e2 vit bonde · f2 vit bonde · g2 vit bonde · h2 vit bonde · a1 vit torn · b1 vit springare · c1 vit löpare · d1 vit drottning · e1 vit kung · f1 vit löpare · g1 vit springare · h1 vit torn | 1 |
|   | a | b | c | d | e | f | g | h |   |

För andra betydelser, se Centrum.
Centrum är de fyra mittersta rutorna på schackbrädet. Centrum kan vara slutet eller öppet.

## D

### Damflygel
Damflygeln avser linjerna a, b och c på schackbrädet. Övriga linjer tillhör centrum eller kungsflygeln.

### Drag
Ett drag betyder att en pjäs flyttas. Ibland innebär termen att både vit och svart har utfört var sitt drag. Det finns två mer specifika termer:
- Heldrag, som betecknar att både vit och svart utfört var sitt drag. Denna term är ovanlig.
- Halvdrag, som betecknar ett drag av antingen vit eller svart. Denna term används främst inom schackprogram och motsvaras av engelskans ply.

### Diagonal
En diagonal är en rät linje på ett schackbräde bestående av likfärgade rutor som löper snett över brädet. Diagonalerna som går från ett hörn till det motstående hörnet kallas de långa diagonalerna.

### Dubbelbonde
En dubbelbonde är två bönder av samma färg på samma linje. Det är ofta en svaghet i bondeställningen eftersom bönderna inte kan försvara varandra. Det kan också uppstå ett hål framför bönderna.  

## E
En passant

## F

### Fil
För schacktermen fil, se Linje. För andra betydelser, se Fil.

### FM
FM, eller FIDE-mästare, är en schacktitel under IM.

### Fält
Ett schackbräde består av 64 fält (eller rutor), varav 32 är vita och 32 är svarta. Det finns 8 fält på varje linje och 8 fält på varje rad.

### Fördel
För huvudbegreppet inom handelsteori, se Komparativa fördelar.
En spelare har en fördel då dennes pjäsuppställning på något sätt är bättre än sin motståndares motsvarighet. Detta innebär att en av sidorna har en viss överlägsenhet gentemot den andra. En fördel kan både vara materiell och positionell. Positionella fördelar kan i sin tur delas upp i temporära dynamiska fördelar (såsom större pjäsaktivitet) samt permanenta statiska fördelar (såsom färre bondeöar).

### Förgåva
Det då en schackspelare ger sin motståndare en fördel genom att redan före ett schackpartis början ta bort en eller flera av sina schackpjäser; vanligtvis som en sorts handikapp för att utjämna skillnader i färdighet mellan de båda tävlande. Numera används i stället vanligtvis olika former av tidshandikapp, med hjälp av schackklocka.

### Förhand
Att spela en öppning i förhand innebär att vit gör de drag som svart gör i motsvarande öppning med omvända färger. Exempel: 1.e4 c5 är sicilianskt parti medan 1.c4 e5 är sicilianskt i förhand (en variant av engelskt parti). De strategiska planerna är ungefär desamma men eftersom vi drar först och har ett extra tempo kan han ofta spela mer aktivt än svart gör med omvända färger.

### Förseglingsdrag

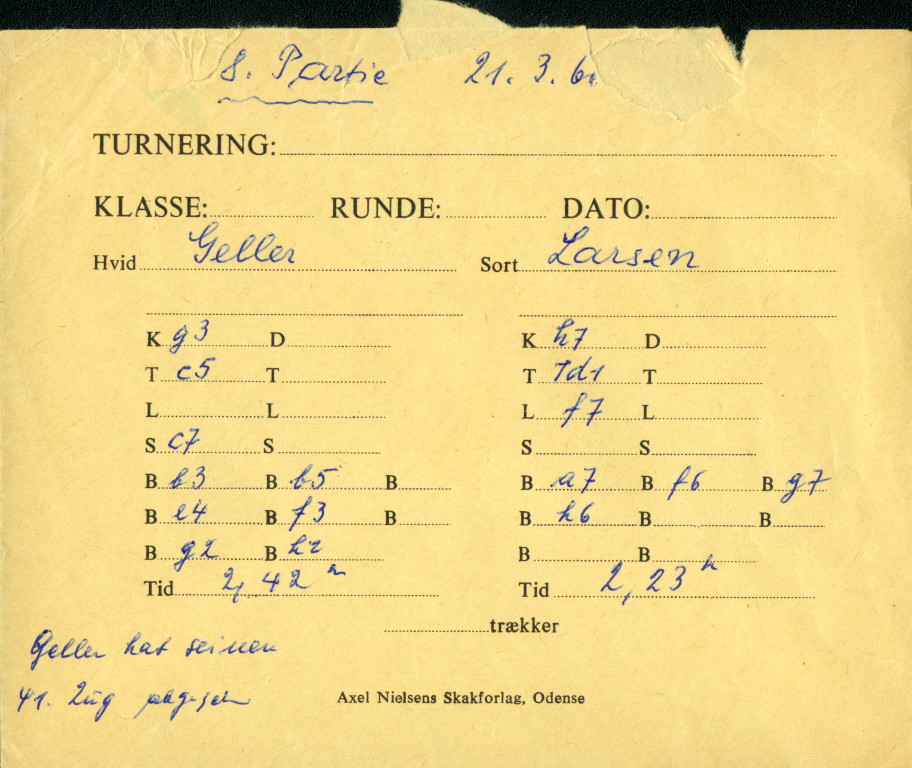
Förseglingskuvertet från ett avbrutet parti mellan Jefim Geller och Bent Larsen i mars 1966

Ett förseglingsdrag är ett drag som görs i samband med att ett parti avbryts. Spelaren som ska  försegla sitt drag skriver ner det, utan att utföra det på brädet och utan att motståndaren ser det. Draget läggs sen i ett kuvert som ges till domaren. När spelet återupptas öppnar domaren kuvertet och draget utförs på brädet.

### Försvar
Försvar avser passivt spel. En öppning vald av svart kallas vanligtvis för ett försvar. Motsatsen är angrepp.

## G

### GM
GM, eller stormästare, är en schacktitel ovanför IM.

### GABIÖ
Akronym för de fem standardtaktikerna i schack, dvs Gaffel, Avdragare, Bindning, Instängning och Överlastning. Används främst inom svenskt nybörjarschack.

## H

### Halvdrag
Se Drag.

### Heldrag
Se Drag.

### Hål
Ett hål i bondeställningen är ett fält som inte kan försvaras av en bonde. Det är en svaghet i bondeställningen eftersom motståndaren kan placera till exempel en springare där som blir svår att driva bort. Se Bondestruktur.

### Hängparti
Ett hängparti är ett avbrutet parti som ska spelas klart vid en senare tidpunkt. 

## I

### IM
IM, eller internationell mästare, är en schacktitel under GM men ovanför FM.

### Interzonturnering
Interzonturneringar spelades tidigare som en del av processen för att utse en utmanare om VM-titeln. De bästa i interzonturneringarna gick vidare till en kandidatturnering. FIDE arrangerade interzonturneringar mellan 1948 och 1993.

### Isolerad bonde
En isolerad bonde saknar bönder av samma färg på angränsande linjer och kan därför inte garderas av andra bönder.

## J
J'adoube
J'adoube är ett uttryck som används när en spelare vill rätta en pjäs på spelplanen utan att bli bunden av regeln att vidrörd pjäs skall flyttas. 

## K

### Kandidatturnering
Kandidatturneringen är en schackturnering för att utse utmanaren till VM-titeln. Vinnaren av kandidatturneringen får möta den regerande världsmästaren i en VM-match. FIDE har arrangerat kandidatturneringar sedan 1950. Under perioden 1965 till 1993 spelades i stället kandidatmatcher (utslagsmatcher) för att utse utmanaren. 

### Kolumn
För schacktermen kolumn, se Linje.

### Kompensation
Kompensation, eller komp, är möjlig ersättning för frivilligt offrat material (såsom en bonde eller kvalitet) eller frivillig skapelse av andra svagheter i sin egen position (såsom dubbelbönder eller isolerade bönder). Syftet med dessa uppoffringar är att eventuellt skapa en bättre fördel för sig själv än motståndarens. En spelare kan exempelvis erhålla positionell kompensation i form av en halvöppen linje för en offrad bonde.

### Kungsflygel
Kungsflygeln avser linjerna f, g och h på schackbrädet. Övriga linjer tillhör centrum eller damflygeln.

### Kvalitet
För ett värde eller unikhet, se Kvalitet.
Att vinna kvalitet innebär en vinst av ett mot torn mot en lätt pjäs (springare eller löpare).

## L

### Linje

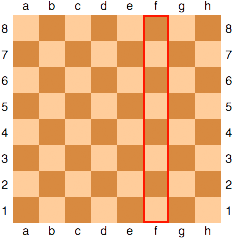
Ett schackdiagram med f-linjen markerad med röd ram

Linjer är de åtta vertikala kolumnerna av rutor på schackbrädet, bokstaverade från a till och med h.

### Låst centrum
Se "Slutet centrum".

### Lätt pjäs
Löpare och springare kallas för lätta pjäser.

## M

### Maroczy-uppställningen
Maroczy-uppställningen är en bondestruktur i centrum som karaktäriseras av vita bönder på c4 och e4. Se Bondestruktur.

## N
Just nu saknar Wikipedia schacktermer som börjar på bokstaven N.

## O

### Opposition
Opposition är en spelställning i schack där de båda kungarna står mitt emot varandra på samma rad eller linje åtskilda av ett fält. Den som inte är vid draget i en sån ställning sägs ha opposition vilket är en fördel i slutspel eftersom motståndarens kung måste vika åt sidan och man kan rycka fram med sin egen kung.
Om kungarna står längre ifrån varandra på samma rad eller linje, åtskilda av ett udda antal fält, sägs den som inte är vid draget ha fjärropposition. Det är också en fördel eftersom man från en sån ställning kan tvinga till sig direkt opposition när kungarna avancerar. På samma sätt har man diagonalopposition när kungarna står på samma diagonal  med ett udda antal fält mellan sig.
Opposition är ett viktigt begrepp i bondeslutspel där det ofta är nödvändigt att ha opposition för att kunna vinna.

## P

### Parti
Ett parti är en spelomgång, som endast består av en spelad omgång.
En schackturnering kan exempelvis bestå av flera partier. En partivinst ger vanligtvis 1 poäng, oavgjort ½ poäng och en förlust 0 poäng. Vinnaren av turneringen blir då den som fått störst sammanlagd poängsumma. I andra fall kan ett parti vara en del av en match mellan två schackspelare.

### Patt
Patt är en ställning i schack där spelaren som är vid draget inte kan göra något giltigt drag men inte heller står i schack. Man får inte stå över något drag i schack och ställningen innebär därför att partiet omedelbart slutar oavgjort (remi), oavsett vilka styrkeförhållanden som för tillfället råder på brädet. Patt blir därmed ibland en räddning för en spelare som håller på att förlora ett parti.

### Plan
En plan är en väl övervägd ordning av operationer som syftat till att uppnå ett konkret mål, som tar hänsyn till situationen på schackbrädet och är ständigt uppdaterad av motståndarens handlingar. Schackspelare strävar i sina planer efter att utnyttja sina egna fördelar för den aktuella positionen samtidigt som de försöker marginalisera motståndarens fördelar. "Även en dålig plan är bättre än ingen plan alls".
En position har följande element:
1. Kungens säkerhet
2. Materialbalans
3. Eventuella kombinationer
4. Område och centrum
5. Pjäsplacering och mobilitet
6. Bondestruktur
7. Kontroll över viktiga linjer eller rutor

### Premove
Ett premove, eller bokstavligt översatt ett fördrag, är i Internetsammanhang ett drag som spelas i förväg. Detta sker när en spelare genom sin schackklient fastslår vilket drag som ska spelas innan motståndaren har gjort sitt. Premove är en engelsk schackterm som saknar en svensk översättning.

### Protokoll
Ett protokoll, eller partiprotokoll, innehåller nedtecknad beskrivning av ett parti. Vanliga matchfakta som skrivs ned är exempelvis tävling, serie, division, rond, bord, spelplats, speldatum, vits respektive svarts namn, klubb och rating samt dragserie. Även de spelade dragen och partiets resultat antecknas under spelets gång.

## Q
Just nu saknar Wikipedia schacktermer som börjar på bokstaven Q.

## R

### Rad

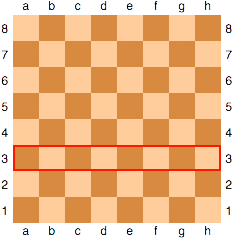
Ett schackdiagram med tredje raden markerad med röd ram

Rader är de åtta horisontella raderna av rutor på schackbrädet, numrerade från 1 till och med 8.

### Remi
Remi innebär att ett schackparti slutat oavgjort.

### Ruta
Se Fält.

## S

### Sekundant
En sekundant assisterar en spelare under en match eller turnering. Vid viktiga matcher eller turneringar är det vanligt att elitspelare har en eller flera medhjälpare som arbetar med förberedelser inför kommande partier.

### Slutet centrum
|   | a | b | c | d | e | f | g | h |   |
| 8 | a7 svart bonde · b7 svart bonde · c7 svart bonde · f7 svart bonde · h7 svart bonde · d6 svart bonde · g6 svart bonde · d5 vit bonde · e5 svart bonde · e4 vit bonde · a3 vit bonde · f3 vit bonde · b2 vit bonde · c2 vit bonde · g2 vit bonde · h2 vit bonde | a7 svart bonde · b7 svart bonde · c7 svart bonde · f7 svart bonde · h7 svart bonde · d6 svart bonde · g6 svart bonde · d5 vit bonde · e5 svart bonde · e4 vit bonde · a3 vit bonde · f3 vit bonde · b2 vit bonde · c2 vit bonde · g2 vit bonde · h2 vit bonde | a7 svart bonde · b7 svart bonde · c7 svart bonde · f7 svart bonde · h7 svart bonde · d6 svart bonde · g6 svart bonde · d5 vit bonde · e5 svart bonde · e4 vit bonde · a3 vit bonde · f3 vit bonde · b2 vit bonde · c2 vit bonde · g2 vit bonde · h2 vit bonde | a7 svart bonde · b7 svart bonde · c7 svart bonde · f7 svart bonde · h7 svart bonde · d6 svart bonde · g6 svart bonde · d5 vit bonde · e5 svart bonde · e4 vit bonde · a3 vit bonde · f3 vit bonde · b2 vit bonde · c2 vit bonde · g2 vit bonde · h2 vit bonde | a7 svart bonde · b7 svart bonde · c7 svart bonde · f7 svart bonde · h7 svart bonde · d6 svart bonde · g6 svart bonde · d5 vit bonde · e5 svart bonde · e4 vit bonde · a3 vit bonde · f3 vit bonde · b2 vit bonde · c2 vit bonde · g2 vit bonde · h2 vit bonde | a7 svart bonde · b7 svart bonde · c7 svart bonde · f7 svart bonde · h7 svart bonde · d6 svart bonde · g6 svart bonde · d5 vit bonde · e5 svart bonde · e4 vit bonde · a3 vit bonde · f3 vit bonde · b2 vit bonde · c2 vit bonde · g2 vit bonde · h2 vit bonde | a7 svart bonde · b7 svart bonde · c7 svart bonde · f7 svart bonde · h7 svart bonde · d6 svart bonde · g6 svart bonde · d5 vit bonde · e5 svart bonde · e4 vit bonde · a3 vit bonde · f3 vit bonde · b2 vit bonde · c2 vit bonde · g2 vit bonde · h2 vit bonde | a7 svart bonde · b7 svart bonde · c7 svart bonde · f7 svart bonde · h7 svart bonde · d6 svart bonde · g6 svart bonde · d5 vit bonde · e5 svart bonde · e4 vit bonde · a3 vit bonde · f3 vit bonde · b2 vit bonde · c2 vit bonde · g2 vit bonde · h2 vit bonde | 8 |
| 7 | a7 svart bonde · b7 svart bonde · c7 svart bonde · f7 svart bonde · h7 svart bonde · d6 svart bonde · g6 svart bonde · d5 vit bonde · e5 svart bonde · e4 vit bonde · a3 vit bonde · f3 vit bonde · b2 vit bonde · c2 vit bonde · g2 vit bonde · h2 vit bonde | a7 svart bonde · b7 svart bonde · c7 svart bonde · f7 svart bonde · h7 svart bonde · d6 svart bonde · g6 svart bonde · d5 vit bonde · e5 svart bonde · e4 vit bonde · a3 vit bonde · f3 vit bonde · b2 vit bonde · c2 vit bonde · g2 vit bonde · h2 vit bonde | a7 svart bonde · b7 svart bonde · c7 svart bonde · f7 svart bonde · h7 svart bonde · d6 svart bonde · g6 svart bonde · d5 vit bonde · e5 svart bonde · e4 vit bonde · a3 vit bonde · f3 vit bonde · b2 vit bonde · c2 vit bonde · g2 vit bonde · h2 vit bonde | a7 svart bonde · b7 svart bonde · c7 svart bonde · f7 svart bonde · h7 svart bonde · d6 svart bonde · g6 svart bonde · d5 vit bonde · e5 svart bonde · e4 vit bonde · a3 vit bonde · f3 vit bonde · b2 vit bonde · c2 vit bonde · g2 vit bonde · h2 vit bonde | a7 svart bonde · b7 svart bonde · c7 svart bonde · f7 svart bonde · h7 svart bonde · d6 svart bonde · g6 svart bonde · d5 vit bonde · e5 svart bonde · e4 vit bonde · a3 vit bonde · f3 vit bonde · b2 vit bonde · c2 vit bonde · g2 vit bonde · h2 vit bonde | a7 svart bonde · b7 svart bonde · c7 svart bonde · f7 svart bonde · h7 svart bonde · d6 svart bonde · g6 svart bonde · d5 vit bonde · e5 svart bonde · e4 vit bonde · a3 vit bonde · f3 vit bonde · b2 vit bonde · c2 vit bonde · g2 vit bonde · h2 vit bonde | a7 svart bonde · b7 svart bonde · c7 svart bonde · f7 svart bonde · h7 svart bonde · d6 svart bonde · g6 svart bonde · d5 vit bonde · e5 svart bonde · e4 vit bonde · a3 vit bonde · f3 vit bonde · b2 vit bonde · c2 vit bonde · g2 vit bonde · h2 vit bonde | a7 svart bonde · b7 svart bonde · c7 svart bonde · f7 svart bonde · h7 svart bonde · d6 svart bonde · g6 svart bonde · d5 vit bonde · e5 svart bonde · e4 vit bonde · a3 vit bonde · f3 vit bonde · b2 vit bonde · c2 vit bonde · g2 vit bonde · h2 vit bonde | 7 |
| 6 | a7 svart bonde · b7 svart bonde · c7 svart bonde · f7 svart bonde · h7 svart bonde · d6 svart bonde · g6 svart bonde · d5 vit bonde · e5 svart bonde · e4 vit bonde · a3 vit bonde · f3 vit bonde · b2 vit bonde · c2 vit bonde · g2 vit bonde · h2 vit bonde | a7 svart bonde · b7 svart bonde · c7 svart bonde · f7 svart bonde · h7 svart bonde · d6 svart bonde · g6 svart bonde · d5 vit bonde · e5 svart bonde · e4 vit bonde · a3 vit bonde · f3 vit bonde · b2 vit bonde · c2 vit bonde · g2 vit bonde · h2 vit bonde | a7 svart bonde · b7 svart bonde · c7 svart bonde · f7 svart bonde · h7 svart bonde · d6 svart bonde · g6 svart bonde · d5 vit bonde · e5 svart bonde · e4 vit bonde · a3 vit bonde · f3 vit bonde · b2 vit bonde · c2 vit bonde · g2 vit bonde · h2 vit bonde | a7 svart bonde · b7 svart bonde · c7 svart bonde · f7 svart bonde · h7 svart bonde · d6 svart bonde · g6 svart bonde · d5 vit bonde · e5 svart bonde · e4 vit bonde · a3 vit bonde · f3 vit bonde · b2 vit bonde · c2 vit bonde · g2 vit bonde · h2 vit bonde | a7 svart bonde · b7 svart bonde · c7 svart bonde · f7 svart bonde · h7 svart bonde · d6 svart bonde · g6 svart bonde · d5 vit bonde · e5 svart bonde · e4 vit bonde · a3 vit bonde · f3 vit bonde · b2 vit bonde · c2 vit bonde · g2 vit bonde · h2 vit bonde | a7 svart bonde · b7 svart bonde · c7 svart bonde · f7 svart bonde · h7 svart bonde · d6 svart bonde · g6 svart bonde · d5 vit bonde · e5 svart bonde · e4 vit bonde · a3 vit bonde · f3 vit bonde · b2 vit bonde · c2 vit bonde · g2 vit bonde · h2 vit bonde | a7 svart bonde · b7 svart bonde · c7 svart bonde · f7 svart bonde · h7 svart bonde · d6 svart bonde · g6 svart bonde · d5 vit bonde · e5 svart bonde · e4 vit bonde · a3 vit bonde · f3 vit bonde · b2 vit bonde · c2 vit bonde · g2 vit bonde · h2 vit bonde | a7 svart bonde · b7 svart bonde · c7 svart bonde · f7 svart bonde · h7 svart bonde · d6 svart bonde · g6 svart bonde · d5 vit bonde · e5 svart bonde · e4 vit bonde · a3 vit bonde · f3 vit bonde · b2 vit bonde · c2 vit bonde · g2 vit bonde · h2 vit bonde | 6 |
| 5 | a7 svart bonde · b7 svart bonde · c7 svart bonde · f7 svart bonde · h7 svart bonde · d6 svart bonde · g6 svart bonde · d5 vit bonde · e5 svart bonde · e4 vit bonde · a3 vit bonde · f3 vit bonde · b2 vit bonde · c2 vit bonde · g2 vit bonde · h2 vit bonde | a7 svart bonde · b7 svart bonde · c7 svart bonde · f7 svart bonde · h7 svart bonde · d6 svart bonde · g6 svart bonde · d5 vit bonde · e5 svart bonde · e4 vit bonde · a3 vit bonde · f3 vit bonde · b2 vit bonde · c2 vit bonde · g2 vit bonde · h2 vit bonde | a7 svart bonde · b7 svart bonde · c7 svart bonde · f7 svart bonde · h7 svart bonde · d6 svart bonde · g6 svart bonde · d5 vit bonde · e5 svart bonde · e4 vit bonde · a3 vit bonde · f3 vit bonde · b2 vit bonde · c2 vit bonde · g2 vit bonde · h2 vit bonde | a7 svart bonde · b7 svart bonde · c7 svart bonde · f7 svart bonde · h7 svart bonde · d6 svart bonde · g6 svart bonde · d5 vit bonde · e5 svart bonde · e4 vit bonde · a3 vit bonde · f3 vit bonde · b2 vit bonde · c2 vit bonde · g2 vit bonde · h2 vit bonde | a7 svart bonde · b7 svart bonde · c7 svart bonde · f7 svart bonde · h7 svart bonde · d6 svart bonde · g6 svart bonde · d5 vit bonde · e5 svart bonde · e4 vit bonde · a3 vit bonde · f3 vit bonde · b2 vit bonde · c2 vit bonde · g2 vit bonde · h2 vit bonde | a7 svart bonde · b7 svart bonde · c7 svart bonde · f7 svart bonde · h7 svart bonde · d6 svart bonde · g6 svart bonde · d5 vit bonde · e5 svart bonde · e4 vit bonde · a3 vit bonde · f3 vit bonde · b2 vit bonde · c2 vit bonde · g2 vit bonde · h2 vit bonde | a7 svart bonde · b7 svart bonde · c7 svart bonde · f7 svart bonde · h7 svart bonde · d6 svart bonde · g6 svart bonde · d5 vit bonde · e5 svart bonde · e4 vit bonde · a3 vit bonde · f3 vit bonde · b2 vit bonde · c2 vit bonde · g2 vit bonde · h2 vit bonde | a7 svart bonde · b7 svart bonde · c7 svart bonde · f7 svart bonde · h7 svart bonde · d6 svart bonde · g6 svart bonde · d5 vit bonde · e5 svart bonde · e4 vit bonde · a3 vit bonde · f3 vit bonde · b2 vit bonde · c2 vit bonde · g2 vit bonde · h2 vit bonde | 5 |
| 4 | a7 svart bonde · b7 svart bonde · c7 svart bonde · f7 svart bonde · h7 svart bonde · d6 svart bonde · g6 svart bonde · d5 vit bonde · e5 svart bonde · e4 vit bonde · a3 vit bonde · f3 vit bonde · b2 vit bonde · c2 vit bonde · g2 vit bonde · h2 vit bonde | a7 svart bonde · b7 svart bonde · c7 svart bonde · f7 svart bonde · h7 svart bonde · d6 svart bonde · g6 svart bonde · d5 vit bonde · e5 svart bonde · e4 vit bonde · a3 vit bonde · f3 vit bonde · b2 vit bonde · c2 vit bonde · g2 vit bonde · h2 vit bonde | a7 svart bonde · b7 svart bonde · c7 svart bonde · f7 svart bonde · h7 svart bonde · d6 svart bonde · g6 svart bonde · d5 vit bonde · e5 svart bonde · e4 vit bonde · a3 vit bonde · f3 vit bonde · b2 vit bonde · c2 vit bonde · g2 vit bonde · h2 vit bonde | a7 svart bonde · b7 svart bonde · c7 svart bonde · f7 svart bonde · h7 svart bonde · d6 svart bonde · g6 svart bonde · d5 vit bonde · e5 svart bonde · e4 vit bonde · a3 vit bonde · f3 vit bonde · b2 vit bonde · c2 vit bonde · g2 vit bonde · h2 vit bonde | a7 svart bonde · b7 svart bonde · c7 svart bonde · f7 svart bonde · h7 svart bonde · d6 svart bonde · g6 svart bonde · d5 vit bonde · e5 svart bonde · e4 vit bonde · a3 vit bonde · f3 vit bonde · b2 vit bonde · c2 vit bonde · g2 vit bonde · h2 vit bonde | a7 svart bonde · b7 svart bonde · c7 svart bonde · f7 svart bonde · h7 svart bonde · d6 svart bonde · g6 svart bonde · d5 vit bonde · e5 svart bonde · e4 vit bonde · a3 vit bonde · f3 vit bonde · b2 vit bonde · c2 vit bonde · g2 vit bonde · h2 vit bonde | a7 svart bonde · b7 svart bonde · c7 svart bonde · f7 svart bonde · h7 svart bonde · d6 svart bonde · g6 svart bonde · d5 vit bonde · e5 svart bonde · e4 vit bonde · a3 vit bonde · f3 vit bonde · b2 vit bonde · c2 vit bonde · g2 vit bonde · h2 vit bonde | a7 svart bonde · b7 svart bonde · c7 svart bonde · f7 svart bonde · h7 svart bonde · d6 svart bonde · g6 svart bonde · d5 vit bonde · e5 svart bonde · e4 vit bonde · a3 vit bonde · f3 vit bonde · b2 vit bonde · c2 vit bonde · g2 vit bonde · h2 vit bonde | 4 |
| 3 | a7 svart bonde · b7 svart bonde · c7 svart bonde · f7 svart bonde · h7 svart bonde · d6 svart bonde · g6 svart bonde · d5 vit bonde · e5 svart bonde · e4 vit bonde · a3 vit bonde · f3 vit bonde · b2 vit bonde · c2 vit bonde · g2 vit bonde · h2 vit bonde | a7 svart bonde · b7 svart bonde · c7 svart bonde · f7 svart bonde · h7 svart bonde · d6 svart bonde · g6 svart bonde · d5 vit bonde · e5 svart bonde · e4 vit bonde · a3 vit bonde · f3 vit bonde · b2 vit bonde · c2 vit bonde · g2 vit bonde · h2 vit bonde | a7 svart bonde · b7 svart bonde · c7 svart bonde · f7 svart bonde · h7 svart bonde · d6 svart bonde · g6 svart bonde · d5 vit bonde · e5 svart bonde · e4 vit bonde · a3 vit bonde · f3 vit bonde · b2 vit bonde · c2 vit bonde · g2 vit bonde · h2 vit bonde | a7 svart bonde · b7 svart bonde · c7 svart bonde · f7 svart bonde · h7 svart bonde · d6 svart bonde · g6 svart bonde · d5 vit bonde · e5 svart bonde · e4 vit bonde · a3 vit bonde · f3 vit bonde · b2 vit bonde · c2 vit bonde · g2 vit bonde · h2 vit bonde | a7 svart bonde · b7 svart bonde · c7 svart bonde · f7 svart bonde · h7 svart bonde · d6 svart bonde · g6 svart bonde · d5 vit bonde · e5 svart bonde · e4 vit bonde · a3 vit bonde · f3 vit bonde · b2 vit bonde · c2 vit bonde · g2 vit bonde · h2 vit bonde | a7 svart bonde · b7 svart bonde · c7 svart bonde · f7 svart bonde · h7 svart bonde · d6 svart bonde · g6 svart bonde · d5 vit bonde · e5 svart bonde · e4 vit bonde · a3 vit bonde · f3 vit bonde · b2 vit bonde · c2 vit bonde · g2 vit bonde · h2 vit bonde | a7 svart bonde · b7 svart bonde · c7 svart bonde · f7 svart bonde · h7 svart bonde · d6 svart bonde · g6 svart bonde · d5 vit bonde · e5 svart bonde · e4 vit bonde · a3 vit bonde · f3 vit bonde · b2 vit bonde · c2 vit bonde · g2 vit bonde · h2 vit bonde | a7 svart bonde · b7 svart bonde · c7 svart bonde · f7 svart bonde · h7 svart bonde · d6 svart bonde · g6 svart bonde · d5 vit bonde · e5 svart bonde · e4 vit bonde · a3 vit bonde · f3 vit bonde · b2 vit bonde · c2 vit bonde · g2 vit bonde · h2 vit bonde | 3 |
| 2 | a7 svart bonde · b7 svart bonde · c7 svart bonde · f7 svart bonde · h7 svart bonde · d6 svart bonde · g6 svart bonde · d5 vit bonde · e5 svart bonde · e4 vit bonde · a3 vit bonde · f3 vit bonde · b2 vit bonde · c2 vit bonde · g2 vit bonde · h2 vit bonde | a7 svart bonde · b7 svart bonde · c7 svart bonde · f7 svart bonde · h7 svart bonde · d6 svart bonde · g6 svart bonde · d5 vit bonde · e5 svart bonde · e4 vit bonde · a3 vit bonde · f3 vit bonde · b2 vit bonde · c2 vit bonde · g2 vit bonde · h2 vit bonde | a7 svart bonde · b7 svart bonde · c7 svart bonde · f7 svart bonde · h7 svart bonde · d6 svart bonde · g6 svart bonde · d5 vit bonde · e5 svart bonde · e4 vit bonde · a3 vit bonde · f3 vit bonde · b2 vit bonde · c2 vit bonde · g2 vit bonde · h2 vit bonde | a7 svart bonde · b7 svart bonde · c7 svart bonde · f7 svart bonde · h7 svart bonde · d6 svart bonde · g6 svart bonde · d5 vit bonde · e5 svart bonde · e4 vit bonde · a3 vit bonde · f3 vit bonde · b2 vit bonde · c2 vit bonde · g2 vit bonde · h2 vit bonde | a7 svart bonde · b7 svart bonde · c7 svart bonde · f7 svart bonde · h7 svart bonde · d6 svart bonde · g6 svart bonde · d5 vit bonde · e5 svart bonde · e4 vit bonde · a3 vit bonde · f3 vit bonde · b2 vit bonde · c2 vit bonde · g2 vit bonde · h2 vit bonde | a7 svart bonde · b7 svart bonde · c7 svart bonde · f7 svart bonde · h7 svart bonde · d6 svart bonde · g6 svart bonde · d5 vit bonde · e5 svart bonde · e4 vit bonde · a3 vit bonde · f3 vit bonde · b2 vit bonde · c2 vit bonde · g2 vit bonde · h2 vit bonde | a7 svart bonde · b7 svart bonde · c7 svart bonde · f7 svart bonde · h7 svart bonde · d6 svart bonde · g6 svart bonde · d5 vit bonde · e5 svart bonde · e4 vit bonde · a3 vit bonde · f3 vit bonde · b2 vit bonde · c2 vit bonde · g2 vit bonde · h2 vit bonde | a7 svart bonde · b7 svart bonde · c7 svart bonde · f7 svart bonde · h7 svart bonde · d6 svart bonde · g6 svart bonde · d5 vit bonde · e5 svart bonde · e4 vit bonde · a3 vit bonde · f3 vit bonde · b2 vit bonde · c2 vit bonde · g2 vit bonde · h2 vit bonde | 2 |
| 1 | a7 svart bonde · b7 svart bonde · c7 svart bonde · f7 svart bonde · h7 svart bonde · d6 svart bonde · g6 svart bonde · d5 vit bonde · e5 svart bonde · e4 vit bonde · a3 vit bonde · f3 vit bonde · b2 vit bonde · c2 vit bonde · g2 vit bonde · h2 vit bonde | a7 svart bonde · b7 svart bonde · c7 svart bonde · f7 svart bonde · h7 svart bonde · d6 svart bonde · g6 svart bonde · d5 vit bonde · e5 svart bonde · e4 vit bonde · a3 vit bonde · f3 vit bonde · b2 vit bonde · c2 vit bonde · g2 vit bonde · h2 vit bonde | a7 svart bonde · b7 svart bonde · c7 svart bonde · f7 svart bonde · h7 svart bonde · d6 svart bonde · g6 svart bonde · d5 vit bonde · e5 svart bonde · e4 vit bonde · a3 vit bonde · f3 vit bonde · b2 vit bonde · c2 vit bonde · g2 vit bonde · h2 vit bonde | a7 svart bonde · b7 svart bonde · c7 svart bonde · f7 svart bonde · h7 svart bonde · d6 svart bonde · g6 svart bonde · d5 vit bonde · e5 svart bonde · e4 vit bonde · a3 vit bonde · f3 vit bonde · b2 vit bonde · c2 vit bonde · g2 vit bonde · h2 vit bonde | a7 svart bonde · b7 svart bonde · c7 svart bonde · f7 svart bonde · h7 svart bonde · d6 svart bonde · g6 svart bonde · d5 vit bonde · e5 svart bonde · e4 vit bonde · a3 vit bonde · f3 vit bonde · b2 vit bonde · c2 vit bonde · g2 vit bonde · h2 vit bonde | a7 svart bonde · b7 svart bonde · c7 svart bonde · f7 svart bonde · h7 svart bonde · d6 svart bonde · g6 svart bonde · d5 vit bonde · e5 svart bonde · e4 vit bonde · a3 vit bonde · f3 vit bonde · b2 vit bonde · c2 vit bonde · g2 vit bonde · h2 vit bonde | a7 svart bonde · b7 svart bonde · c7 svart bonde · f7 svart bonde · h7 svart bonde · d6 svart bonde · g6 svart bonde · d5 vit bonde · e5 svart bonde · e4 vit bonde · a3 vit bonde · f3 vit bonde · b2 vit bonde · c2 vit bonde · g2 vit bonde · h2 vit bonde | a7 svart bonde · b7 svart bonde · c7 svart bonde · f7 svart bonde · h7 svart bonde · d6 svart bonde · g6 svart bonde · d5 vit bonde · e5 svart bonde · e4 vit bonde · a3 vit bonde · f3 vit bonde · b2 vit bonde · c2 vit bonde · g2 vit bonde · h2 vit bonde | 1 |
|   | a | b | c | d | e | f | g | h |   |

Ett slutet eller låst centrum har bondekedjor i centrum. Se Bondestruktur.

### Svartfältslöpare
|   | a | b | c | d | e | f | g | h |   |
| 8 | d8 svart cirkel · h8 svart cirkel · a7 svart cirkel · e7 svart cirkel · g7 svart cirkel · b6 svart cirkel · f6 vit löpare · c5 svart cirkel · e5 svart cirkel · g5 svart cirkel · d4 svart löpare · h4 svart cirkel · c3 svart cirkel · e3 svart cirkel · b2 svart cirkel · f2 svart cirkel · a1 svart cirkel · g1 svart cirkel | d8 svart cirkel · h8 svart cirkel · a7 svart cirkel · e7 svart cirkel · g7 svart cirkel · b6 svart cirkel · f6 vit löpare · c5 svart cirkel · e5 svart cirkel · g5 svart cirkel · d4 svart löpare · h4 svart cirkel · c3 svart cirkel · e3 svart cirkel · b2 svart cirkel · f2 svart cirkel · a1 svart cirkel · g1 svart cirkel | d8 svart cirkel · h8 svart cirkel · a7 svart cirkel · e7 svart cirkel · g7 svart cirkel · b6 svart cirkel · f6 vit löpare · c5 svart cirkel · e5 svart cirkel · g5 svart cirkel · d4 svart löpare · h4 svart cirkel · c3 svart cirkel · e3 svart cirkel · b2 svart cirkel · f2 svart cirkel · a1 svart cirkel · g1 svart cirkel | d8 svart cirkel · h8 svart cirkel · a7 svart cirkel · e7 svart cirkel · g7 svart cirkel · b6 svart cirkel · f6 vit löpare · c5 svart cirkel · e5 svart cirkel · g5 svart cirkel · d4 svart löpare · h4 svart cirkel · c3 svart cirkel · e3 svart cirkel · b2 svart cirkel · f2 svart cirkel · a1 svart cirkel · g1 svart cirkel | d8 svart cirkel · h8 svart cirkel · a7 svart cirkel · e7 svart cirkel · g7 svart cirkel · b6 svart cirkel · f6 vit löpare · c5 svart cirkel · e5 svart cirkel · g5 svart cirkel · d4 svart löpare · h4 svart cirkel · c3 svart cirkel · e3 svart cirkel · b2 svart cirkel · f2 svart cirkel · a1 svart cirkel · g1 svart cirkel | d8 svart cirkel · h8 svart cirkel · a7 svart cirkel · e7 svart cirkel · g7 svart cirkel · b6 svart cirkel · f6 vit löpare · c5 svart cirkel · e5 svart cirkel · g5 svart cirkel · d4 svart löpare · h4 svart cirkel · c3 svart cirkel · e3 svart cirkel · b2 svart cirkel · f2 svart cirkel · a1 svart cirkel · g1 svart cirkel | d8 svart cirkel · h8 svart cirkel · a7 svart cirkel · e7 svart cirkel · g7 svart cirkel · b6 svart cirkel · f6 vit löpare · c5 svart cirkel · e5 svart cirkel · g5 svart cirkel · d4 svart löpare · h4 svart cirkel · c3 svart cirkel · e3 svart cirkel · b2 svart cirkel · f2 svart cirkel · a1 svart cirkel · g1 svart cirkel | d8 svart cirkel · h8 svart cirkel · a7 svart cirkel · e7 svart cirkel · g7 svart cirkel · b6 svart cirkel · f6 vit löpare · c5 svart cirkel · e5 svart cirkel · g5 svart cirkel · d4 svart löpare · h4 svart cirkel · c3 svart cirkel · e3 svart cirkel · b2 svart cirkel · f2 svart cirkel · a1 svart cirkel · g1 svart cirkel | 8 |
| 7 | d8 svart cirkel · h8 svart cirkel · a7 svart cirkel · e7 svart cirkel · g7 svart cirkel · b6 svart cirkel · f6 vit löpare · c5 svart cirkel · e5 svart cirkel · g5 svart cirkel · d4 svart löpare · h4 svart cirkel · c3 svart cirkel · e3 svart cirkel · b2 svart cirkel · f2 svart cirkel · a1 svart cirkel · g1 svart cirkel | d8 svart cirkel · h8 svart cirkel · a7 svart cirkel · e7 svart cirkel · g7 svart cirkel · b6 svart cirkel · f6 vit löpare · c5 svart cirkel · e5 svart cirkel · g5 svart cirkel · d4 svart löpare · h4 svart cirkel · c3 svart cirkel · e3 svart cirkel · b2 svart cirkel · f2 svart cirkel · a1 svart cirkel · g1 svart cirkel | d8 svart cirkel · h8 svart cirkel · a7 svart cirkel · e7 svart cirkel · g7 svart cirkel · b6 svart cirkel · f6 vit löpare · c5 svart cirkel · e5 svart cirkel · g5 svart cirkel · d4 svart löpare · h4 svart cirkel · c3 svart cirkel · e3 svart cirkel · b2 svart cirkel · f2 svart cirkel · a1 svart cirkel · g1 svart cirkel | d8 svart cirkel · h8 svart cirkel · a7 svart cirkel · e7 svart cirkel · g7 svart cirkel · b6 svart cirkel · f6 vit löpare · c5 svart cirkel · e5 svart cirkel · g5 svart cirkel · d4 svart löpare · h4 svart cirkel · c3 svart cirkel · e3 svart cirkel · b2 svart cirkel · f2 svart cirkel · a1 svart cirkel · g1 svart cirkel | d8 svart cirkel · h8 svart cirkel · a7 svart cirkel · e7 svart cirkel · g7 svart cirkel · b6 svart cirkel · f6 vit löpare · c5 svart cirkel · e5 svart cirkel · g5 svart cirkel · d4 svart löpare · h4 svart cirkel · c3 svart cirkel · e3 svart cirkel · b2 svart cirkel · f2 svart cirkel · a1 svart cirkel · g1 svart cirkel | d8 svart cirkel · h8 svart cirkel · a7 svart cirkel · e7 svart cirkel · g7 svart cirkel · b6 svart cirkel · f6 vit löpare · c5 svart cirkel · e5 svart cirkel · g5 svart cirkel · d4 svart löpare · h4 svart cirkel · c3 svart cirkel · e3 svart cirkel · b2 svart cirkel · f2 svart cirkel · a1 svart cirkel · g1 svart cirkel | d8 svart cirkel · h8 svart cirkel · a7 svart cirkel · e7 svart cirkel · g7 svart cirkel · b6 svart cirkel · f6 vit löpare · c5 svart cirkel · e5 svart cirkel · g5 svart cirkel · d4 svart löpare · h4 svart cirkel · c3 svart cirkel · e3 svart cirkel · b2 svart cirkel · f2 svart cirkel · a1 svart cirkel · g1 svart cirkel | d8 svart cirkel · h8 svart cirkel · a7 svart cirkel · e7 svart cirkel · g7 svart cirkel · b6 svart cirkel · f6 vit löpare · c5 svart cirkel · e5 svart cirkel · g5 svart cirkel · d4 svart löpare · h4 svart cirkel · c3 svart cirkel · e3 svart cirkel · b2 svart cirkel · f2 svart cirkel · a1 svart cirkel · g1 svart cirkel | 7 |
| 6 | d8 svart cirkel · h8 svart cirkel · a7 svart cirkel · e7 svart cirkel · g7 svart cirkel · b6 svart cirkel · f6 vit löpare · c5 svart cirkel · e5 svart cirkel · g5 svart cirkel · d4 svart löpare · h4 svart cirkel · c3 svart cirkel · e3 svart cirkel · b2 svart cirkel · f2 svart cirkel · a1 svart cirkel · g1 svart cirkel | d8 svart cirkel · h8 svart cirkel · a7 svart cirkel · e7 svart cirkel · g7 svart cirkel · b6 svart cirkel · f6 vit löpare · c5 svart cirkel · e5 svart cirkel · g5 svart cirkel · d4 svart löpare · h4 svart cirkel · c3 svart cirkel · e3 svart cirkel · b2 svart cirkel · f2 svart cirkel · a1 svart cirkel · g1 svart cirkel | d8 svart cirkel · h8 svart cirkel · a7 svart cirkel · e7 svart cirkel · g7 svart cirkel · b6 svart cirkel · f6 vit löpare · c5 svart cirkel · e5 svart cirkel · g5 svart cirkel · d4 svart löpare · h4 svart cirkel · c3 svart cirkel · e3 svart cirkel · b2 svart cirkel · f2 svart cirkel · a1 svart cirkel · g1 svart cirkel | d8 svart cirkel · h8 svart cirkel · a7 svart cirkel · e7 svart cirkel · g7 svart cirkel · b6 svart cirkel · f6 vit löpare · c5 svart cirkel · e5 svart cirkel · g5 svart cirkel · d4 svart löpare · h4 svart cirkel · c3 svart cirkel · e3 svart cirkel · b2 svart cirkel · f2 svart cirkel · a1 svart cirkel · g1 svart cirkel | d8 svart cirkel · h8 svart cirkel · a7 svart cirkel · e7 svart cirkel · g7 svart cirkel · b6 svart cirkel · f6 vit löpare · c5 svart cirkel · e5 svart cirkel · g5 svart cirkel · d4 svart löpare · h4 svart cirkel · c3 svart cirkel · e3 svart cirkel · b2 svart cirkel · f2 svart cirkel · a1 svart cirkel · g1 svart cirkel | d8 svart cirkel · h8 svart cirkel · a7 svart cirkel · e7 svart cirkel · g7 svart cirkel · b6 svart cirkel · f6 vit löpare · c5 svart cirkel · e5 svart cirkel · g5 svart cirkel · d4 svart löpare · h4 svart cirkel · c3 svart cirkel · e3 svart cirkel · b2 svart cirkel · f2 svart cirkel · a1 svart cirkel · g1 svart cirkel | d8 svart cirkel · h8 svart cirkel · a7 svart cirkel · e7 svart cirkel · g7 svart cirkel · b6 svart cirkel · f6 vit löpare · c5 svart cirkel · e5 svart cirkel · g5 svart cirkel · d4 svart löpare · h4 svart cirkel · c3 svart cirkel · e3 svart cirkel · b2 svart cirkel · f2 svart cirkel · a1 svart cirkel · g1 svart cirkel | d8 svart cirkel · h8 svart cirkel · a7 svart cirkel · e7 svart cirkel · g7 svart cirkel · b6 svart cirkel · f6 vit löpare · c5 svart cirkel · e5 svart cirkel · g5 svart cirkel · d4 svart löpare · h4 svart cirkel · c3 svart cirkel · e3 svart cirkel · b2 svart cirkel · f2 svart cirkel · a1 svart cirkel · g1 svart cirkel | 6 |
| 5 | d8 svart cirkel · h8 svart cirkel · a7 svart cirkel · e7 svart cirkel · g7 svart cirkel · b6 svart cirkel · f6 vit löpare · c5 svart cirkel · e5 svart cirkel · g5 svart cirkel · d4 svart löpare · h4 svart cirkel · c3 svart cirkel · e3 svart cirkel · b2 svart cirkel · f2 svart cirkel · a1 svart cirkel · g1 svart cirkel | d8 svart cirkel · h8 svart cirkel · a7 svart cirkel · e7 svart cirkel · g7 svart cirkel · b6 svart cirkel · f6 vit löpare · c5 svart cirkel · e5 svart cirkel · g5 svart cirkel · d4 svart löpare · h4 svart cirkel · c3 svart cirkel · e3 svart cirkel · b2 svart cirkel · f2 svart cirkel · a1 svart cirkel · g1 svart cirkel | d8 svart cirkel · h8 svart cirkel · a7 svart cirkel · e7 svart cirkel · g7 svart cirkel · b6 svart cirkel · f6 vit löpare · c5 svart cirkel · e5 svart cirkel · g5 svart cirkel · d4 svart löpare · h4 svart cirkel · c3 svart cirkel · e3 svart cirkel · b2 svart cirkel · f2 svart cirkel · a1 svart cirkel · g1 svart cirkel | d8 svart cirkel · h8 svart cirkel · a7 svart cirkel · e7 svart cirkel · g7 svart cirkel · b6 svart cirkel · f6 vit löpare · c5 svart cirkel · e5 svart cirkel · g5 svart cirkel · d4 svart löpare · h4 svart cirkel · c3 svart cirkel · e3 svart cirkel · b2 svart cirkel · f2 svart cirkel · a1 svart cirkel · g1 svart cirkel | d8 svart cirkel · h8 svart cirkel · a7 svart cirkel · e7 svart cirkel · g7 svart cirkel · b6 svart cirkel · f6 vit löpare · c5 svart cirkel · e5 svart cirkel · g5 svart cirkel · d4 svart löpare · h4 svart cirkel · c3 svart cirkel · e3 svart cirkel · b2 svart cirkel · f2 svart cirkel · a1 svart cirkel · g1 svart cirkel | d8 svart cirkel · h8 svart cirkel · a7 svart cirkel · e7 svart cirkel · g7 svart cirkel · b6 svart cirkel · f6 vit löpare · c5 svart cirkel · e5 svart cirkel · g5 svart cirkel · d4 svart löpare · h4 svart cirkel · c3 svart cirkel · e3 svart cirkel · b2 svart cirkel · f2 svart cirkel · a1 svart cirkel · g1 svart cirkel | d8 svart cirkel · h8 svart cirkel · a7 svart cirkel · e7 svart cirkel · g7 svart cirkel · b6 svart cirkel · f6 vit löpare · c5 svart cirkel · e5 svart cirkel · g5 svart cirkel · d4 svart löpare · h4 svart cirkel · c3 svart cirkel · e3 svart cirkel · b2 svart cirkel · f2 svart cirkel · a1 svart cirkel · g1 svart cirkel | d8 svart cirkel · h8 svart cirkel · a7 svart cirkel · e7 svart cirkel · g7 svart cirkel · b6 svart cirkel · f6 vit löpare · c5 svart cirkel · e5 svart cirkel · g5 svart cirkel · d4 svart löpare · h4 svart cirkel · c3 svart cirkel · e3 svart cirkel · b2 svart cirkel · f2 svart cirkel · a1 svart cirkel · g1 svart cirkel | 5 |
| 4 | d8 svart cirkel · h8 svart cirkel · a7 svart cirkel · e7 svart cirkel · g7 svart cirkel · b6 svart cirkel · f6 vit löpare · c5 svart cirkel · e5 svart cirkel · g5 svart cirkel · d4 svart löpare · h4 svart cirkel · c3 svart cirkel · e3 svart cirkel · b2 svart cirkel · f2 svart cirkel · a1 svart cirkel · g1 svart cirkel | d8 svart cirkel · h8 svart cirkel · a7 svart cirkel · e7 svart cirkel · g7 svart cirkel · b6 svart cirkel · f6 vit löpare · c5 svart cirkel · e5 svart cirkel · g5 svart cirkel · d4 svart löpare · h4 svart cirkel · c3 svart cirkel · e3 svart cirkel · b2 svart cirkel · f2 svart cirkel · a1 svart cirkel · g1 svart cirkel | d8 svart cirkel · h8 svart cirkel · a7 svart cirkel · e7 svart cirkel · g7 svart cirkel · b6 svart cirkel · f6 vit löpare · c5 svart cirkel · e5 svart cirkel · g5 svart cirkel · d4 svart löpare · h4 svart cirkel · c3 svart cirkel · e3 svart cirkel · b2 svart cirkel · f2 svart cirkel · a1 svart cirkel · g1 svart cirkel | d8 svart cirkel · h8 svart cirkel · a7 svart cirkel · e7 svart cirkel · g7 svart cirkel · b6 svart cirkel · f6 vit löpare · c5 svart cirkel · e5 svart cirkel · g5 svart cirkel · d4 svart löpare · h4 svart cirkel · c3 svart cirkel · e3 svart cirkel · b2 svart cirkel · f2 svart cirkel · a1 svart cirkel · g1 svart cirkel | d8 svart cirkel · h8 svart cirkel · a7 svart cirkel · e7 svart cirkel · g7 svart cirkel · b6 svart cirkel · f6 vit löpare · c5 svart cirkel · e5 svart cirkel · g5 svart cirkel · d4 svart löpare · h4 svart cirkel · c3 svart cirkel · e3 svart cirkel · b2 svart cirkel · f2 svart cirkel · a1 svart cirkel · g1 svart cirkel | d8 svart cirkel · h8 svart cirkel · a7 svart cirkel · e7 svart cirkel · g7 svart cirkel · b6 svart cirkel · f6 vit löpare · c5 svart cirkel · e5 svart cirkel · g5 svart cirkel · d4 svart löpare · h4 svart cirkel · c3 svart cirkel · e3 svart cirkel · b2 svart cirkel · f2 svart cirkel · a1 svart cirkel · g1 svart cirkel | d8 svart cirkel · h8 svart cirkel · a7 svart cirkel · e7 svart cirkel · g7 svart cirkel · b6 svart cirkel · f6 vit löpare · c5 svart cirkel · e5 svart cirkel · g5 svart cirkel · d4 svart löpare · h4 svart cirkel · c3 svart cirkel · e3 svart cirkel · b2 svart cirkel · f2 svart cirkel · a1 svart cirkel · g1 svart cirkel | d8 svart cirkel · h8 svart cirkel · a7 svart cirkel · e7 svart cirkel · g7 svart cirkel · b6 svart cirkel · f6 vit löpare · c5 svart cirkel · e5 svart cirkel · g5 svart cirkel · d4 svart löpare · h4 svart cirkel · c3 svart cirkel · e3 svart cirkel · b2 svart cirkel · f2 svart cirkel · a1 svart cirkel · g1 svart cirkel | 4 |
| 3 | d8 svart cirkel · h8 svart cirkel · a7 svart cirkel · e7 svart cirkel · g7 svart cirkel · b6 svart cirkel · f6 vit löpare · c5 svart cirkel · e5 svart cirkel · g5 svart cirkel · d4 svart löpare · h4 svart cirkel · c3 svart cirkel · e3 svart cirkel · b2 svart cirkel · f2 svart cirkel · a1 svart cirkel · g1 svart cirkel | d8 svart cirkel · h8 svart cirkel · a7 svart cirkel · e7 svart cirkel · g7 svart cirkel · b6 svart cirkel · f6 vit löpare · c5 svart cirkel · e5 svart cirkel · g5 svart cirkel · d4 svart löpare · h4 svart cirkel · c3 svart cirkel · e3 svart cirkel · b2 svart cirkel · f2 svart cirkel · a1 svart cirkel · g1 svart cirkel | d8 svart cirkel · h8 svart cirkel · a7 svart cirkel · e7 svart cirkel · g7 svart cirkel · b6 svart cirkel · f6 vit löpare · c5 svart cirkel · e5 svart cirkel · g5 svart cirkel · d4 svart löpare · h4 svart cirkel · c3 svart cirkel · e3 svart cirkel · b2 svart cirkel · f2 svart cirkel · a1 svart cirkel · g1 svart cirkel | d8 svart cirkel · h8 svart cirkel · a7 svart cirkel · e7 svart cirkel · g7 svart cirkel · b6 svart cirkel · f6 vit löpare · c5 svart cirkel · e5 svart cirkel · g5 svart cirkel · d4 svart löpare · h4 svart cirkel · c3 svart cirkel · e3 svart cirkel · b2 svart cirkel · f2 svart cirkel · a1 svart cirkel · g1 svart cirkel | d8 svart cirkel · h8 svart cirkel · a7 svart cirkel · e7 svart cirkel · g7 svart cirkel · b6 svart cirkel · f6 vit löpare · c5 svart cirkel · e5 svart cirkel · g5 svart cirkel · d4 svart löpare · h4 svart cirkel · c3 svart cirkel · e3 svart cirkel · b2 svart cirkel · f2 svart cirkel · a1 svart cirkel · g1 svart cirkel | d8 svart cirkel · h8 svart cirkel · a7 svart cirkel · e7 svart cirkel · g7 svart cirkel · b6 svart cirkel · f6 vit löpare · c5 svart cirkel · e5 svart cirkel · g5 svart cirkel · d4 svart löpare · h4 svart cirkel · c3 svart cirkel · e3 svart cirkel · b2 svart cirkel · f2 svart cirkel · a1 svart cirkel · g1 svart cirkel | d8 svart cirkel · h8 svart cirkel · a7 svart cirkel · e7 svart cirkel · g7 svart cirkel · b6 svart cirkel · f6 vit löpare · c5 svart cirkel · e5 svart cirkel · g5 svart cirkel · d4 svart löpare · h4 svart cirkel · c3 svart cirkel · e3 svart cirkel · b2 svart cirkel · f2 svart cirkel · a1 svart cirkel · g1 svart cirkel | d8 svart cirkel · h8 svart cirkel · a7 svart cirkel · e7 svart cirkel · g7 svart cirkel · b6 svart cirkel · f6 vit löpare · c5 svart cirkel · e5 svart cirkel · g5 svart cirkel · d4 svart löpare · h4 svart cirkel · c3 svart cirkel · e3 svart cirkel · b2 svart cirkel · f2 svart cirkel · a1 svart cirkel · g1 svart cirkel | 3 |
| 2 | d8 svart cirkel · h8 svart cirkel · a7 svart cirkel · e7 svart cirkel · g7 svart cirkel · b6 svart cirkel · f6 vit löpare · c5 svart cirkel · e5 svart cirkel · g5 svart cirkel · d4 svart löpare · h4 svart cirkel · c3 svart cirkel · e3 svart cirkel · b2 svart cirkel · f2 svart cirkel · a1 svart cirkel · g1 svart cirkel | d8 svart cirkel · h8 svart cirkel · a7 svart cirkel · e7 svart cirkel · g7 svart cirkel · b6 svart cirkel · f6 vit löpare · c5 svart cirkel · e5 svart cirkel · g5 svart cirkel · d4 svart löpare · h4 svart cirkel · c3 svart cirkel · e3 svart cirkel · b2 svart cirkel · f2 svart cirkel · a1 svart cirkel · g1 svart cirkel | d8 svart cirkel · h8 svart cirkel · a7 svart cirkel · e7 svart cirkel · g7 svart cirkel · b6 svart cirkel · f6 vit löpare · c5 svart cirkel · e5 svart cirkel · g5 svart cirkel · d4 svart löpare · h4 svart cirkel · c3 svart cirkel · e3 svart cirkel · b2 svart cirkel · f2 svart cirkel · a1 svart cirkel · g1 svart cirkel | d8 svart cirkel · h8 svart cirkel · a7 svart cirkel · e7 svart cirkel · g7 svart cirkel · b6 svart cirkel · f6 vit löpare · c5 svart cirkel · e5 svart cirkel · g5 svart cirkel · d4 svart löpare · h4 svart cirkel · c3 svart cirkel · e3 svart cirkel · b2 svart cirkel · f2 svart cirkel · a1 svart cirkel · g1 svart cirkel | d8 svart cirkel · h8 svart cirkel · a7 svart cirkel · e7 svart cirkel · g7 svart cirkel · b6 svart cirkel · f6 vit löpare · c5 svart cirkel · e5 svart cirkel · g5 svart cirkel · d4 svart löpare · h4 svart cirkel · c3 svart cirkel · e3 svart cirkel · b2 svart cirkel · f2 svart cirkel · a1 svart cirkel · g1 svart cirkel | d8 svart cirkel · h8 svart cirkel · a7 svart cirkel · e7 svart cirkel · g7 svart cirkel · b6 svart cirkel · f6 vit löpare · c5 svart cirkel · e5 svart cirkel · g5 svart cirkel · d4 svart löpare · h4 svart cirkel · c3 svart cirkel · e3 svart cirkel · b2 svart cirkel · f2 svart cirkel · a1 svart cirkel · g1 svart cirkel | d8 svart cirkel · h8 svart cirkel · a7 svart cirkel · e7 svart cirkel · g7 svart cirkel · b6 svart cirkel · f6 vit löpare · c5 svart cirkel · e5 svart cirkel · g5 svart cirkel · d4 svart löpare · h4 svart cirkel · c3 svart cirkel · e3 svart cirkel · b2 svart cirkel · f2 svart cirkel · a1 svart cirkel · g1 svart cirkel | d8 svart cirkel · h8 svart cirkel · a7 svart cirkel · e7 svart cirkel · g7 svart cirkel · b6 svart cirkel · f6 vit löpare · c5 svart cirkel · e5 svart cirkel · g5 svart cirkel · d4 svart löpare · h4 svart cirkel · c3 svart cirkel · e3 svart cirkel · b2 svart cirkel · f2 svart cirkel · a1 svart cirkel · g1 svart cirkel | 2 |
| 1 | d8 svart cirkel · h8 svart cirkel · a7 svart cirkel · e7 svart cirkel · g7 svart cirkel · b6 svart cirkel · f6 vit löpare · c5 svart cirkel · e5 svart cirkel · g5 svart cirkel · d4 svart löpare · h4 svart cirkel · c3 svart cirkel · e3 svart cirkel · b2 svart cirkel · f2 svart cirkel · a1 svart cirkel · g1 svart cirkel | d8 svart cirkel · h8 svart cirkel · a7 svart cirkel · e7 svart cirkel · g7 svart cirkel · b6 svart cirkel · f6 vit löpare · c5 svart cirkel · e5 svart cirkel · g5 svart cirkel · d4 svart löpare · h4 svart cirkel · c3 svart cirkel · e3 svart cirkel · b2 svart cirkel · f2 svart cirkel · a1 svart cirkel · g1 svart cirkel | d8 svart cirkel · h8 svart cirkel · a7 svart cirkel · e7 svart cirkel · g7 svart cirkel · b6 svart cirkel · f6 vit löpare · c5 svart cirkel · e5 svart cirkel · g5 svart cirkel · d4 svart löpare · h4 svart cirkel · c3 svart cirkel · e3 svart cirkel · b2 svart cirkel · f2 svart cirkel · a1 svart cirkel · g1 svart cirkel | d8 svart cirkel · h8 svart cirkel · a7 svart cirkel · e7 svart cirkel · g7 svart cirkel · b6 svart cirkel · f6 vit löpare · c5 svart cirkel · e5 svart cirkel · g5 svart cirkel · d4 svart löpare · h4 svart cirkel · c3 svart cirkel · e3 svart cirkel · b2 svart cirkel · f2 svart cirkel · a1 svart cirkel · g1 svart cirkel | d8 svart cirkel · h8 svart cirkel · a7 svart cirkel · e7 svart cirkel · g7 svart cirkel · b6 svart cirkel · f6 vit löpare · c5 svart cirkel · e5 svart cirkel · g5 svart cirkel · d4 svart löpare · h4 svart cirkel · c3 svart cirkel · e3 svart cirkel · b2 svart cirkel · f2 svart cirkel · a1 svart cirkel · g1 svart cirkel | d8 svart cirkel · h8 svart cirkel · a7 svart cirkel · e7 svart cirkel · g7 svart cirkel · b6 svart cirkel · f6 vit löpare · c5 svart cirkel · e5 svart cirkel · g5 svart cirkel · d4 svart löpare · h4 svart cirkel · c3 svart cirkel · e3 svart cirkel · b2 svart cirkel · f2 svart cirkel · a1 svart cirkel · g1 svart cirkel | d8 svart cirkel · h8 svart cirkel · a7 svart cirkel · e7 svart cirkel · g7 svart cirkel · b6 svart cirkel · f6 vit löpare · c5 svart cirkel · e5 svart cirkel · g5 svart cirkel · d4 svart löpare · h4 svart cirkel · c3 svart cirkel · e3 svart cirkel · b2 svart cirkel · f2 svart cirkel · a1 svart cirkel · g1 svart cirkel | d8 svart cirkel · h8 svart cirkel · a7 svart cirkel · e7 svart cirkel · g7 svart cirkel · b6 svart cirkel · f6 vit löpare · c5 svart cirkel · e5 svart cirkel · g5 svart cirkel · d4 svart löpare · h4 svart cirkel · c3 svart cirkel · e3 svart cirkel · b2 svart cirkel · f2 svart cirkel · a1 svart cirkel · g1 svart cirkel | 1 |
|   | a | b | c | d | e | f | g | h |   |

De löpare som endast kan förflytta sig över schackbrädets mörka fält kallas svartfältslöpare.

## T

### Terrängfördel
Om den ene spelaren har mer plats för att manövrera med sina pjäser än motståndaren så sägs spelaren ha en terrängfördel.

### Testamentsbonde
En testamentsbonde är en bonde på b2 eller b7. Dessa bönder kan ibland erövras med damen men det är inte riskfritt att göra det. Namnet kommer från en historia om en far som testamenterade sin förmögenhet till sin son med villkoret att han aldrig fick slå på b2. På engelska kallas detta en poisoned pawn.

### Tillbehör
Saker som tillhör schack och/eller användas när man spelar schack (t.ex. schackbräde, schackklocka och schackpjäser).

### Tung pjäs
Torn och damer kallas för tunga pjäser.

## U

### Utvecklingsförsprång
Om den ene spelaren får ut sina pjäser så att de kommer i spel snabbare än motståndarens pjäser så sägs spelaren ha ett utvecklingsförsprång.

## V

### Vitfältslöpare
|   | a | b | c | d | e | f | g | h |   |
| 8 | c8 vit cirkel · d7 vit cirkel · h7 vit cirkel · a6 vit cirkel · e6 vit cirkel · g6 vit cirkel · b5 vit cirkel · f5 vit löpare · c4 vit cirkel · e4 vit cirkel · g4 vit cirkel · d3 svart löpare · h3 vit cirkel · c2 vit cirkel · e2 vit cirkel · b1 vit cirkel · f1 vit cirkel | c8 vit cirkel · d7 vit cirkel · h7 vit cirkel · a6 vit cirkel · e6 vit cirkel · g6 vit cirkel · b5 vit cirkel · f5 vit löpare · c4 vit cirkel · e4 vit cirkel · g4 vit cirkel · d3 svart löpare · h3 vit cirkel · c2 vit cirkel · e2 vit cirkel · b1 vit cirkel · f1 vit cirkel | c8 vit cirkel · d7 vit cirkel · h7 vit cirkel · a6 vit cirkel · e6 vit cirkel · g6 vit cirkel · b5 vit cirkel · f5 vit löpare · c4 vit cirkel · e4 vit cirkel · g4 vit cirkel · d3 svart löpare · h3 vit cirkel · c2 vit cirkel · e2 vit cirkel · b1 vit cirkel · f1 vit cirkel | c8 vit cirkel · d7 vit cirkel · h7 vit cirkel · a6 vit cirkel · e6 vit cirkel · g6 vit cirkel · b5 vit cirkel · f5 vit löpare · c4 vit cirkel · e4 vit cirkel · g4 vit cirkel · d3 svart löpare · h3 vit cirkel · c2 vit cirkel · e2 vit cirkel · b1 vit cirkel · f1 vit cirkel | c8 vit cirkel · d7 vit cirkel · h7 vit cirkel · a6 vit cirkel · e6 vit cirkel · g6 vit cirkel · b5 vit cirkel · f5 vit löpare · c4 vit cirkel · e4 vit cirkel · g4 vit cirkel · d3 svart löpare · h3 vit cirkel · c2 vit cirkel · e2 vit cirkel · b1 vit cirkel · f1 vit cirkel | c8 vit cirkel · d7 vit cirkel · h7 vit cirkel · a6 vit cirkel · e6 vit cirkel · g6 vit cirkel · b5 vit cirkel · f5 vit löpare · c4 vit cirkel · e4 vit cirkel · g4 vit cirkel · d3 svart löpare · h3 vit cirkel · c2 vit cirkel · e2 vit cirkel · b1 vit cirkel · f1 vit cirkel | c8 vit cirkel · d7 vit cirkel · h7 vit cirkel · a6 vit cirkel · e6 vit cirkel · g6 vit cirkel · b5 vit cirkel · f5 vit löpare · c4 vit cirkel · e4 vit cirkel · g4 vit cirkel · d3 svart löpare · h3 vit cirkel · c2 vit cirkel · e2 vit cirkel · b1 vit cirkel · f1 vit cirkel | c8 vit cirkel · d7 vit cirkel · h7 vit cirkel · a6 vit cirkel · e6 vit cirkel · g6 vit cirkel · b5 vit cirkel · f5 vit löpare · c4 vit cirkel · e4 vit cirkel · g4 vit cirkel · d3 svart löpare · h3 vit cirkel · c2 vit cirkel · e2 vit cirkel · b1 vit cirkel · f1 vit cirkel | 8 |
| 7 | c8 vit cirkel · d7 vit cirkel · h7 vit cirkel · a6 vit cirkel · e6 vit cirkel · g6 vit cirkel · b5 vit cirkel · f5 vit löpare · c4 vit cirkel · e4 vit cirkel · g4 vit cirkel · d3 svart löpare · h3 vit cirkel · c2 vit cirkel · e2 vit cirkel · b1 vit cirkel · f1 vit cirkel | c8 vit cirkel · d7 vit cirkel · h7 vit cirkel · a6 vit cirkel · e6 vit cirkel · g6 vit cirkel · b5 vit cirkel · f5 vit löpare · c4 vit cirkel · e4 vit cirkel · g4 vit cirkel · d3 svart löpare · h3 vit cirkel · c2 vit cirkel · e2 vit cirkel · b1 vit cirkel · f1 vit cirkel | c8 vit cirkel · d7 vit cirkel · h7 vit cirkel · a6 vit cirkel · e6 vit cirkel · g6 vit cirkel · b5 vit cirkel · f5 vit löpare · c4 vit cirkel · e4 vit cirkel · g4 vit cirkel · d3 svart löpare · h3 vit cirkel · c2 vit cirkel · e2 vit cirkel · b1 vit cirkel · f1 vit cirkel | c8 vit cirkel · d7 vit cirkel · h7 vit cirkel · a6 vit cirkel · e6 vit cirkel · g6 vit cirkel · b5 vit cirkel · f5 vit löpare · c4 vit cirkel · e4 vit cirkel · g4 vit cirkel · d3 svart löpare · h3 vit cirkel · c2 vit cirkel · e2 vit cirkel · b1 vit cirkel · f1 vit cirkel | c8 vit cirkel · d7 vit cirkel · h7 vit cirkel · a6 vit cirkel · e6 vit cirkel · g6 vit cirkel · b5 vit cirkel · f5 vit löpare · c4 vit cirkel · e4 vit cirkel · g4 vit cirkel · d3 svart löpare · h3 vit cirkel · c2 vit cirkel · e2 vit cirkel · b1 vit cirkel · f1 vit cirkel | c8 vit cirkel · d7 vit cirkel · h7 vit cirkel · a6 vit cirkel · e6 vit cirkel · g6 vit cirkel · b5 vit cirkel · f5 vit löpare · c4 vit cirkel · e4 vit cirkel · g4 vit cirkel · d3 svart löpare · h3 vit cirkel · c2 vit cirkel · e2 vit cirkel · b1 vit cirkel · f1 vit cirkel | c8 vit cirkel · d7 vit cirkel · h7 vit cirkel · a6 vit cirkel · e6 vit cirkel · g6 vit cirkel · b5 vit cirkel · f5 vit löpare · c4 vit cirkel · e4 vit cirkel · g4 vit cirkel · d3 svart löpare · h3 vit cirkel · c2 vit cirkel · e2 vit cirkel · b1 vit cirkel · f1 vit cirkel | c8 vit cirkel · d7 vit cirkel · h7 vit cirkel · a6 vit cirkel · e6 vit cirkel · g6 vit cirkel · b5 vit cirkel · f5 vit löpare · c4 vit cirkel · e4 vit cirkel · g4 vit cirkel · d3 svart löpare · h3 vit cirkel · c2 vit cirkel · e2 vit cirkel · b1 vit cirkel · f1 vit cirkel | 7 |
| 6 | c8 vit cirkel · d7 vit cirkel · h7 vit cirkel · a6 vit cirkel · e6 vit cirkel · g6 vit cirkel · b5 vit cirkel · f5 vit löpare · c4 vit cirkel · e4 vit cirkel · g4 vit cirkel · d3 svart löpare · h3 vit cirkel · c2 vit cirkel · e2 vit cirkel · b1 vit cirkel · f1 vit cirkel | c8 vit cirkel · d7 vit cirkel · h7 vit cirkel · a6 vit cirkel · e6 vit cirkel · g6 vit cirkel · b5 vit cirkel · f5 vit löpare · c4 vit cirkel · e4 vit cirkel · g4 vit cirkel · d3 svart löpare · h3 vit cirkel · c2 vit cirkel · e2 vit cirkel · b1 vit cirkel · f1 vit cirkel | c8 vit cirkel · d7 vit cirkel · h7 vit cirkel · a6 vit cirkel · e6 vit cirkel · g6 vit cirkel · b5 vit cirkel · f5 vit löpare · c4 vit cirkel · e4 vit cirkel · g4 vit cirkel · d3 svart löpare · h3 vit cirkel · c2 vit cirkel · e2 vit cirkel · b1 vit cirkel · f1 vit cirkel | c8 vit cirkel · d7 vit cirkel · h7 vit cirkel · a6 vit cirkel · e6 vit cirkel · g6 vit cirkel · b5 vit cirkel · f5 vit löpare · c4 vit cirkel · e4 vit cirkel · g4 vit cirkel · d3 svart löpare · h3 vit cirkel · c2 vit cirkel · e2 vit cirkel · b1 vit cirkel · f1 vit cirkel | c8 vit cirkel · d7 vit cirkel · h7 vit cirkel · a6 vit cirkel · e6 vit cirkel · g6 vit cirkel · b5 vit cirkel · f5 vit löpare · c4 vit cirkel · e4 vit cirkel · g4 vit cirkel · d3 svart löpare · h3 vit cirkel · c2 vit cirkel · e2 vit cirkel · b1 vit cirkel · f1 vit cirkel | c8 vit cirkel · d7 vit cirkel · h7 vit cirkel · a6 vit cirkel · e6 vit cirkel · g6 vit cirkel · b5 vit cirkel · f5 vit löpare · c4 vit cirkel · e4 vit cirkel · g4 vit cirkel · d3 svart löpare · h3 vit cirkel · c2 vit cirkel · e2 vit cirkel · b1 vit cirkel · f1 vit cirkel | c8 vit cirkel · d7 vit cirkel · h7 vit cirkel · a6 vit cirkel · e6 vit cirkel · g6 vit cirkel · b5 vit cirkel · f5 vit löpare · c4 vit cirkel · e4 vit cirkel · g4 vit cirkel · d3 svart löpare · h3 vit cirkel · c2 vit cirkel · e2 vit cirkel · b1 vit cirkel · f1 vit cirkel | c8 vit cirkel · d7 vit cirkel · h7 vit cirkel · a6 vit cirkel · e6 vit cirkel · g6 vit cirkel · b5 vit cirkel · f5 vit löpare · c4 vit cirkel · e4 vit cirkel · g4 vit cirkel · d3 svart löpare · h3 vit cirkel · c2 vit cirkel · e2 vit cirkel · b1 vit cirkel · f1 vit cirkel | 6 |
| 5 | c8 vit cirkel · d7 vit cirkel · h7 vit cirkel · a6 vit cirkel · e6 vit cirkel · g6 vit cirkel · b5 vit cirkel · f5 vit löpare · c4 vit cirkel · e4 vit cirkel · g4 vit cirkel · d3 svart löpare · h3 vit cirkel · c2 vit cirkel · e2 vit cirkel · b1 vit cirkel · f1 vit cirkel | c8 vit cirkel · d7 vit cirkel · h7 vit cirkel · a6 vit cirkel · e6 vit cirkel · g6 vit cirkel · b5 vit cirkel · f5 vit löpare · c4 vit cirkel · e4 vit cirkel · g4 vit cirkel · d3 svart löpare · h3 vit cirkel · c2 vit cirkel · e2 vit cirkel · b1 vit cirkel · f1 vit cirkel | c8 vit cirkel · d7 vit cirkel · h7 vit cirkel · a6 vit cirkel · e6 vit cirkel · g6 vit cirkel · b5 vit cirkel · f5 vit löpare · c4 vit cirkel · e4 vit cirkel · g4 vit cirkel · d3 svart löpare · h3 vit cirkel · c2 vit cirkel · e2 vit cirkel · b1 vit cirkel · f1 vit cirkel | c8 vit cirkel · d7 vit cirkel · h7 vit cirkel · a6 vit cirkel · e6 vit cirkel · g6 vit cirkel · b5 vit cirkel · f5 vit löpare · c4 vit cirkel · e4 vit cirkel · g4 vit cirkel · d3 svart löpare · h3 vit cirkel · c2 vit cirkel · e2 vit cirkel · b1 vit cirkel · f1 vit cirkel | c8 vit cirkel · d7 vit cirkel · h7 vit cirkel · a6 vit cirkel · e6 vit cirkel · g6 vit cirkel · b5 vit cirkel · f5 vit löpare · c4 vit cirkel · e4 vit cirkel · g4 vit cirkel · d3 svart löpare · h3 vit cirkel · c2 vit cirkel · e2 vit cirkel · b1 vit cirkel · f1 vit cirkel | c8 vit cirkel · d7 vit cirkel · h7 vit cirkel · a6 vit cirkel · e6 vit cirkel · g6 vit cirkel · b5 vit cirkel · f5 vit löpare · c4 vit cirkel · e4 vit cirkel · g4 vit cirkel · d3 svart löpare · h3 vit cirkel · c2 vit cirkel · e2 vit cirkel · b1 vit cirkel · f1 vit cirkel | c8 vit cirkel · d7 vit cirkel · h7 vit cirkel · a6 vit cirkel · e6 vit cirkel · g6 vit cirkel · b5 vit cirkel · f5 vit löpare · c4 vit cirkel · e4 vit cirkel · g4 vit cirkel · d3 svart löpare · h3 vit cirkel · c2 vit cirkel · e2 vit cirkel · b1 vit cirkel · f1 vit cirkel | c8 vit cirkel · d7 vit cirkel · h7 vit cirkel · a6 vit cirkel · e6 vit cirkel · g6 vit cirkel · b5 vit cirkel · f5 vit löpare · c4 vit cirkel · e4 vit cirkel · g4 vit cirkel · d3 svart löpare · h3 vit cirkel · c2 vit cirkel · e2 vit cirkel · b1 vit cirkel · f1 vit cirkel | 5 |
| 4 | c8 vit cirkel · d7 vit cirkel · h7 vit cirkel · a6 vit cirkel · e6 vit cirkel · g6 vit cirkel · b5 vit cirkel · f5 vit löpare · c4 vit cirkel · e4 vit cirkel · g4 vit cirkel · d3 svart löpare · h3 vit cirkel · c2 vit cirkel · e2 vit cirkel · b1 vit cirkel · f1 vit cirkel | c8 vit cirkel · d7 vit cirkel · h7 vit cirkel · a6 vit cirkel · e6 vit cirkel · g6 vit cirkel · b5 vit cirkel · f5 vit löpare · c4 vit cirkel · e4 vit cirkel · g4 vit cirkel · d3 svart löpare · h3 vit cirkel · c2 vit cirkel · e2 vit cirkel · b1 vit cirkel · f1 vit cirkel | c8 vit cirkel · d7 vit cirkel · h7 vit cirkel · a6 vit cirkel · e6 vit cirkel · g6 vit cirkel · b5 vit cirkel · f5 vit löpare · c4 vit cirkel · e4 vit cirkel · g4 vit cirkel · d3 svart löpare · h3 vit cirkel · c2 vit cirkel · e2 vit cirkel · b1 vit cirkel · f1 vit cirkel | c8 vit cirkel · d7 vit cirkel · h7 vit cirkel · a6 vit cirkel · e6 vit cirkel · g6 vit cirkel · b5 vit cirkel · f5 vit löpare · c4 vit cirkel · e4 vit cirkel · g4 vit cirkel · d3 svart löpare · h3 vit cirkel · c2 vit cirkel · e2 vit cirkel · b1 vit cirkel · f1 vit cirkel | c8 vit cirkel · d7 vit cirkel · h7 vit cirkel · a6 vit cirkel · e6 vit cirkel · g6 vit cirkel · b5 vit cirkel · f5 vit löpare · c4 vit cirkel · e4 vit cirkel · g4 vit cirkel · d3 svart löpare · h3 vit cirkel · c2 vit cirkel · e2 vit cirkel · b1 vit cirkel · f1 vit cirkel | c8 vit cirkel · d7 vit cirkel · h7 vit cirkel · a6 vit cirkel · e6 vit cirkel · g6 vit cirkel · b5 vit cirkel · f5 vit löpare · c4 vit cirkel · e4 vit cirkel · g4 vit cirkel · d3 svart löpare · h3 vit cirkel · c2 vit cirkel · e2 vit cirkel · b1 vit cirkel · f1 vit cirkel | c8 vit cirkel · d7 vit cirkel · h7 vit cirkel · a6 vit cirkel · e6 vit cirkel · g6 vit cirkel · b5 vit cirkel · f5 vit löpare · c4 vit cirkel · e4 vit cirkel · g4 vit cirkel · d3 svart löpare · h3 vit cirkel · c2 vit cirkel · e2 vit cirkel · b1 vit cirkel · f1 vit cirkel | c8 vit cirkel · d7 vit cirkel · h7 vit cirkel · a6 vit cirkel · e6 vit cirkel · g6 vit cirkel · b5 vit cirkel · f5 vit löpare · c4 vit cirkel · e4 vit cirkel · g4 vit cirkel · d3 svart löpare · h3 vit cirkel · c2 vit cirkel · e2 vit cirkel · b1 vit cirkel · f1 vit cirkel | 4 |
| 3 | c8 vit cirkel · d7 vit cirkel · h7 vit cirkel · a6 vit cirkel · e6 vit cirkel · g6 vit cirkel · b5 vit cirkel · f5 vit löpare · c4 vit cirkel · e4 vit cirkel · g4 vit cirkel · d3 svart löpare · h3 vit cirkel · c2 vit cirkel · e2 vit cirkel · b1 vit cirkel · f1 vit cirkel | c8 vit cirkel · d7 vit cirkel · h7 vit cirkel · a6 vit cirkel · e6 vit cirkel · g6 vit cirkel · b5 vit cirkel · f5 vit löpare · c4 vit cirkel · e4 vit cirkel · g4 vit cirkel · d3 svart löpare · h3 vit cirkel · c2 vit cirkel · e2 vit cirkel · b1 vit cirkel · f1 vit cirkel | c8 vit cirkel · d7 vit cirkel · h7 vit cirkel · a6 vit cirkel · e6 vit cirkel · g6 vit cirkel · b5 vit cirkel · f5 vit löpare · c4 vit cirkel · e4 vit cirkel · g4 vit cirkel · d3 svart löpare · h3 vit cirkel · c2 vit cirkel · e2 vit cirkel · b1 vit cirkel · f1 vit cirkel | c8 vit cirkel · d7 vit cirkel · h7 vit cirkel · a6 vit cirkel · e6 vit cirkel · g6 vit cirkel · b5 vit cirkel · f5 vit löpare · c4 vit cirkel · e4 vit cirkel · g4 vit cirkel · d3 svart löpare · h3 vit cirkel · c2 vit cirkel · e2 vit cirkel · b1 vit cirkel · f1 vit cirkel | c8 vit cirkel · d7 vit cirkel · h7 vit cirkel · a6 vit cirkel · e6 vit cirkel · g6 vit cirkel · b5 vit cirkel · f5 vit löpare · c4 vit cirkel · e4 vit cirkel · g4 vit cirkel · d3 svart löpare · h3 vit cirkel · c2 vit cirkel · e2 vit cirkel · b1 vit cirkel · f1 vit cirkel | c8 vit cirkel · d7 vit cirkel · h7 vit cirkel · a6 vit cirkel · e6 vit cirkel · g6 vit cirkel · b5 vit cirkel · f5 vit löpare · c4 vit cirkel · e4 vit cirkel · g4 vit cirkel · d3 svart löpare · h3 vit cirkel · c2 vit cirkel · e2 vit cirkel · b1 vit cirkel · f1 vit cirkel | c8 vit cirkel · d7 vit cirkel · h7 vit cirkel · a6 vit cirkel · e6 vit cirkel · g6 vit cirkel · b5 vit cirkel · f5 vit löpare · c4 vit cirkel · e4 vit cirkel · g4 vit cirkel · d3 svart löpare · h3 vit cirkel · c2 vit cirkel · e2 vit cirkel · b1 vit cirkel · f1 vit cirkel | c8 vit cirkel · d7 vit cirkel · h7 vit cirkel · a6 vit cirkel · e6 vit cirkel · g6 vit cirkel · b5 vit cirkel · f5 vit löpare · c4 vit cirkel · e4 vit cirkel · g4 vit cirkel · d3 svart löpare · h3 vit cirkel · c2 vit cirkel · e2 vit cirkel · b1 vit cirkel · f1 vit cirkel | 3 |
| 2 | c8 vit cirkel · d7 vit cirkel · h7 vit cirkel · a6 vit cirkel · e6 vit cirkel · g6 vit cirkel · b5 vit cirkel · f5 vit löpare · c4 vit cirkel · e4 vit cirkel · g4 vit cirkel · d3 svart löpare · h3 vit cirkel · c2 vit cirkel · e2 vit cirkel · b1 vit cirkel · f1 vit cirkel | c8 vit cirkel · d7 vit cirkel · h7 vit cirkel · a6 vit cirkel · e6 vit cirkel · g6 vit cirkel · b5 vit cirkel · f5 vit löpare · c4 vit cirkel · e4 vit cirkel · g4 vit cirkel · d3 svart löpare · h3 vit cirkel · c2 vit cirkel · e2 vit cirkel · b1 vit cirkel · f1 vit cirkel | c8 vit cirkel · d7 vit cirkel · h7 vit cirkel · a6 vit cirkel · e6 vit cirkel · g6 vit cirkel · b5 vit cirkel · f5 vit löpare · c4 vit cirkel · e4 vit cirkel · g4 vit cirkel · d3 svart löpare · h3 vit cirkel · c2 vit cirkel · e2 vit cirkel · b1 vit cirkel · f1 vit cirkel | c8 vit cirkel · d7 vit cirkel · h7 vit cirkel · a6 vit cirkel · e6 vit cirkel · g6 vit cirkel · b5 vit cirkel · f5 vit löpare · c4 vit cirkel · e4 vit cirkel · g4 vit cirkel · d3 svart löpare · h3 vit cirkel · c2 vit cirkel · e2 vit cirkel · b1 vit cirkel · f1 vit cirkel | c8 vit cirkel · d7 vit cirkel · h7 vit cirkel · a6 vit cirkel · e6 vit cirkel · g6 vit cirkel · b5 vit cirkel · f5 vit löpare · c4 vit cirkel · e4 vit cirkel · g4 vit cirkel · d3 svart löpare · h3 vit cirkel · c2 vit cirkel · e2 vit cirkel · b1 vit cirkel · f1 vit cirkel | c8 vit cirkel · d7 vit cirkel · h7 vit cirkel · a6 vit cirkel · e6 vit cirkel · g6 vit cirkel · b5 vit cirkel · f5 vit löpare · c4 vit cirkel · e4 vit cirkel · g4 vit cirkel · d3 svart löpare · h3 vit cirkel · c2 vit cirkel · e2 vit cirkel · b1 vit cirkel · f1 vit cirkel | c8 vit cirkel · d7 vit cirkel · h7 vit cirkel · a6 vit cirkel · e6 vit cirkel · g6 vit cirkel · b5 vit cirkel · f5 vit löpare · c4 vit cirkel · e4 vit cirkel · g4 vit cirkel · d3 svart löpare · h3 vit cirkel · c2 vit cirkel · e2 vit cirkel · b1 vit cirkel · f1 vit cirkel | c8 vit cirkel · d7 vit cirkel · h7 vit cirkel · a6 vit cirkel · e6 vit cirkel · g6 vit cirkel · b5 vit cirkel · f5 vit löpare · c4 vit cirkel · e4 vit cirkel · g4 vit cirkel · d3 svart löpare · h3 vit cirkel · c2 vit cirkel · e2 vit cirkel · b1 vit cirkel · f1 vit cirkel | 2 |
| 1 | c8 vit cirkel · d7 vit cirkel · h7 vit cirkel · a6 vit cirkel · e6 vit cirkel · g6 vit cirkel · b5 vit cirkel · f5 vit löpare · c4 vit cirkel · e4 vit cirkel · g4 vit cirkel · d3 svart löpare · h3 vit cirkel · c2 vit cirkel · e2 vit cirkel · b1 vit cirkel · f1 vit cirkel | c8 vit cirkel · d7 vit cirkel · h7 vit cirkel · a6 vit cirkel · e6 vit cirkel · g6 vit cirkel · b5 vit cirkel · f5 vit löpare · c4 vit cirkel · e4 vit cirkel · g4 vit cirkel · d3 svart löpare · h3 vit cirkel · c2 vit cirkel · e2 vit cirkel · b1 vit cirkel · f1 vit cirkel | c8 vit cirkel · d7 vit cirkel · h7 vit cirkel · a6 vit cirkel · e6 vit cirkel · g6 vit cirkel · b5 vit cirkel · f5 vit löpare · c4 vit cirkel · e4 vit cirkel · g4 vit cirkel · d3 svart löpare · h3 vit cirkel · c2 vit cirkel · e2 vit cirkel · b1 vit cirkel · f1 vit cirkel | c8 vit cirkel · d7 vit cirkel · h7 vit cirkel · a6 vit cirkel · e6 vit cirkel · g6 vit cirkel · b5 vit cirkel · f5 vit löpare · c4 vit cirkel · e4 vit cirkel · g4 vit cirkel · d3 svart löpare · h3 vit cirkel · c2 vit cirkel · e2 vit cirkel · b1 vit cirkel · f1 vit cirkel | c8 vit cirkel · d7 vit cirkel · h7 vit cirkel · a6 vit cirkel · e6 vit cirkel · g6 vit cirkel · b5 vit cirkel · f5 vit löpare · c4 vit cirkel · e4 vit cirkel · g4 vit cirkel · d3 svart löpare · h3 vit cirkel · c2 vit cirkel · e2 vit cirkel · b1 vit cirkel · f1 vit cirkel | c8 vit cirkel · d7 vit cirkel · h7 vit cirkel · a6 vit cirkel · e6 vit cirkel · g6 vit cirkel · b5 vit cirkel · f5 vit löpare · c4 vit cirkel · e4 vit cirkel · g4 vit cirkel · d3 svart löpare · h3 vit cirkel · c2 vit cirkel · e2 vit cirkel · b1 vit cirkel · f1 vit cirkel | c8 vit cirkel · d7 vit cirkel · h7 vit cirkel · a6 vit cirkel · e6 vit cirkel · g6 vit cirkel · b5 vit cirkel · f5 vit löpare · c4 vit cirkel · e4 vit cirkel · g4 vit cirkel · d3 svart löpare · h3 vit cirkel · c2 vit cirkel · e2 vit cirkel · b1 vit cirkel · f1 vit cirkel | c8 vit cirkel · d7 vit cirkel · h7 vit cirkel · a6 vit cirkel · e6 vit cirkel · g6 vit cirkel · b5 vit cirkel · f5 vit löpare · c4 vit cirkel · e4 vit cirkel · g4 vit cirkel · d3 svart löpare · h3 vit cirkel · c2 vit cirkel · e2 vit cirkel · b1 vit cirkel · f1 vit cirkel | 1 |
|   | a | b | c | d | e | f | g | h |   |

De löpare som endast kan förflytta sig över schackbrädets ljusa fält kallas vitfältslöpare.

### Väntedrag
Ett väntedrag är ett passivt men ofarligt drag, som spelas i väntan på ett initiativ från motståndaren.

## W
Just nu saknar Wikipedia schacktermer som börjar på bokstaven W.

## X
Just nu saknar Wikipedia schacktermer som börjar på bokstaven X.

## Y
Just nu saknar Wikipedia schacktermer som börjar på bokstaven Y.

## Z

### Zonturnering
Zonturneringar spelades tidigare som en del av processen för att utse en utmanare om VM-titeln. De bästa i zonturneringarna gick vidare till en interzonturnering. För de större länderna fungerade de nationella mästerskapen som zonturneringar. Mindre länder grupperades i zoner. Exempelvis fanns 1963 nio zoner: 1. Västeuropa, 2. Centraleuropa, 3. Östeuropa, 4. Sovjetunionen, 5. USA, 6. Kanada, 7. Centralamerika, 8. Sydamerika och 9. Asien.

## Å
Just nu saknar Wikipedia schacktermer som börjar på bokstaven Å.

## Ä
Just nu saknar Wikipedia schacktermer som börjar på bokstaven Ä.

## Ö

### Öppet centrum
|   | a | b | c | d | e | f | g | h |   |
| 8 | a7 svart bonde · b7 svart bonde · c7 svart bonde · f7 svart bonde · h7 svart bonde · g6 svart bonde · a3 vit bonde · f3 vit bonde · b2 vit bonde · c2 vit bonde · g2 vit bonde · h2 vit bonde | a7 svart bonde · b7 svart bonde · c7 svart bonde · f7 svart bonde · h7 svart bonde · g6 svart bonde · a3 vit bonde · f3 vit bonde · b2 vit bonde · c2 vit bonde · g2 vit bonde · h2 vit bonde | a7 svart bonde · b7 svart bonde · c7 svart bonde · f7 svart bonde · h7 svart bonde · g6 svart bonde · a3 vit bonde · f3 vit bonde · b2 vit bonde · c2 vit bonde · g2 vit bonde · h2 vit bonde | a7 svart bonde · b7 svart bonde · c7 svart bonde · f7 svart bonde · h7 svart bonde · g6 svart bonde · a3 vit bonde · f3 vit bonde · b2 vit bonde · c2 vit bonde · g2 vit bonde · h2 vit bonde | a7 svart bonde · b7 svart bonde · c7 svart bonde · f7 svart bonde · h7 svart bonde · g6 svart bonde · a3 vit bonde · f3 vit bonde · b2 vit bonde · c2 vit bonde · g2 vit bonde · h2 vit bonde | a7 svart bonde · b7 svart bonde · c7 svart bonde · f7 svart bonde · h7 svart bonde · g6 svart bonde · a3 vit bonde · f3 vit bonde · b2 vit bonde · c2 vit bonde · g2 vit bonde · h2 vit bonde | a7 svart bonde · b7 svart bonde · c7 svart bonde · f7 svart bonde · h7 svart bonde · g6 svart bonde · a3 vit bonde · f3 vit bonde · b2 vit bonde · c2 vit bonde · g2 vit bonde · h2 vit bonde | a7 svart bonde · b7 svart bonde · c7 svart bonde · f7 svart bonde · h7 svart bonde · g6 svart bonde · a3 vit bonde · f3 vit bonde · b2 vit bonde · c2 vit bonde · g2 vit bonde · h2 vit bonde | 8 |
| 7 | a7 svart bonde · b7 svart bonde · c7 svart bonde · f7 svart bonde · h7 svart bonde · g6 svart bonde · a3 vit bonde · f3 vit bonde · b2 vit bonde · c2 vit bonde · g2 vit bonde · h2 vit bonde | a7 svart bonde · b7 svart bonde · c7 svart bonde · f7 svart bonde · h7 svart bonde · g6 svart bonde · a3 vit bonde · f3 vit bonde · b2 vit bonde · c2 vit bonde · g2 vit bonde · h2 vit bonde | a7 svart bonde · b7 svart bonde · c7 svart bonde · f7 svart bonde · h7 svart bonde · g6 svart bonde · a3 vit bonde · f3 vit bonde · b2 vit bonde · c2 vit bonde · g2 vit bonde · h2 vit bonde | a7 svart bonde · b7 svart bonde · c7 svart bonde · f7 svart bonde · h7 svart bonde · g6 svart bonde · a3 vit bonde · f3 vit bonde · b2 vit bonde · c2 vit bonde · g2 vit bonde · h2 vit bonde | a7 svart bonde · b7 svart bonde · c7 svart bonde · f7 svart bonde · h7 svart bonde · g6 svart bonde · a3 vit bonde · f3 vit bonde · b2 vit bonde · c2 vit bonde · g2 vit bonde · h2 vit bonde | a7 svart bonde · b7 svart bonde · c7 svart bonde · f7 svart bonde · h7 svart bonde · g6 svart bonde · a3 vit bonde · f3 vit bonde · b2 vit bonde · c2 vit bonde · g2 vit bonde · h2 vit bonde | a7 svart bonde · b7 svart bonde · c7 svart bonde · f7 svart bonde · h7 svart bonde · g6 svart bonde · a3 vit bonde · f3 vit bonde · b2 vit bonde · c2 vit bonde · g2 vit bonde · h2 vit bonde | a7 svart bonde · b7 svart bonde · c7 svart bonde · f7 svart bonde · h7 svart bonde · g6 svart bonde · a3 vit bonde · f3 vit bonde · b2 vit bonde · c2 vit bonde · g2 vit bonde · h2 vit bonde | 7 |
| 6 | a7 svart bonde · b7 svart bonde · c7 svart bonde · f7 svart bonde · h7 svart bonde · g6 svart bonde · a3 vit bonde · f3 vit bonde · b2 vit bonde · c2 vit bonde · g2 vit bonde · h2 vit bonde | a7 svart bonde · b7 svart bonde · c7 svart bonde · f7 svart bonde · h7 svart bonde · g6 svart bonde · a3 vit bonde · f3 vit bonde · b2 vit bonde · c2 vit bonde · g2 vit bonde · h2 vit bonde | a7 svart bonde · b7 svart bonde · c7 svart bonde · f7 svart bonde · h7 svart bonde · g6 svart bonde · a3 vit bonde · f3 vit bonde · b2 vit bonde · c2 vit bonde · g2 vit bonde · h2 vit bonde | a7 svart bonde · b7 svart bonde · c7 svart bonde · f7 svart bonde · h7 svart bonde · g6 svart bonde · a3 vit bonde · f3 vit bonde · b2 vit bonde · c2 vit bonde · g2 vit bonde · h2 vit bonde | a7 svart bonde · b7 svart bonde · c7 svart bonde · f7 svart bonde · h7 svart bonde · g6 svart bonde · a3 vit bonde · f3 vit bonde · b2 vit bonde · c2 vit bonde · g2 vit bonde · h2 vit bonde | a7 svart bonde · b7 svart bonde · c7 svart bonde · f7 svart bonde · h7 svart bonde · g6 svart bonde · a3 vit bonde · f3 vit bonde · b2 vit bonde · c2 vit bonde · g2 vit bonde · h2 vit bonde | a7 svart bonde · b7 svart bonde · c7 svart bonde · f7 svart bonde · h7 svart bonde · g6 svart bonde · a3 vit bonde · f3 vit bonde · b2 vit bonde · c2 vit bonde · g2 vit bonde · h2 vit bonde | a7 svart bonde · b7 svart bonde · c7 svart bonde · f7 svart bonde · h7 svart bonde · g6 svart bonde · a3 vit bonde · f3 vit bonde · b2 vit bonde · c2 vit bonde · g2 vit bonde · h2 vit bonde | 6 |
| 5 | a7 svart bonde · b7 svart bonde · c7 svart bonde · f7 svart bonde · h7 svart bonde · g6 svart bonde · a3 vit bonde · f3 vit bonde · b2 vit bonde · c2 vit bonde · g2 vit bonde · h2 vit bonde | a7 svart bonde · b7 svart bonde · c7 svart bonde · f7 svart bonde · h7 svart bonde · g6 svart bonde · a3 vit bonde · f3 vit bonde · b2 vit bonde · c2 vit bonde · g2 vit bonde · h2 vit bonde | a7 svart bonde · b7 svart bonde · c7 svart bonde · f7 svart bonde · h7 svart bonde · g6 svart bonde · a3 vit bonde · f3 vit bonde · b2 vit bonde · c2 vit bonde · g2 vit bonde · h2 vit bonde | a7 svart bonde · b7 svart bonde · c7 svart bonde · f7 svart bonde · h7 svart bonde · g6 svart bonde · a3 vit bonde · f3 vit bonde · b2 vit bonde · c2 vit bonde · g2 vit bonde · h2 vit bonde | a7 svart bonde · b7 svart bonde · c7 svart bonde · f7 svart bonde · h7 svart bonde · g6 svart bonde · a3 vit bonde · f3 vit bonde · b2 vit bonde · c2 vit bonde · g2 vit bonde · h2 vit bonde | a7 svart bonde · b7 svart bonde · c7 svart bonde · f7 svart bonde · h7 svart bonde · g6 svart bonde · a3 vit bonde · f3 vit bonde · b2 vit bonde · c2 vit bonde · g2 vit bonde · h2 vit bonde | a7 svart bonde · b7 svart bonde · c7 svart bonde · f7 svart bonde · h7 svart bonde · g6 svart bonde · a3 vit bonde · f3 vit bonde · b2 vit bonde · c2 vit bonde · g2 vit bonde · h2 vit bonde | a7 svart bonde · b7 svart bonde · c7 svart bonde · f7 svart bonde · h7 svart bonde · g6 svart bonde · a3 vit bonde · f3 vit bonde · b2 vit bonde · c2 vit bonde · g2 vit bonde · h2 vit bonde | 5 |
| 4 | a7 svart bonde · b7 svart bonde · c7 svart bonde · f7 svart bonde · h7 svart bonde · g6 svart bonde · a3 vit bonde · f3 vit bonde · b2 vit bonde · c2 vit bonde · g2 vit bonde · h2 vit bonde | a7 svart bonde · b7 svart bonde · c7 svart bonde · f7 svart bonde · h7 svart bonde · g6 svart bonde · a3 vit bonde · f3 vit bonde · b2 vit bonde · c2 vit bonde · g2 vit bonde · h2 vit bonde | a7 svart bonde · b7 svart bonde · c7 svart bonde · f7 svart bonde · h7 svart bonde · g6 svart bonde · a3 vit bonde · f3 vit bonde · b2 vit bonde · c2 vit bonde · g2 vit bonde · h2 vit bonde | a7 svart bonde · b7 svart bonde · c7 svart bonde · f7 svart bonde · h7 svart bonde · g6 svart bonde · a3 vit bonde · f3 vit bonde · b2 vit bonde · c2 vit bonde · g2 vit bonde · h2 vit bonde | a7 svart bonde · b7 svart bonde · c7 svart bonde · f7 svart bonde · h7 svart bonde · g6 svart bonde · a3 vit bonde · f3 vit bonde · b2 vit bonde · c2 vit bonde · g2 vit bonde · h2 vit bonde | a7 svart bonde · b7 svart bonde · c7 svart bonde · f7 svart bonde · h7 svart bonde · g6 svart bonde · a3 vit bonde · f3 vit bonde · b2 vit bonde · c2 vit bonde · g2 vit bonde · h2 vit bonde | a7 svart bonde · b7 svart bonde · c7 svart bonde · f7 svart bonde · h7 svart bonde · g6 svart bonde · a3 vit bonde · f3 vit bonde · b2 vit bonde · c2 vit bonde · g2 vit bonde · h2 vit bonde | a7 svart bonde · b7 svart bonde · c7 svart bonde · f7 svart bonde · h7 svart bonde · g6 svart bonde · a3 vit bonde · f3 vit bonde · b2 vit bonde · c2 vit bonde · g2 vit bonde · h2 vit bonde | 4 |
| 3 | a7 svart bonde · b7 svart bonde · c7 svart bonde · f7 svart bonde · h7 svart bonde · g6 svart bonde · a3 vit bonde · f3 vit bonde · b2 vit bonde · c2 vit bonde · g2 vit bonde · h2 vit bonde | a7 svart bonde · b7 svart bonde · c7 svart bonde · f7 svart bonde · h7 svart bonde · g6 svart bonde · a3 vit bonde · f3 vit bonde · b2 vit bonde · c2 vit bonde · g2 vit bonde · h2 vit bonde | a7 svart bonde · b7 svart bonde · c7 svart bonde · f7 svart bonde · h7 svart bonde · g6 svart bonde · a3 vit bonde · f3 vit bonde · b2 vit bonde · c2 vit bonde · g2 vit bonde · h2 vit bonde | a7 svart bonde · b7 svart bonde · c7 svart bonde · f7 svart bonde · h7 svart bonde · g6 svart bonde · a3 vit bonde · f3 vit bonde · b2 vit bonde · c2 vit bonde · g2 vit bonde · h2 vit bonde | a7 svart bonde · b7 svart bonde · c7 svart bonde · f7 svart bonde · h7 svart bonde · g6 svart bonde · a3 vit bonde · f3 vit bonde · b2 vit bonde · c2 vit bonde · g2 vit bonde · h2 vit bonde | a7 svart bonde · b7 svart bonde · c7 svart bonde · f7 svart bonde · h7 svart bonde · g6 svart bonde · a3 vit bonde · f3 vit bonde · b2 vit bonde · c2 vit bonde · g2 vit bonde · h2 vit bonde | a7 svart bonde · b7 svart bonde · c7 svart bonde · f7 svart bonde · h7 svart bonde · g6 svart bonde · a3 vit bonde · f3 vit bonde · b2 vit bonde · c2 vit bonde · g2 vit bonde · h2 vit bonde | a7 svart bonde · b7 svart bonde · c7 svart bonde · f7 svart bonde · h7 svart bonde · g6 svart bonde · a3 vit bonde · f3 vit bonde · b2 vit bonde · c2 vit bonde · g2 vit bonde · h2 vit bonde | 3 |
| 2 | a7 svart bonde · b7 svart bonde · c7 svart bonde · f7 svart bonde · h7 svart bonde · g6 svart bonde · a3 vit bonde · f3 vit bonde · b2 vit bonde · c2 vit bonde · g2 vit bonde · h2 vit bonde | a7 svart bonde · b7 svart bonde · c7 svart bonde · f7 svart bonde · h7 svart bonde · g6 svart bonde · a3 vit bonde · f3 vit bonde · b2 vit bonde · c2 vit bonde · g2 vit bonde · h2 vit bonde | a7 svart bonde · b7 svart bonde · c7 svart bonde · f7 svart bonde · h7 svart bonde · g6 svart bonde · a3 vit bonde · f3 vit bonde · b2 vit bonde · c2 vit bonde · g2 vit bonde · h2 vit bonde | a7 svart bonde · b7 svart bonde · c7 svart bonde · f7 svart bonde · h7 svart bonde · g6 svart bonde · a3 vit bonde · f3 vit bonde · b2 vit bonde · c2 vit bonde · g2 vit bonde · h2 vit bonde | a7 svart bonde · b7 svart bonde · c7 svart bonde · f7 svart bonde · h7 svart bonde · g6 svart bonde · a3 vit bonde · f3 vit bonde · b2 vit bonde · c2 vit bonde · g2 vit bonde · h2 vit bonde | a7 svart bonde · b7 svart bonde · c7 svart bonde · f7 svart bonde · h7 svart bonde · g6 svart bonde · a3 vit bonde · f3 vit bonde · b2 vit bonde · c2 vit bonde · g2 vit bonde · h2 vit bonde | a7 svart bonde · b7 svart bonde · c7 svart bonde · f7 svart bonde · h7 svart bonde · g6 svart bonde · a3 vit bonde · f3 vit bonde · b2 vit bonde · c2 vit bonde · g2 vit bonde · h2 vit bonde | a7 svart bonde · b7 svart bonde · c7 svart bonde · f7 svart bonde · h7 svart bonde · g6 svart bonde · a3 vit bonde · f3 vit bonde · b2 vit bonde · c2 vit bonde · g2 vit bonde · h2 vit bonde | 2 |
| 1 | a7 svart bonde · b7 svart bonde · c7 svart bonde · f7 svart bonde · h7 svart bonde · g6 svart bonde · a3 vit bonde · f3 vit bonde · b2 vit bonde · c2 vit bonde · g2 vit bonde · h2 vit bonde | a7 svart bonde · b7 svart bonde · c7 svart bonde · f7 svart bonde · h7 svart bonde · g6 svart bonde · a3 vit bonde · f3 vit bonde · b2 vit bonde · c2 vit bonde · g2 vit bonde · h2 vit bonde | a7 svart bonde · b7 svart bonde · c7 svart bonde · f7 svart bonde · h7 svart bonde · g6 svart bonde · a3 vit bonde · f3 vit bonde · b2 vit bonde · c2 vit bonde · g2 vit bonde · h2 vit bonde | a7 svart bonde · b7 svart bonde · c7 svart bonde · f7 svart bonde · h7 svart bonde · g6 svart bonde · a3 vit bonde · f3 vit bonde · b2 vit bonde · c2 vit bonde · g2 vit bonde · h2 vit bonde | a7 svart bonde · b7 svart bonde · c7 svart bonde · f7 svart bonde · h7 svart bonde · g6 svart bonde · a3 vit bonde · f3 vit bonde · b2 vit bonde · c2 vit bonde · g2 vit bonde · h2 vit bonde | a7 svart bonde · b7 svart bonde · c7 svart bonde · f7 svart bonde · h7 svart bonde · g6 svart bonde · a3 vit bonde · f3 vit bonde · b2 vit bonde · c2 vit bonde · g2 vit bonde · h2 vit bonde | a7 svart bonde · b7 svart bonde · c7 svart bonde · f7 svart bonde · h7 svart bonde · g6 svart bonde · a3 vit bonde · f3 vit bonde · b2 vit bonde · c2 vit bonde · g2 vit bonde · h2 vit bonde | a7 svart bonde · b7 svart bonde · c7 svart bonde · f7 svart bonde · h7 svart bonde · g6 svart bonde · a3 vit bonde · f3 vit bonde · b2 vit bonde · c2 vit bonde · g2 vit bonde · h2 vit bonde | 1 |
|   | a | b | c | d | e | f | g | h |   |

Ett öppet centrum har inga bondekedjor i centrum. Se Bondestruktur.